# Pergamonaltar

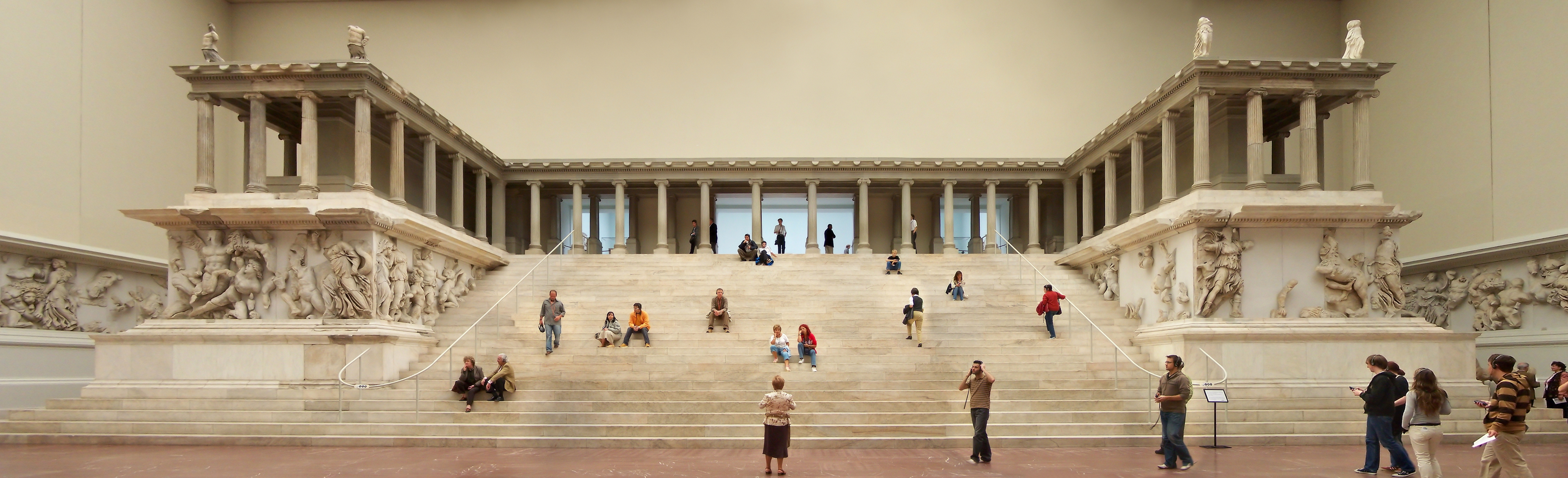
Teilrekonstruktion des Pergamonaltars im Pergamonmuseum

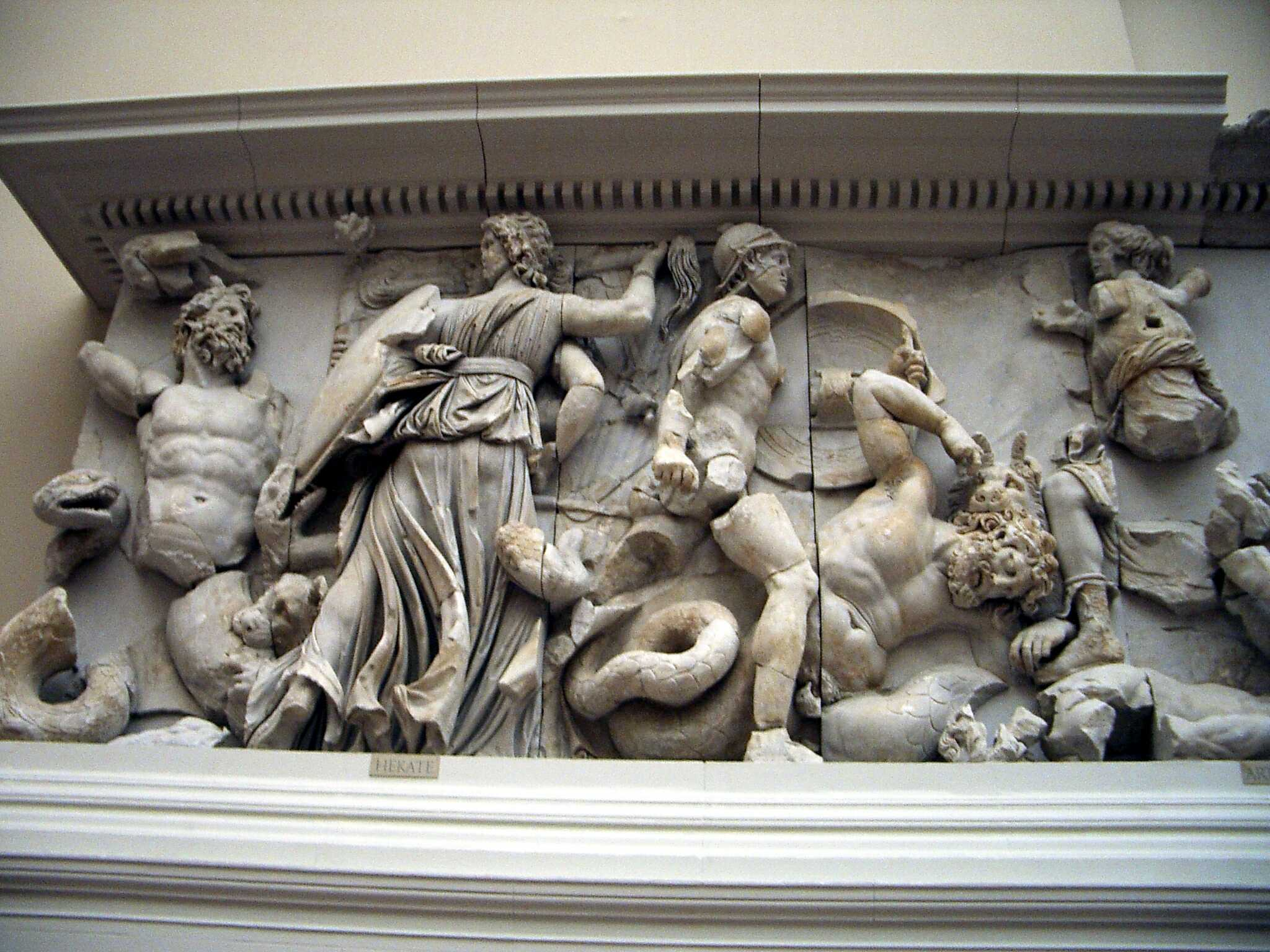
Detail der Ostseite des Giganten-Reliefs

Der Pergamonaltar ist ein monumentaler Altar, der unter König Eumenes II. in der ersten Hälfte des 2. Jahrhunderts v. Chr. auf dem Burgberg der kleinasiatischen Stadt Pergamon errichtet wurde. Seine Teilrekonstruktion mit den originalen Friesen befindet sich im Berliner Pergamonmuseum.
Der Altar war 35,64 Meter breit und 33,40 Meter tief. Die von Westen auf den Altar führende Freitreppe hatte eine Breite von fast 20 Metern. Es handelt sich um eines der bedeutendsten erhaltenen Kunstwerke des Hellenismus, wenn nicht der griechischen Antike insgesamt: Den Sockel schmückte ein Hochrelief, das den Kampf der Giganten gegen die griechischen Götter darstellte. Ein zweiter Fries an den Hofwänden des Pergamonaltars erzählt in einem Zyklus aufeinanderfolgender Reliefbilder die Legende von Telephos. Telephos, ein Sohn des Helden Herakles und der tegeatischen Königstochter Auge, galt als mythischer Gründer Pergamons.
1878 begann der deutsche Ingenieur Carl Humann auf dem Burgberg von Pergamon mit offiziellen Ausgrabungen, die 1886 ihren vorläufigen Abschluss fanden. Das Hauptziel der Ausgrabungen war es, die Altarfriese wiederzugewinnen und das Fundament des Altars freizulegen. Später wurden weitere Baukomplexe der pergamenischen Akropolis freigelegt. In Verhandlungen mit der beteiligten türkischen Regierung konnte vereinbart werden, dass alle damals gefundenen Fragmente der Altarfriese den Berliner Museen zugesprochen wurden.
In Berlin setzten italienische Restauratoren die Platten der Friese aus tausenden Fragmenten wieder zusammen. Um die Friese zusammenhängend ausstellen zu können, wurde auf der Museumsinsel eigens ein Museum errichtet. Der erste Bau von 1901 wurde 1909 zugunsten eines größeren, 1930 vollendeten Neubaus abgerissen. Nach den dort ausgestellten Friesen und einer Rekonstruktion der Westfront des Pergamonaltars erhielt dieser Museumsneubau von den Berlinern den Namen Pergamonmuseum. Der Pergamonaltar ist heute das bekannteste Ausstellungsstück der Antikensammlung auf der Museumsinsel.
Der Saal mit dem Pergamonaltar ist seit 2014 wegen umfangreicher Renovierungsarbeiten voraussichtlich bis mindestens 2027 geschlossen.

## Der Altar in der Antike

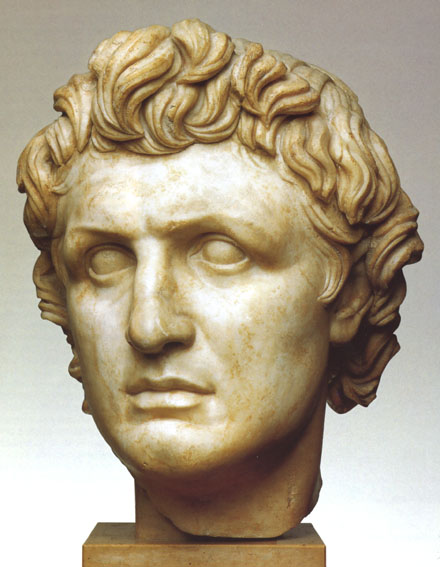
Überlebensgroßes Bildnis, wohl Attalos I., aus der frühen Regierungszeit Eumenes II.

### Historischer Hintergrund
Das zu Beginn des 3. Jahrhunderts v. Chr. gegründete Pergamenische Reich war unter dem Gründer Philetairos und dessen Nachfolger Eumenes I. zunächst ein Teilgebiet des seleukidischen Reiches. Erst Attalos I., Nachfolger des Eumenes I., ging den Schritt der völligen Selbstständigkeit und proklamierte sich nach dem Sieg über die keltischen Galater 238 v. Chr. zum König. Der Sieg über die Galater, die das pergamenische Reich bedrohten, festigte ihn in seiner Macht, die er nun zu konsolidieren versuchte. Durch Eroberungen in Kleinasien auf Kosten der geschwächten Seleukiden konnte er sein Reich kurzzeitig vergrößern. Auch ein Gegenschlag der Seleukiden unter Antiochos III., der bis vor die Tore Pergamons führte, konnte die pergamenische Selbstständigkeit nicht beenden. Da die Seleukiden im Osten wieder erstarkten, wandte sich Attalos nach Westen, nach Griechenland, und konnte fast ganz Euböa einnehmen. Sein Sohn Eumenes II. drängte den Einfluss der Galater weiter zurück. Er regierte zusammen mit seinem Bruder und Mitregenten Attalos II., der ihm auch auf dem Thron nachfolgen sollte. 188 v. Chr. konnte Eumenes II. durch ein Bündnis mit Rom den Frieden von Apameia schließen und somit den Einfluss der Seleukiden in Kleinasien verringern. Die Attaliden waren also eine aufstrebende Macht, die ihre Bedeutung auch nach außen durch die Errichtung repräsentativer Bauten zeigen wollten.

### Stiftung, Datierung und Funktion des Altars
Wie die meisten jungen Dynastien suchten sich auch die Attaliden durch Stiftungen und monumentale Bauwerke zu legitimieren. Damit kommt der Stiftung und Anlage des Altars auch eine politische Dimension zu.
In der Forschung wurde zum Teil noch bis in die zweite Hälfte des 20. Jahrhunderts davon ausgegangen, dass der Altar 184 v. Chr. von Eumenes II. nach einem Sieg über die keltischen Tolistobogier unter deren Führer Ortiagon gestiftet wurde. Mittlerweile werden spätere Zeitansätze in Kombination mit archäologischen Befunden und historischen Ereignissen diskutiert. Nicht unbedingt zwingend ist die Verbindung der Altarstiftung mit konkreten militärischen Ereignissen, wie den Siegen der Römer im Bündnis mit Eumenes II. über Antiochos III. im Jahre 188 v. Chr. oder Eumenes’ II. aus eigener Kraft über die Galater im Jahre 166 v. Chr. Untersuchungen des Altarbaues haben ergeben, dass dieser nicht als Siegesdenkmal konzipiert wurde. Die Gestaltung der Siegesdenkmale der Pergamener sind literarisch und in monumentalen Überresten fassbar. Am berühmtesten sind die in römischen Kopien überlieferten Bronzestatuen der „Großen Gallier“, Darstellungen besiegter Kelten nach dem Sieg Attalos’ I. über die Tolistobogier, oder die Reliefs mit Beutewaffen von den Hallenbauten des pergamenischen Atheneheiligtums, einer Weihung Eumenes’ II. an die siegbringende Göttin nach dem Sieg von 188 v. Chr. über die Seleukiden und ihre Verbündeten.
Der sogenannte Gigantenfries des Pergamonaltars vermeidet weitgehend Anspielungen auf aktuelle Kriegszüge – abgesehen von dem „Stern der Makedonen“ auf dem Rundschild eines Giganten, der auf dem Fries der Ostseite zu sehen ist, oder einem keltischen Langschild in der Hand eines Gottes im Nordfries. Der Kampf der olympischen Götter, unterstützt durch Herakles, aber auch die Gestirns- und Tagesgötter aus dem alten Geschlecht der Titanen, Kriegs- und Schicksalsmächte, Meerwesen und Dionysos mit seinem Gefolge erscheinen vielmehr als kosmologisches Ereignis von allgemein sittlicher Bedeutung. Er ist vielleicht im Sinne stoischer Philosophie auslotbar und sicher auch nicht ohne politisches Kalkül konzipiert, wie alle bildkünstlerischen Metaphern, die den Kampf des guten und gerechten Prinzips – die olympischen Götter und ihre Gehilfen – gegen das Böse – die chaotischen Naturkräfte in Gestalt der erdgeborenen Giganten – zum Thema haben. Auch die spärlichen Reste der Weihinschrift scheinen darauf hinzuweisen, dass der Altar den Göttern für erwiesene „Wohltaten“ gestiftet wurde. Als göttliche Adressaten sind besonders der Göttervater Zeus und seine Tochter Athene zu erwägen, da sie im Gigantenfries an prominenter Stelle dargestellt werden.
Ein wichtiges Kriterium für eine Datierung ist die Einbindung des Altars in den städtebaulichen Kontext. Denn als bedeutendster Marmorbau der hellenistischen Residenz, zudem an markanter Position errichtet, wurde er sicher nicht am Ende der zahlreichen Maßnahmen zur Aufwertung der Bergstadt Pergamon unter Eumenes II. in Angriff genommen.
Dass sich konkrete Ereignisse aus den letzten Regierungsjahren Eumenes’ II., die wachsende Distanz zu den Römern und der Sieg über die Kelten von 166 v. Chr. bei Sardes in den beiden Friesen des Pergamonaltars widerspiegeln, ist eine Vermutung, die aber kaum beweisbar ist und keinen ausreichenden Grund für eine Spätdatierung des Altares bietet. Der innere Fries, der Telephosfries, zeigt die Legende des Telephos und sollte die Überlegenheit Pergamons gegenüber den Römern versinnbildlichen. So wurde der Gründer Roms, Romulus, nur von einer Wölfin, Telephos, auf den sich die Attaliden zurückführten, hingegen von einer Löwin gestillt. Die Bauzeit des Frieses lässt sich zwischen 170 v. Chr. und wenigstens dem Tod Eumenes II. (159 v. Chr.) ansetzen.
Einer der letzten Datierungsvorschläge zur Bauzeit des Altars stammt von Bernard Andreae. Nach seinen Erkenntnissen wurde der Altar zwischen 166 und 156 v. Chr. als allgemeines Siegesmal der Pergamener und insbesondere von Eumenes II. über die Makedonen, die Gallier und die Seleukiden errichtet und von Phyromachos, dem siebten und letzten der sieben größten griechischen Bildhauer neben Myron, Phidias, Polyklet, Skopas, Praxiteles und Lysipp entworfen. Im Fundament des Altars wurde eine in das Jahr 172/71 v. Chr. datierbare Tonscherbe gefunden, das Bauwerk muss folglich nach diesem Zeitpunkt errichtet worden sein. Da bis 166 v. Chr. für die Kriege viel Geld aufgebracht werden musste, war die Errichtung des Altars wohl erst nach dem Krieg, also ab 166 v. Chr., möglich.

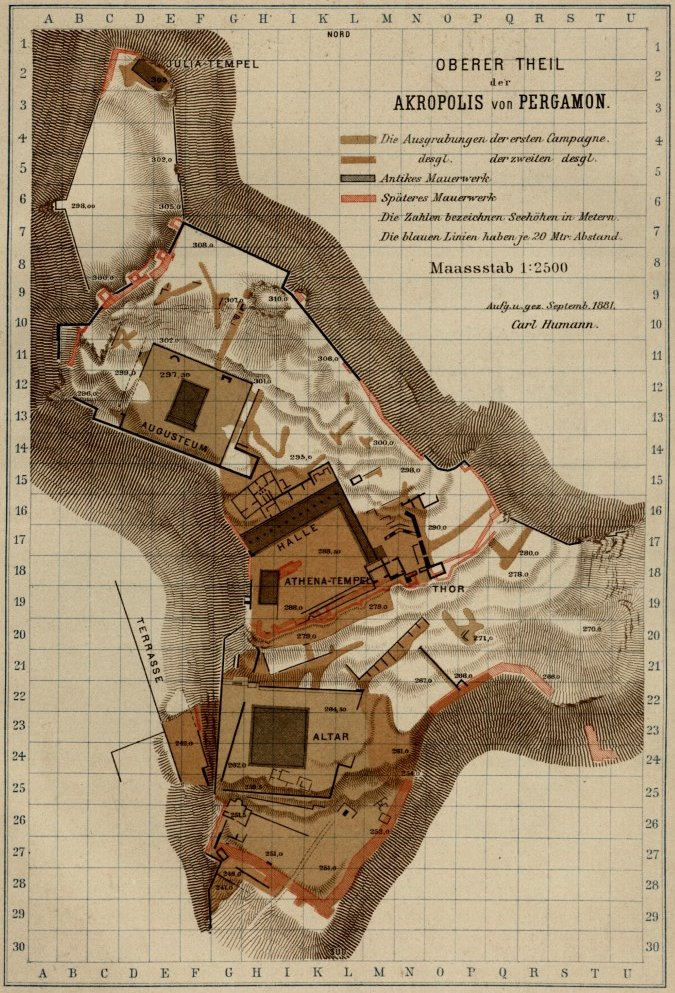
Älterer Plan der pergamenischen Oberstadt (1882)

Der Große Altar ist entgegen dem allgemeinen Verständnis kein Tempel, sondern wahrscheinlich der Altar für einen Tempel. Es wird vermutet, dass der Athene-Tempel sein kultischer Bezugspunkt war. Möglicherweise diente er nur als Opferort. Dafür sprechen einige Statuenbasen und Weihinschriften im Altarbezirk, deren Stifter Athene nannten. Eine weitere Möglichkeit ist, dass hier Zeus und Athene gleichermaßen verehrt wurden. Möglich ist auch, dass der Altar eine eigenständige Funktion hatte. Anders als Tempel, zu denen immer ein Altar gehörte, gehörte zu einem Altar nicht zwangsläufig ein Tempel. Altäre konnten beispielsweise in kleiner Form in Häusern stehen oder – in selteneren Fällen – wie der Pergamonaltar gigantische Ausmaße haben. Altäre standen im Allgemeinen im Freien vor den Tempeln. Aus den wenigen Resten der Weihinschrift lässt sich heute nicht mehr rekonstruieren, für welche Gottheit der Altar gestiftet wurde.
Bis heute konnte sich keine der Theorien grundsätzlich durchsetzen. Das führte dazu, dass ein langjähriger Leiter der Ausgrabungen in Pergamon zum Schluss kam:

„Nichts ist in der Forschung unumstritten bei diesem berühmtesten Hauptwerk der Kunst von Pergamon, weder der Bauherr, noch das Datum, noch der Anlaß, noch der Zweck des Baus.“

Ebenso unklar ist die Form der hier vollzogenen Opfer. Aus den Resten des eigentlichen kleineren Opferaltars im Inneren des großen Altarbaus lässt sich zumindest schließen, dass er eine hufeisenartige Form hatte. Offenbar war es ein Wangenaltar mit einer oder mehreren Stufen. Möglicherweise wurden hier Schenkel von Opfertieren verbrannt. Möglich ist ebenso, dass der Altar nur zur Libation – also dem Darbringen von Opfern in Form von Weihrauch, Wein und Früchten – diente. Wahrscheinlich durften nur Priester, Angehörige des Königshauses und hohe auswärtige Gäste den Altar betreten.
Schon Attalos I. begann, die Akropolis von Pergamon umzugestalten. Im Laufe der Zeit entstanden so neben der ursprünglichen Burg auf dem Hügelkopf ein Dionysostempel und ein nach Dionysos benanntes Theater, ein Heroon, die Obere Agora der Stadt und eben der heute als Pergamonaltar bekannte Große Altar. Zudem gab es mehrere Paläste und eine Bibliothek im Atheneheiligtum.

### Der Altar bis zum Ende der Antike
Verschiedentlich wird ein Abschnitt der Offenbarung des Johannes auf den Pergamonaltar bezogen. Dort ist von einem „Thron des Satans“ die Rede, der in Pergamon stehe:

„An den Engel der Gemeinde in Pergamon schreibe: So spricht Er, der das scharfe, zweischneidige Schwert trägt: Ich weiß, wo du wohnst; es ist dort, wo der Thron des Satans steht. Und doch hältst du an meinem Namen fest und hast den Glauben an mich nicht verleugnet, auch nicht in den Tagen, als Antipas, mein treuer Zeuge, bei euch getötet wurde, dort, wo der Satan wohnt.“

Die Form des Altars mit seinen Risaliten kann in der Tat an einen Thron mit seinen Armstützen denken lassen. Man hat aber auch erwogen, im ‚Thron Satans‘ ein Monument des Kaiserkults zu erkennen, an dem sich frühe Christenverfolgungen oft entzündeten, doch lässt sich hierüber keine Gewissheit erlangen, zumal der Pergamonaltar in römischer Zeit auch in den Kaiserkult integriert worden sein könnte.
Eindeutig in ihrem Bezug ist die Erwähnung des Altars bei einem wenig prominenten römischen Schriftsteller, Lucius Ampelius, der wahrscheinlich im 2. Jahrhundert (vielleicht aber auch erst in der Spätantike) in seinem liber memorialis („Merkbüchlein“) im Abschnitt über die Weltwunder, die miracula mundi, bemerkt:

„In Pergamon gibt es einen großen marmornen Altar, 40 Fuß hoch, mit sehr großen Skulpturen. Er enthält auch eine Gigantomachie.“

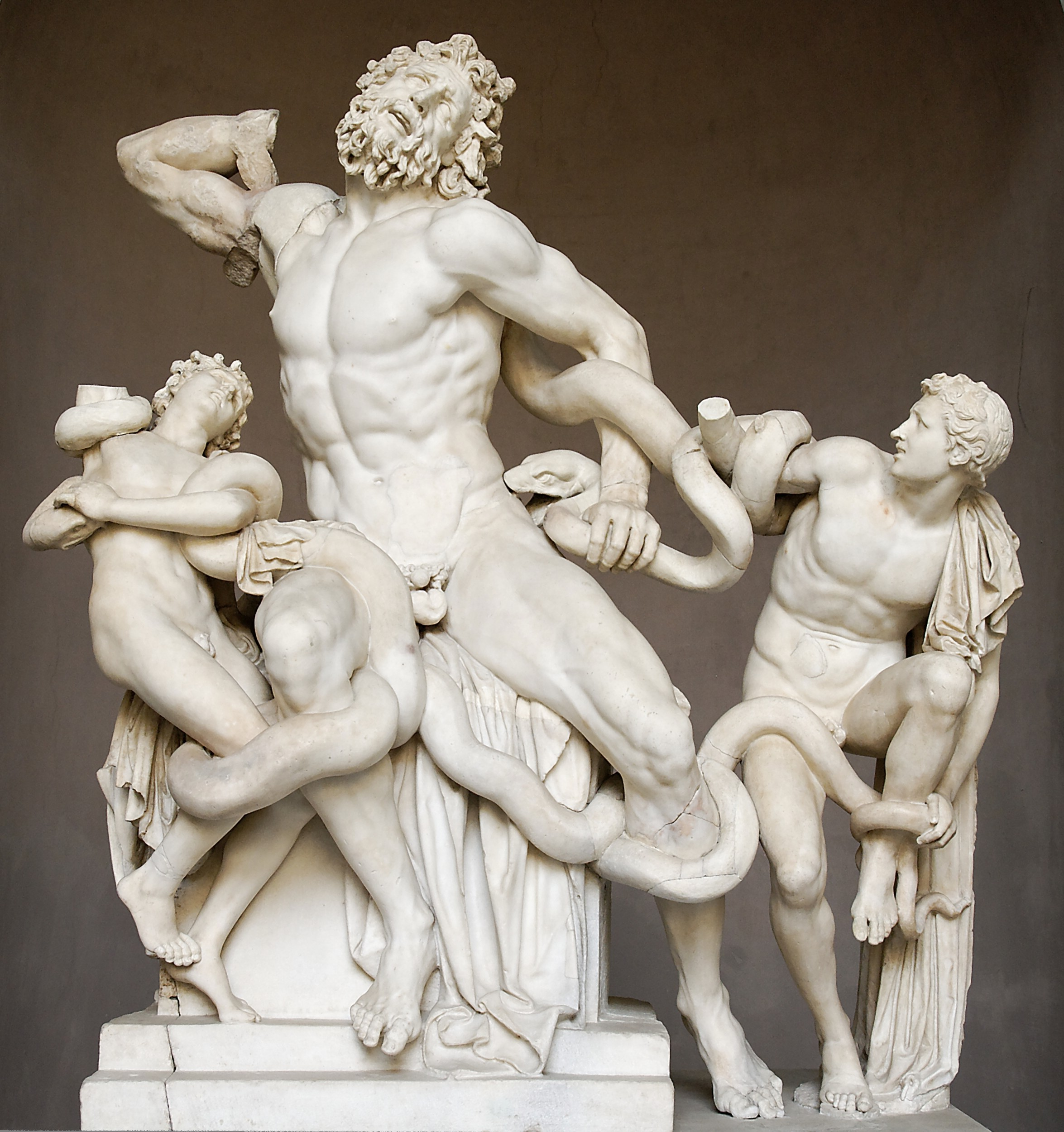
Laokoon-Gruppe

Neben einer Bemerkung des Pausanias, der in einem Nebensatz die Opfergewohnheiten in Olympia mit denen in Pergamon vergleicht, sind dies die einzigen schriftlichen Erwähnungen des Altars in der gesamten Antike. Das ist umso verwunderlicher, als bei den Schriftstellern der Antike viel zu derartigen Kunstwerken geschrieben wurde und Ampelius den Altar immerhin zu den Weltwundern zählt. Das Fehlen schriftlicher Quellen zum Altar aus der Antike wird unterschiedlich interpretiert. Eine mögliche Erklärung ist, dass der hellenistische Altar den Römern als unwichtig erschien, da er nicht in der klassischen Epoche der griechischen, vor allem attischen, Kunst entstanden war. Nur diese Kunst und die spätere Rückbesinnung auf diese Werte galten als bedeutend und erwähnenswert. Diese Sichtweise wurde ab dem 18. Jahrhundert, vor allem seit dem Wirken Johann Joachim Winckelmanns, insbesondere von deutschen Forschern vertreten. Die einzige bildliche Darstellung des Altars stammt von Münzen aus der römischen Kaiserzeit. Sie stellen den Altar in stilisierter Form dar.

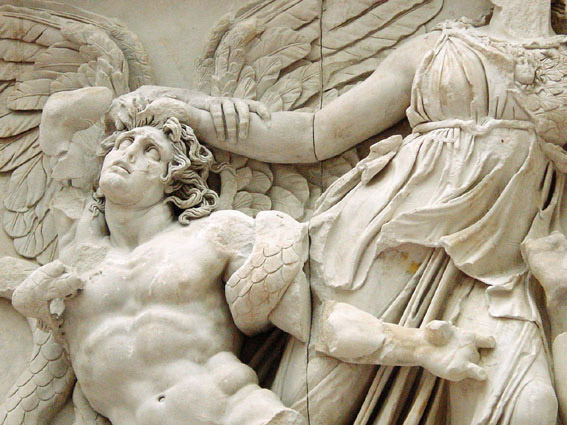
Alkyoneus und Athene

Seit im Verlauf des 20. Jahrhunderts ein Umdenken in der Wahrnehmung und Interpretation antiker Kunstwerke außerhalb der als „klassisch“ angesehenen Zeiträume eingesetzt hat, ist unstrittig, dass der Große Altar von Pergamon eines der bedeutendsten Werke, wenn nicht den Höhepunkt der hellenistischen Kunst darstellt. Die ignorierende Geringschätzung des Altars mutet aus heutiger Sicht seltsam an, stammt doch auch die Laokoon-Gruppe – eine der Skulpturen, die heute zusammen mit wenigen weiteren Kunstwerken als besonders herausragendes Zeugnis der antiken Kunst genannt wird und schon in der Antike als „Meisterwerk aller Kunst“ angesehen wurde  – aus einer pergamenischen Werkstatt, wo sie ungefähr zur Zeit der Entstehung des Altars geschaffen worden sein muss. Auffällig ist dabei, dass der gigantische Gegner der Göttin Athene, Alkyoneus, in Haltung und Darstellung dem Laokoon sehr ähnelt. Als er gefunden wurde, soll ein Ausruf „Jetzt haben wir auch einen Laokoon!“ zu hören gewesen sein.

## Wiederentdeckung bis zur Präsentation in Berlin

### Antike bis zu den Ausgrabungen im 19. Jahrhundert
Spätestens als in der Spätantike das Christentum die paganen Religionen abgelöst und verdrängt hatte, verlor der Altar seine Funktion. Im siebten Jahrhundert wurde die Akropolis Pergamons zum Schutz vor den Arabern stark befestigt. Dabei wurde unter anderem auch der Pergamonaltar teilweise zerstört, um daraus Material zu gewinnen. Dennoch fiel die Stadt 716 vorübergehend an die Araber und wurde daraufhin als bedeutungslos aufgegeben; erst im 12. Jahrhundert kam es zu einer Wiederbesiedlung. Im 13. Jahrhundert fiel Pergamon an die Türken.
Zwischen 1431 und 1444 besuchte der italienische Humanist Cyriacus von Ancona Pergamon und berichtete darüber in seinen commentarii (Tagebüchern). 1625 bereiste William Petty, der Kaplan von Thomas Howard, 21. Earl of Arundel, Kleinasien. Auch er besuchte Pergamon und brachte von dort zwei Reliefplatten des Altars mit nach England. Die Stücke gerieten nach der Auflösung der Sammlung des Earls in Vergessenheit und wurden erst in den 1960er Jahren wiederentdeckt. Eines der beiden Fragmente, die Rückansicht eines Giganten, fand man 1962 an der Außenwand eines Wohnhauses im englischen Worksop, die zweite Platte, die einen toten Giganten zeigt (Fawley-Court-Gigant), war in einer neogotischen Ruine in Fawley Court verbaut und wurde 1968 entdeckt. Abgüsse beider Fragmente sind mittlerweile Bestandteil der Berliner Rekonstruktion. Weitere Reisende während des späten 18. und frühen 19. Jahrhunderts, von denen Besuche in Pergamon bekannt sind, waren beispielsweise der französische Diplomat und Altertumsforscher Comte de Choiseul-Gouffier, der englische Architekt Charles Robert Cockerell sowie die beiden Deutschen Otto Magnus von Stackelberg und Otto Friedrich von Richter. Choiseul-Gouffier schlug als erster Ausgrabungen in Pergamon vor, die anderen drei Reisenden fertigten Zeichnungen von der Akropolis der Stadt an.

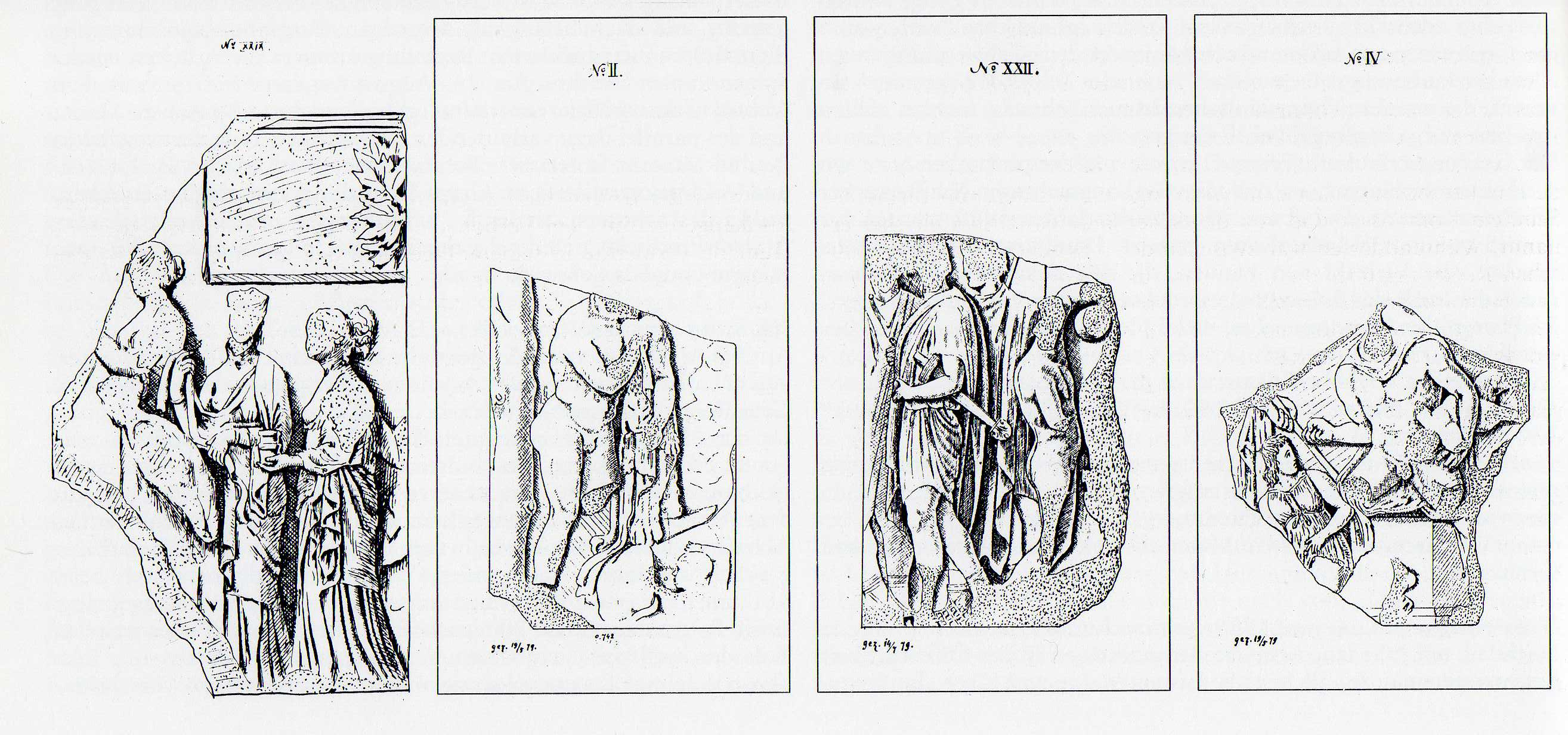
Carl Humanns Skizzen-Zeichnungen mehrerer Platten des Telephosfrieses, laut Grabungstagebuch kurz nach der Auffindung und Säuberung; entstanden etwa Mai bis Oktober 1878 (Platten 11, 12, 38 und 42)

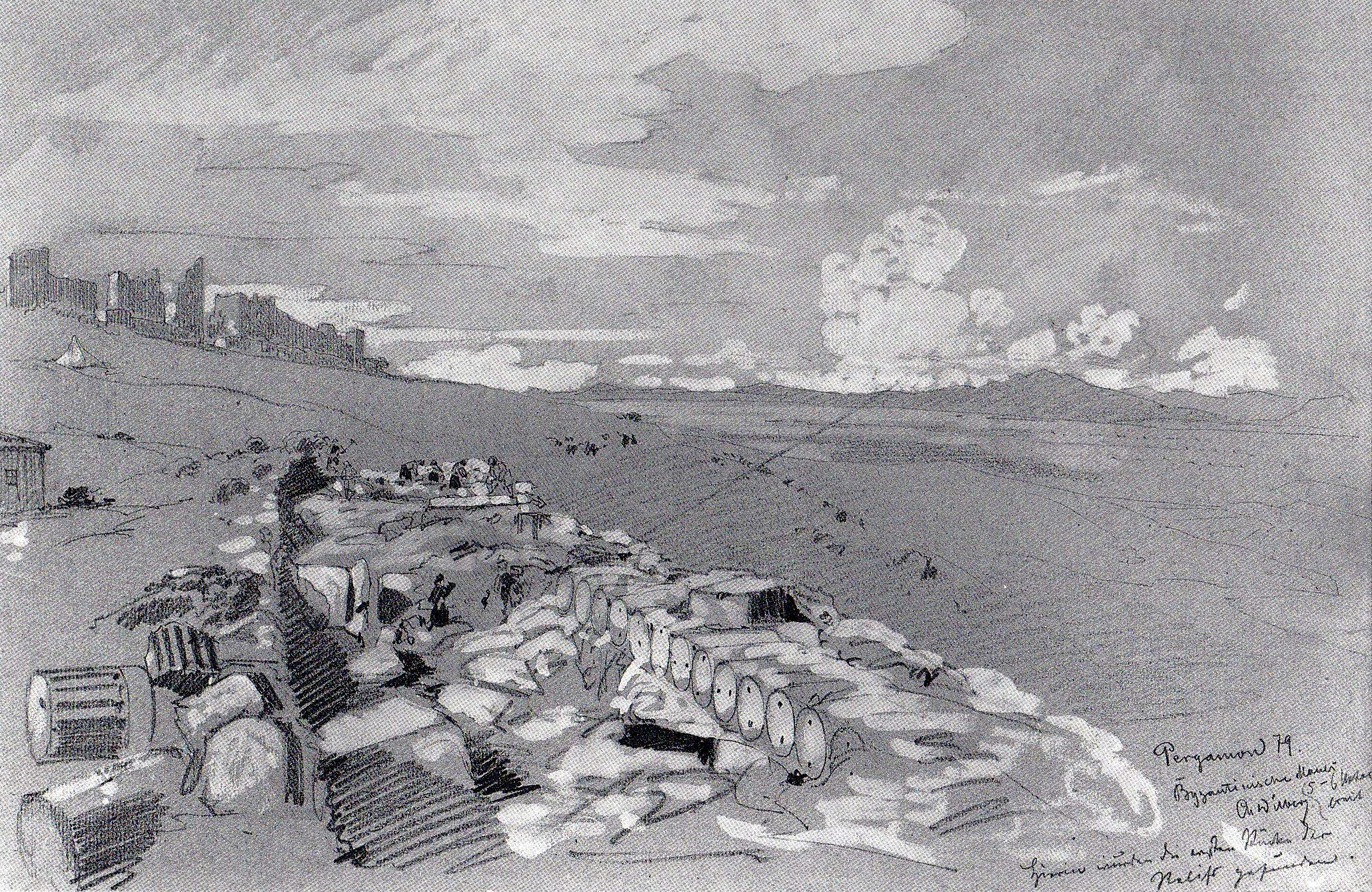
Christian Wilberg: Ausgrabungen an der byzantinischen Mauer; Bleistiftzeichnung, weiß gehöht; 29,8 × 46,7 cm; Beschriftung: „Byzantinische Mauer. 5-6 Meter breit. Hierin wurden die ersten Stücke der Reliefs gefunden. Pergamon 79“

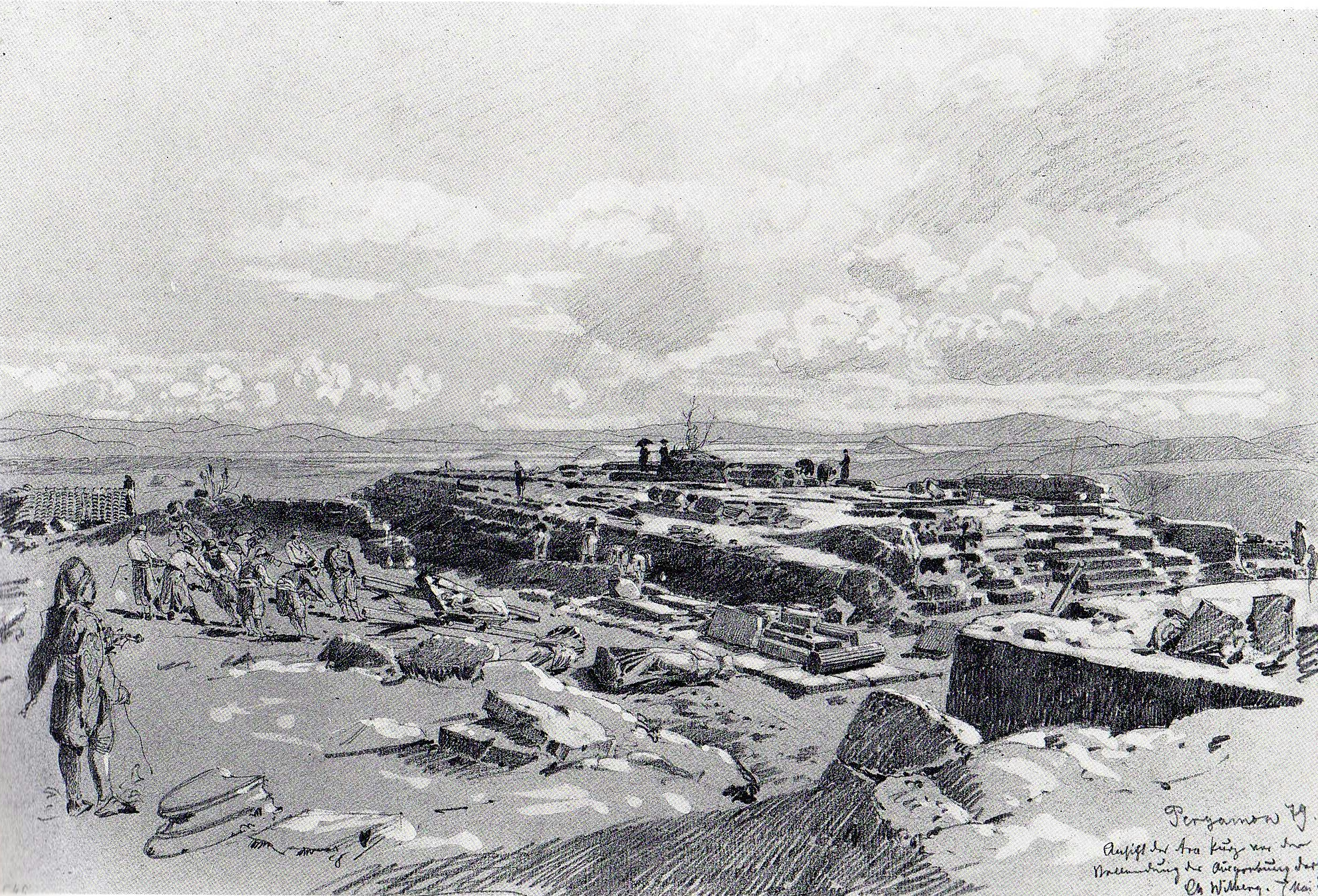
Christian Wilberg: Ausgrabungsplatz des Pergamonaltars; Bleistiftzeichnung, weiß gehöht; 29,9×46,6cm; Beschriftung: „Ansicht der Ara kurz vor der Vollendung der Ausgrabung dort. Pergamon 79 (Mai)“

1864/65 kam Carl Humann erstmals nach Pergamon. Der deutsche Ingenieur war mit geografischen Untersuchungen beauftragt und besuchte die Stadt in den folgenden Jahren immer wieder. Er setzte sich für den Erhalt der Altertümer auf dem Burgberg ein und versuchte, Partner für eine Ausgrabung zu finden, da er als Privatmann einem solchen Unternehmen nicht gewachsen gewesen wäre. Es fehlten finanzielle und logistische Mittel. Der schnelle Beginn der Grabungsarbeiten war auch deshalb wichtig, weil die damaligen Bewohner Bergamas, wie Pergamon nun hieß, den Altar und die anderen oberirdischen Ruinenstätten als Steinbruch nutzten, Reste der antiken Bebauung plünderten, um neue Gebäude zu errichten, und den Marmor zum Teil zu Kalk brannten. 1871 kamen der Berliner Altphilologe und Archäologe Ernst Curtius und mehrere andere deutsche Forscher auf Einladung Humanns nach Pergamon. Er veranlasste den Versand einiger Fundstücke, darunter zwei Fragmente des Altars, nach Berlin. Die Altarreliefs beschrieb er als „Schlacht mit Männern, Rossen, wilden Thieren“. Zunächst wurden die Stücke zwar ausgestellt, fanden aber nur wenig Beachtung. Erst der 1877 zum Direktor der Skulpturensammlung der Königlichen Museen in Berlin berufene Alexander Conze brachte die Stücke mit der Überlieferung bei Ampelius zusammen und erkannte ihre Bedeutung. Es traf sich gut, dass die deutsche Regierung nach der Reichsgründung 1871 bestrebt war, mit den anderen Großmächten auch kulturell mitzuhalten:

„Von besonderer Bedeutung ist es, daß die Sammlungen der Museen, welche bisher sehr arm an griechischen Originalwerken waren […] nunmehr in den Besitz eines Werkes griechischer Kunst von der Ausdehnung gelangen, welche etwa nur in der Reihe der attischen und kleinasiatischen Skulpturen des Britischen Museums gleich oder nahe kommen.“

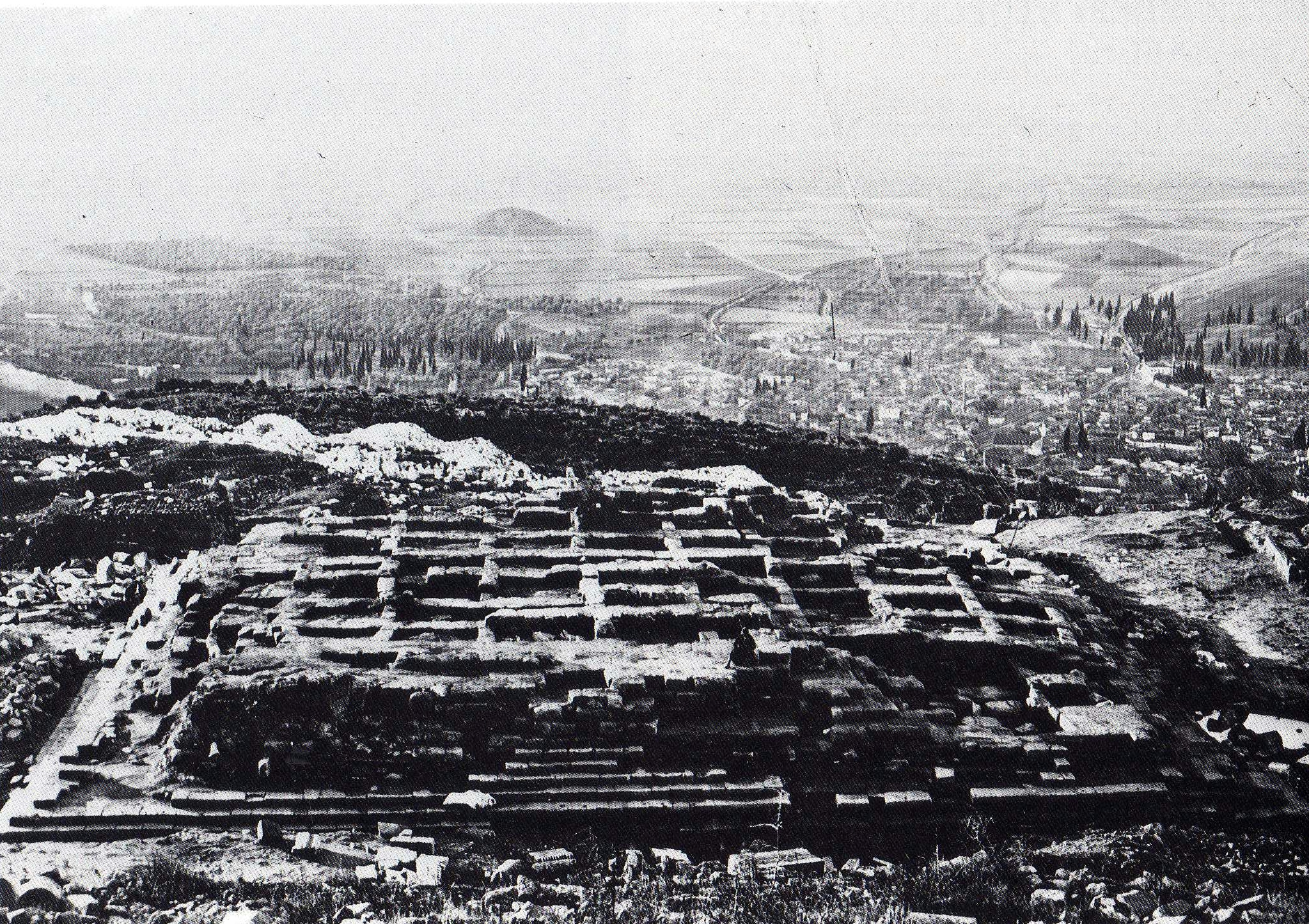
Fundament des Pergamonaltars nach der Freilegung, um 1880

Umgehend nahm Conze mit Humann Kontakt auf, der zu der Zeit in der Türkei für ein Straßenbauunternehmen tätig war. Nun ging alles schnell. Die deutsche Regierung kümmerte sich um eine Grabungslizenz in der Türkei, und im September 1878 begannen die von Humann und Conze geleiteten Ausgrabungen. Große Teile der Akropolis wurden bis 1886 untersucht und in den folgenden Jahren auch wissenschaftlich aufgearbeitet und publiziert. Durch ein Abkommen zwischen der osmanischen und der deutschen Regierung kamen die Reliefplatten des Pergamonaltars und einige weitere Stücke ab 1879 nach Berlin und in den Besitz der Antikensammlung. Dabei war man sich auf deutscher Seite sehr wohl bewusst, dass man ein Kunstwerk von seinem angestammten Platz entfernte, und war mit dieser Situation selbst nicht vollständig glücklich:

„Wir sind nicht fühllos dagegen gewesen, was es heißt, die Reste eines großen Denkmals seinem Mutterboden zu entreißen zu uns hin, wo wir ihnen das Licht und die Umgebung nie wieder bieten können, in die hinein sie geschaffen wurden, und in denen sie einst voll wirkten. Aber wir haben sie der immer vollständigeren Zerstörung entrissen. Damals war noch kein Hamdy Bey in Sicht, den bald warme Freundschaft mit Humann verband, und wir konnten damals noch nicht denken, was mit seiner Hilfe inzwischen möglich geworden ist, daß die am Orte verbleibenden Ruinen vor den Steinräubern der modernen Stadt […] würden beschützt werden können […].“

Osman Hamdi war 1881 zum ersten Direktor des Müze-i Humayun ernannt worden. 1884 wurde das osmanische Antikengesetz geändert, um die Ausfuhr von neu gefundenen archäologischen Objekten zu verhindern. Diese Neuregelung betraf auch das deutsche Interesse am Pergamonaltar. Doch anstelle nun die Funde mit dem neuen Museum in Konstantinopel zu teilen, gingen die Deutschen eine Tauschaktion ein und versammelten sämtliche Stücke des Reliefs in Berlin.

### Der Pergamonaltar in Berlin

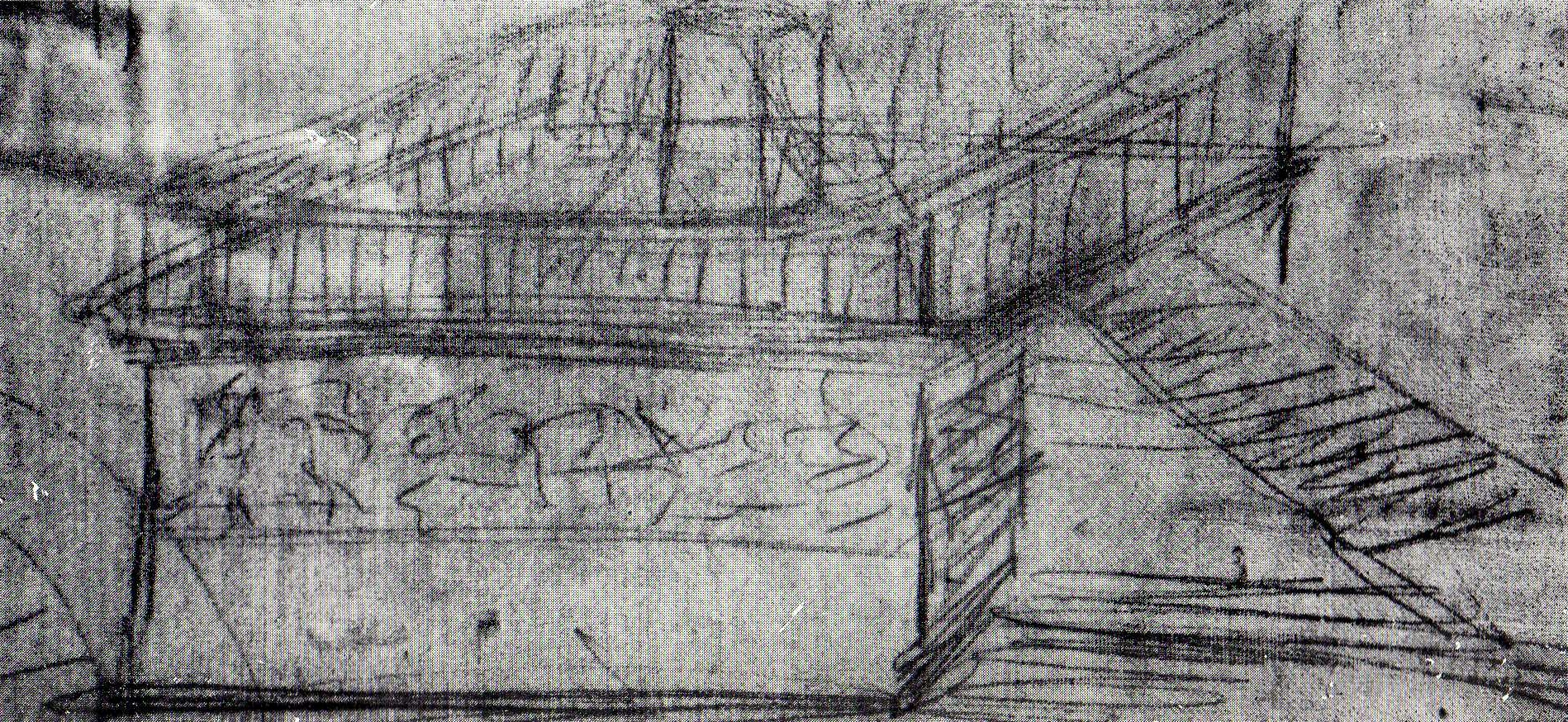
Erste Ideenskizze Carl Humanns zur Rekonstruktion des Pergamonaltars, um 1879

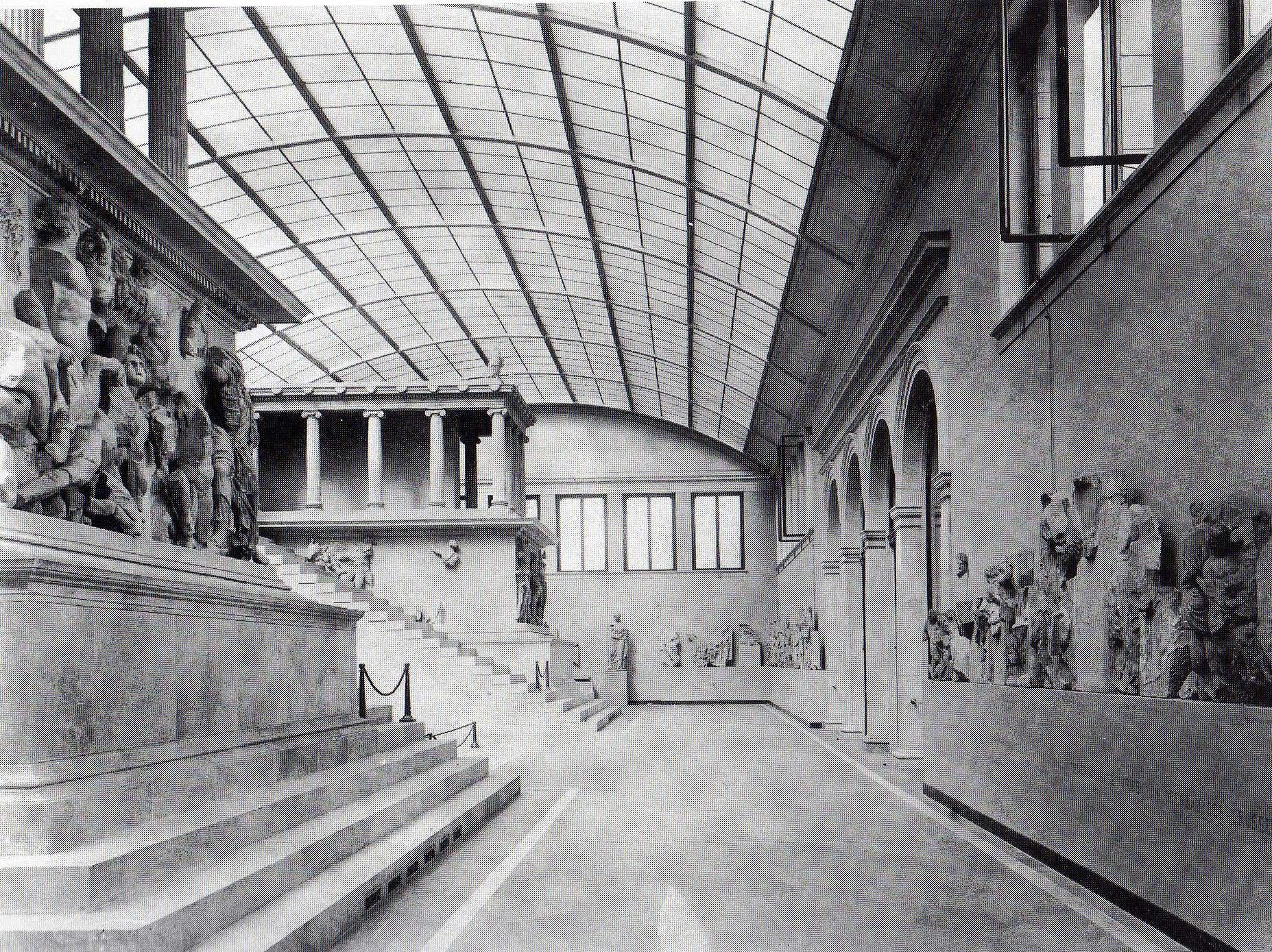
Rekonstruktion des Pergamonaltars im „Interimsbau“; Westseite, vor 1908

Zunächst konnten die Stücke nicht in einem angemessenen Ausstellungsrahmen präsentiert werden, sie wurden im überfüllten Alten Museum gezeigt, wobei vor allem der Telephosfries nicht angemessen ausgestellt werden konnte (die einzelnen Platten wurden gegenüber dem Altar nur an die Wand gelehnt). Deshalb wurde eigens ein neues Museum errichtet. Ein erstes „Pergamonmuseum“ wurde 1897 bis 1899 von Fritz Wolff erbaut und 1901 mit der Enthüllung eines Bildnisses Carl Humanns von Adolf Brütt eröffnet. Es war bis 1908 in Benutzung, wurde jedoch nur als Interimslösung angesehen und deshalb auch nur „Interimsbau“ genannt. Ursprünglich waren vier archäologische Museen, darunter ein eigenes Pergamonmuseum, geplant gewesen; doch musste das erste Museum wegen Fundamentschäden abgerissen werden. Es war ursprünglich auch nur für die Funde vorgesehen, die nicht in den anderen drei archäologischen Museen präsentiert werden konnten, und somit von vornherein zu klein für den Altar. Nach Abriss des Museums wurde der Telephosfries mit anderen Antiken in den Kolonnaden an der Ostseite des Neuen Museums eingemauert, jedoch wurden Fenster zur Betrachtung der Kunstwerke offen gelassen.
Der Neubau von Alfred Messel wurde bis 1930 errichtet. Dieses neue Pergamonmuseum präsentierte den Altar in etwa so, wie er auch heute noch ausgestellt wird. Im zentralen Saal des Museums erfolgte eine Teilrekonstruktion und an den umgebenden Wänden wurde der restliche Fries angebracht. Der Telephosfries ist wie im Originalbau über die Freitreppe zu erreichen, er ist jedoch in einer verkürzten Form wiedergegeben. Es ist bis heute unklar, warum beim Bau und der Altarrekonstruktion darauf verzichtet wurde, den Altar komplett zu rekonstruieren. Theodor Wiegand, zu dieser Zeit Museumsdirektor, orientierte sich in seiner Ausstellungskonzeption an den Vorstellungen Wilhelm von Bodes, dem ein großes „Deutsches Museum“ im Stile des British Museums vorschwebte. Dabei war offenbar kein Gesamtkonzept vorhanden und die Präsentation des Altars musste beim Konzept eines großen Architekturmuseums, das exemplarisch Beispiele aller altorientalischen und mediterranen Kulturen versammelte, zurückstehen. Bis zum Kriegsende wurde nur der Ostteil des Museums mit den drei großen Architektursälen „Pergamonmuseum“ genannt.

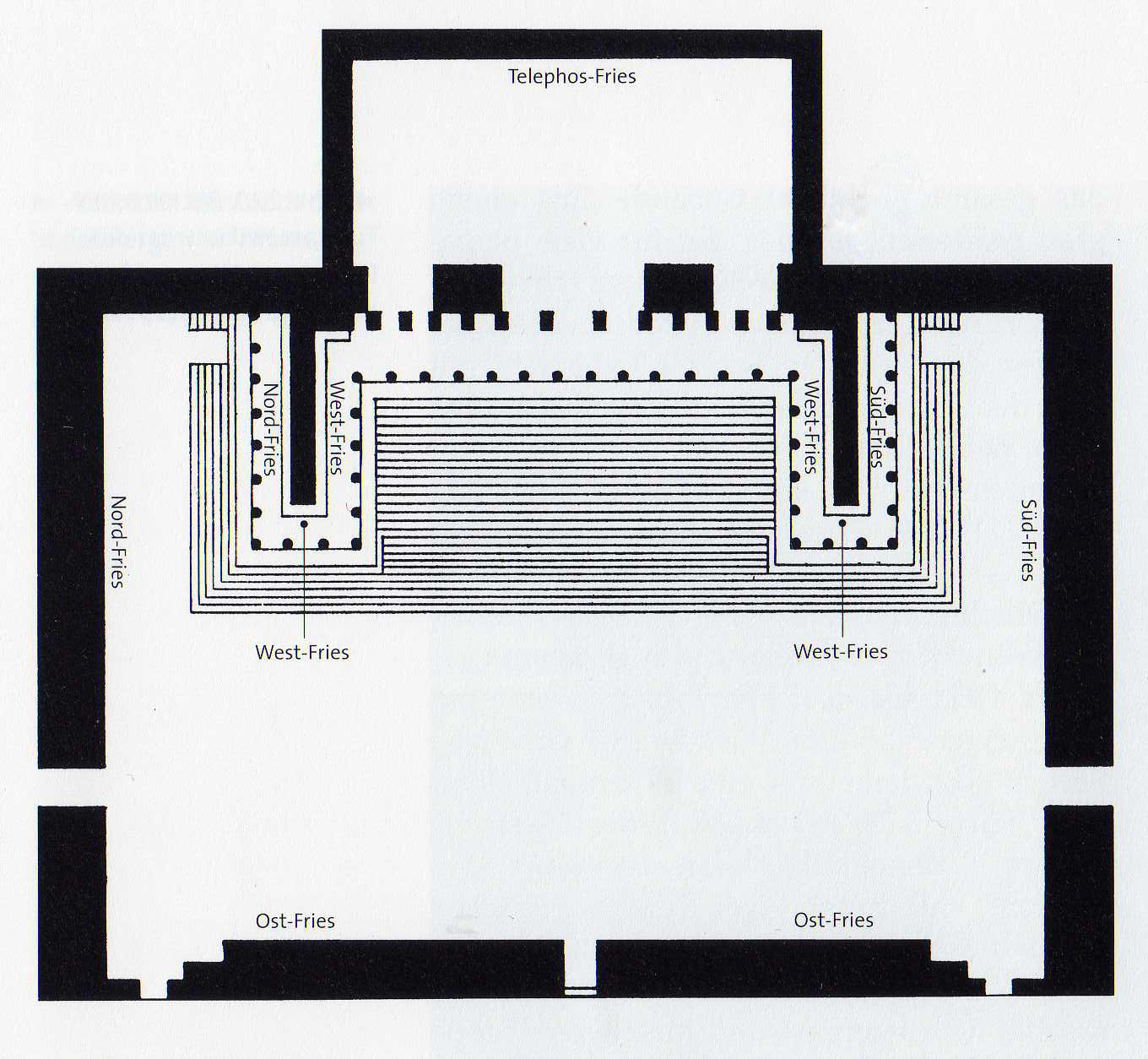
Grundriss der Präsentation im Pergamonmuseum

1939 wurde das Museum kriegsbedingt geschlossen, zwei Jahre später wurden die Reliefs abgenommen und ausgelagert. Bei Kriegsende gelangten die Altarteile, die im Bunker am Berliner Zoo gelagert waren, in die Hände der Roten Armee und wurden als Beutekunst in die Sowjetunion verbracht. Dort wurden sie bis 1958 in den Magazinen der Eremitage in Leningrad gelagert. 1959 wurde ein großer Teil der Sammlung an die DDR zurückgegeben, darunter auch die Altarreste. Unter der Leitung des Museumsdirektors Carl Blümel wurde nur der Altar wieder so präsentiert wie vor dem Krieg. Die anderen Antiken wurden, da das Alte Museum zerstört war, neu geordnet. Im Oktober desselben Jahres wurde das Museum wieder eröffnet. 1982 wurde ein neuer Eingangsbereich geschaffen, der nun einen Museumsbesuch mit dem Pergamonaltar beginnen ließ. Zuvor befand sich der Eingang im Westflügel des Gebäudes, so dass Besucher durch das Vorderasiatische Museum zum Pergamonaltar gelangten. 1990 kamen neun Köpfe des Telephosfrieses ins Pergamonmuseum zurück, die kriegsbedingt in den Westteil Berlins verbracht worden waren.
Diese kriegsbedingten Ereignisse hatten nachteilige Auswirkungen auf die Altar- und Friesreste. Es stellte sich zudem heraus, dass die früheren Restaurierungen selbst Probleme verursacht hatten: Bügel und Klammern, die einzelne Fragmente miteinander verbanden und auch als Verankerungen der Friese und Skulpturteile in der Wand dienten, waren aus Eisen, das zu rosten begonnen hatte. Der Rost breitete sich aus und drohte, den Marmor von innen zu sprengen. Eine Restaurierung wurde nach 1990 unumgänglich. Von 1994 bis 1996 wurde der Telephosfries aufgearbeitet, der in den 1980er Jahren teilweise nicht zugänglich war. Dem schloss sich die Restaurierung der Gigantomachie unter der Leitung von Silvano Bertolin an. Zunächst wurde der Westteil, anschließend Nord- und Südteil und zuletzt der Ostfries restauriert. Die Restaurierung kostete mehr als drei Millionen Euro. Am 10. Juni 2004 wurde der komplett restaurierte Fries der Öffentlichkeit übergeben. Somit präsentiert sich der Pergamonaltar derzeit in einer nach aktuellen wissenschaftlichen Erkenntnissen gestalteten Form.

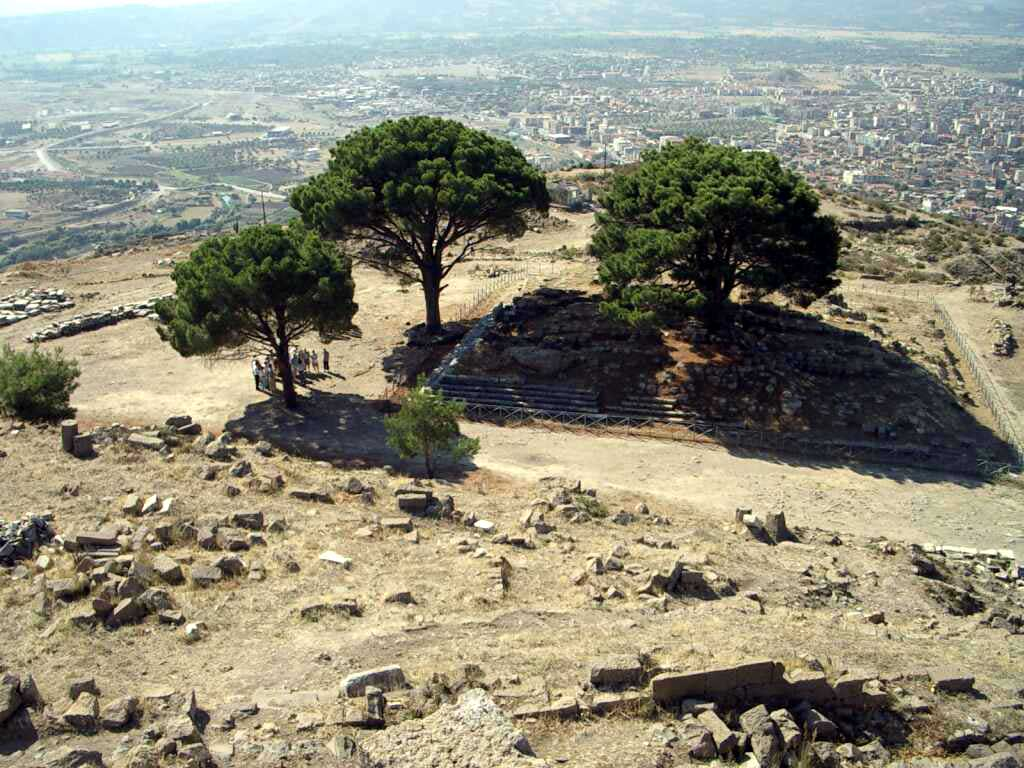
Die Altarbasis in Pergamon, 2005

1998 und erneut 2001 forderte der türkische Kulturminister İstemihan Talay die Rückgabe des Altars und anderer Artefakte. Allerdings hatte die Forderung keinen offiziellen Charakter und wäre nach heutigem Ermessen auch nicht durchsetzbar. Generell schließen die Staatlichen Museen Berlin wie andere Museen in Europa und Amerika mögliche Rückgaben antiker Kunstwerke bis auf wenige Ausnahmen aus. Am ursprünglichen Platz finden sich heute noch der Großteil des Fundaments und einige weitere Reste wie Mauerwerk. Zudem befinden sich in der Türkei auch einige kleinere Friesteile, die erst später gefunden wurden.

## Bau und Aufbau des Altars

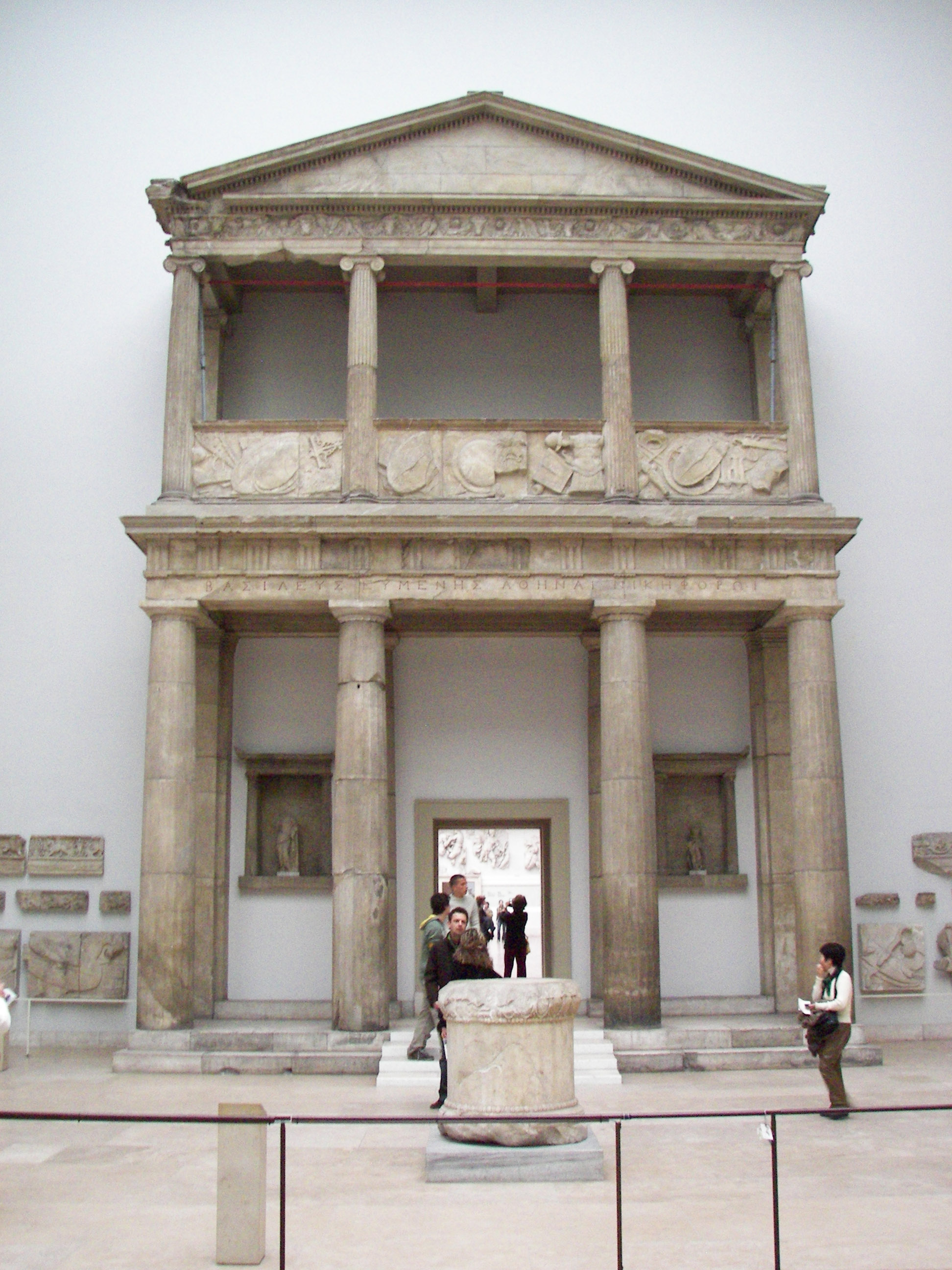
Propylon zum pergamenischen Athene-Heiligtum, Rekonstruktion im Berliner Pergamonmuseum

Für die Errichtung des Großen Altars wurden der vorgesehenen Platz nach Abriss der älteren Bebauung planiert und die für den Altar bestimmte Terrasse erweitert. Zur besseren Nutzbarkeit wurden mehrere Terrassen angelegt. Wie für ein griechisches Heiligtum üblich, wurde ein in sich geschlossener Bereich geschaffen. Der Weg von der pergamenischen Unterstadt zur Oberstadt führte direkt am heiligen Altarbezirk vorbei, zu dem an der Ostseite ein Zugang bestand. Betrat ein Besucher den Bezirk, sah er in der Antike als erstes die Ostseite des großen Altars, auf der die griechischen Hauptgötter abgebildet waren, und hier zunächst die rechte Seite des Ostfrieses, wo die Götter Hera, Herakles, Zeus, Athene und Ares kämpften. Doch der Blick des Besuchers reichte auch darüber hinaus. Im Hintergrund befand sich nicht nur die Wand einer weiteren Terrasse, an der vermutlich viele Statuen standen; der Betrachter sah auch auf den schon 150 Jahre früher errichteten, schlichten dorischen Athenetempel, der eine Terrasse höher stand. Die Westseite des Altars mit seiner Freitreppe lag trotz des Höhenunterschiedes in derselben Flucht wie der Athene-Tempel. Die Anlage des Altars wurde bei der Umgestaltung der Akropolis also direkt nach der des Athene-Tempel ausgerichtet. Es war wohl so, dass der Altar im direkten Zusammenhang der Umgestaltung des Tempels als Hauptneuanlage und Hauptweihegabe an die Götter entstanden ist. In seiner freien Anlage war der Altar so konzipiert, dass Besucher ihn umschreiten konnten. Dabei ergaben sich zweifelsohne weitere konzeptionelle Blickachsen.

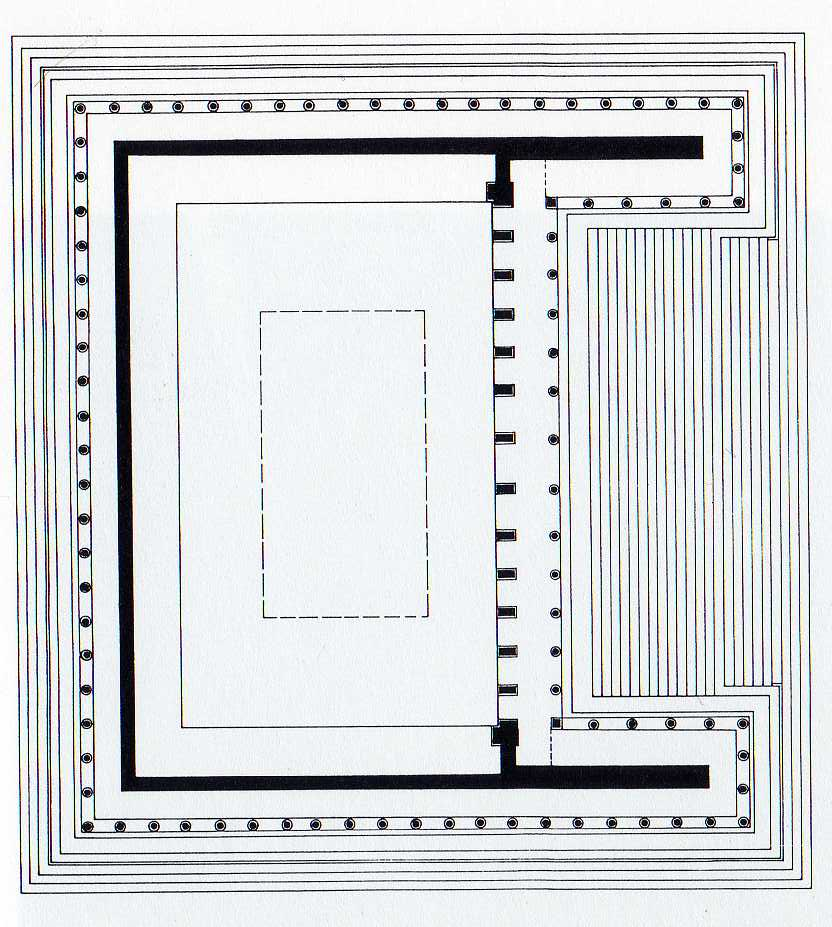
Rekonstruierter Grundriss des Pergamonaltars

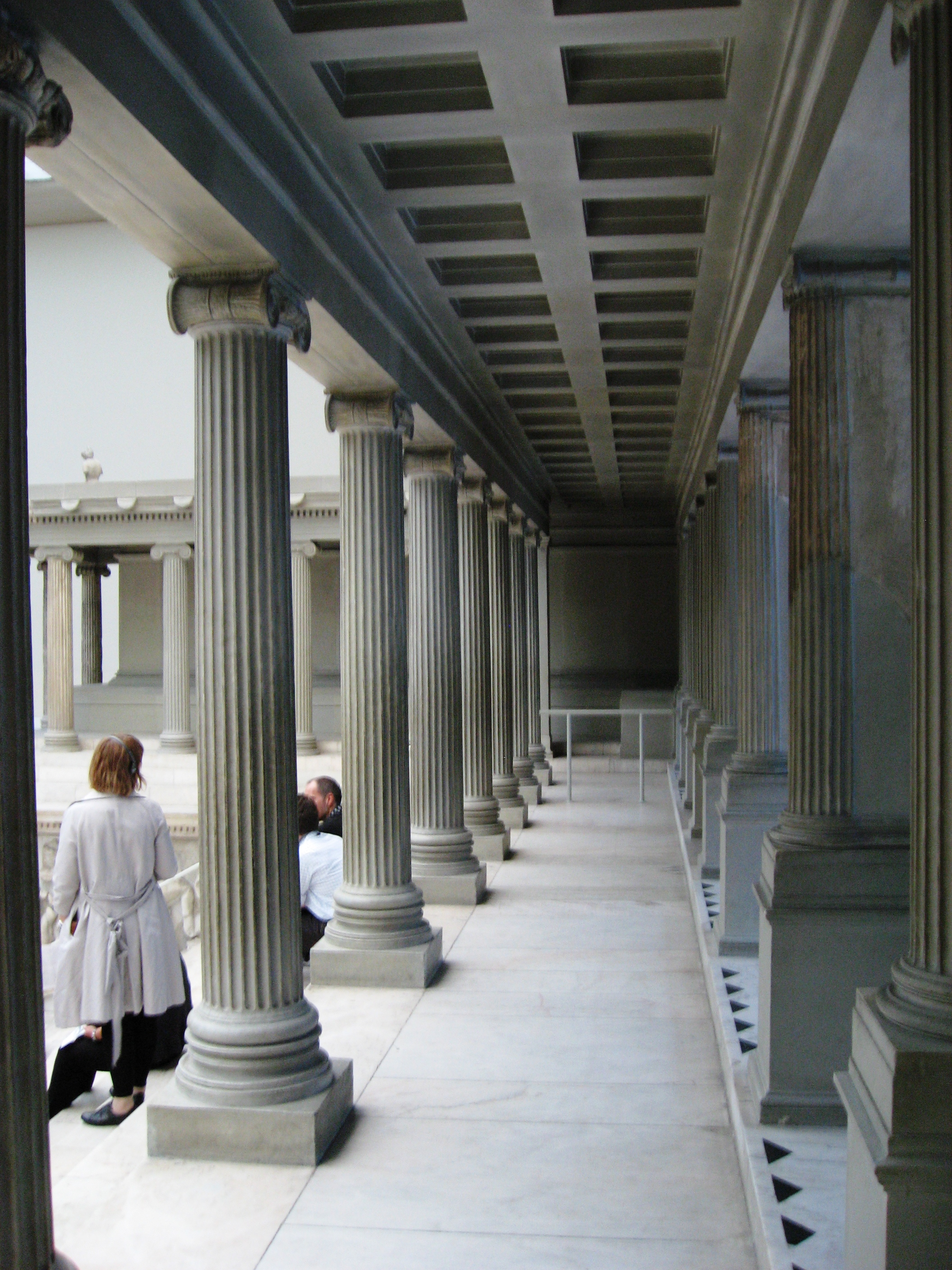
Blick in die rekonstruierte Säulenhalle zwischen Freitreppe und Innenraum

Der Altar hat eine fast quadratische Form. Er orientiert sich dabei an ionischen Vorbildern. Für diese war vorgesehen, dass eine Mauer den eigentlichen Opferaltar rechteckig an drei Seiten umschloss. An der offenen Seite war der Altar durch eine Treppe zugänglich. Aus Kultgründen waren solche Altäre meist nach Osten ausgerichtet, so dass der Opfernde den Altar von Westen kommend betrat. Der pergamenische Altar folgt dieser Tradition, steigert sie jedoch ins Monumentale. Der mächtige Unterbau ist 35,64 Meter breit und 33,40 Meter tief und erstreckt sich über fünf Stufen. Die Freitreppe ist fast 20 Meter breit und schneidet in einen fast sechs Meter hohen Unterbau. Der Fundamentkern besteht aus sich kreuzenden Tuffmauern, die wie ein Gitterrost angeordnet sind und damit die Erdbebensicherheit erhöhten. Das Fundament ist heute noch erhalten und in Pergamon zu besichtigen.
Der obere sichtbare Aufbau besteht aus einer Sockelzone, einem 2,30 Meter hohen Fries mit Hochreliefplatten sowie einem mächtigen, vorkragenden Gesims. Verwendet wurde hier ein für Pergamon typischer, grau geäderter Marmor von der Insel Marmara. Neben diesem prokonnesischen Marmor, der im Großen Fries, dem Telephosfries und dem Sockel Verwendung fand, wurde im Sockel auch dunkler Marmor mit noch erkennbaren fossilen Einschlüssen (Megalodonten) von Lesbos-Moria verbaut.
Der Fries ist insgesamt 113 Meter lang und damit nach dem Parthenonfries der längste erhaltene Fries der griechischen Antike. An der Westseite wird er von einer etwa 20 Meter breiten Treppe unterbrochen, die den Unterbau durchschneidet und zu einem mit Säulen umzogenen Oberbau führt. Zu beiden Seiten der Freitreppe gibt es Vorsprünge (Risalite), die ebenso aufgebaut und verziert sind wie der übrige umlaufende Fries. Der Oberbau hat nur eine relativ geringe Tiefe. Die umgebenden Säulen weisen profilierte Basen und ionische Kapitelle auf. Auf dem Dach standen viele Statuen: Pferde in Viergespannform, Löwengreifen, Kentauren und Götterfiguren sowie unfertige Wasserspeier. Die obere Halle wirkte lichter, da hier die Säulen in einem weiteren Abstand standen. Im inneren Altarhof war ursprünglich eine weitere Säulenhalle geplant, auf die jedoch verzichtet wurde. In Augenhöhe war ein Fries angebracht, der das Leben des mythischen Stadtgründers Telephos zeigte. Obwohl bislang keine Farbreste gefunden wurden, ist anzunehmen, dass der Altar in der Antike bunt bemalt war.

### Gigantenfries
Die Gigantomachie stellt den Kampf der Götter gegen die Kinder der Urgöttin Gaia, die schlangenfüßigen Giganten, dar. Nachdem die neuen Götter unter der Führung des Zeus und unter Mithilfe der Gaia die alten Götter um Kronos entmachtet hatten, wandte sich Zeus entgegen seinen Versprechen gegen mehrere Kinder der Gaia. Deshalb stiftete sie mehrere ihrer Kinder – die Giganten und die Hekatoncheiren – dazu an, die Götter zu stürzen. Den Göttern wurde geweissagt, dass sie nur mit Hilfe Sterblicher siegen könnten. Deshalb nahmen Herakles und Dionysos am Kampf teil, die beide von sterblichen Müttern geboren worden waren.
Die Götter sind entsprechend ihrem göttlichen Wesen und mit ihren mythischen Attributen dargestellt. Durch Kraft und Dynamik ausgezeichnete Götter, wie beispielsweise der Göttervater Zeus, werden auf eine solch kraftvolle Weise dargestellt. Dagegen ist Artemis, die eher von der Geschicklichkeit lebt, als Bogenschützin gezeigt. Die Beschreibung der einzelnen Seiten erfolgt immer von links nach rechts.

#### Ostfries
Auf der sich dem eintretenden Betrachter zuerst darbietenden Ostseite waren fast alle wichtigen olympischen Götter versammelt. Links beginnt die Darstellung mit der dreigestaltigen Göttin Hekate. Sie kämpft in ihren drei Inkarnationen mit einer Fackel, einem Schwert und einer Lanze gegen den Giganten Klytios. Ihr am nächsten agiert Artemis. Die Göttin der Jagd kämpft ihrer Funktion entsprechend mit Pfeil und Bogen gegen einen Giganten, der möglicherweise Otos sein soll. Ihr Jagdhund tötet einen weiteren Giganten durch einen Genickbiss. Artemis zur Seite kämpft ihre Mutter Leto mit einer Fackel gegen einen tierhaften Giganten, auf Letos anderer Seite kämpft ihr Sohn und Zwillingsbruder der Artemis, Apollon. Auch er ist wie seine Schwester mit Pfeil und Bogen bewaffnet und hat den ihm zu Füßen liegenden Ephialtes erschossen.
Von der nächsten Reliefplatte ist nur ein Flügelfragment eines Giganten erhalten, als dessen Gegnerin man Demeter vermutet. Ihr folgt Hera, die auf einem vierspännigen Streitwagen in die Schlacht zieht. Die vier geflügelten Pferde werden als die Personifikationen der vier Winde Notos, Boreas, Zephyros und Euros identifiziert. Zwischen Hera und seinem Vater Zeus kämpft Herakles, der nur noch anhand eines Fragmentes mit einer Tatze seines Löwenfelles identifiziert werden kann. Zeus ist physisch besonders präsent und agil. Er schleudert Blitze und kämpft Regen sendend sowie Wolken zusammenziehend nicht nur gegen zwei junge Giganten, sondern auch gegen den Anführer der Giganten, Porphyrion. Auch das folgende Kampfpaar zeigt eine besonders wichtige Szene des Kampfes. Athene, die pergamenische Stadtgöttin, trennt den Giganten Alkyoneus vom Boden, aus dem die Mutter der Giganten, Gaia, auftaucht. Alkyoneus war der Sage nach solange unsterblich, wie er mit dem Erdboden verbunden blieb, wo er von der Kraft seiner Mutter durchströmt wurde. Den Abschluss der Ostseite bildet der Kriegsgott Ares, der mit einem Zweigespann in die Schlacht fährt. Seine Pferde bäumen sich vor einem geflügelten Giganten auf.

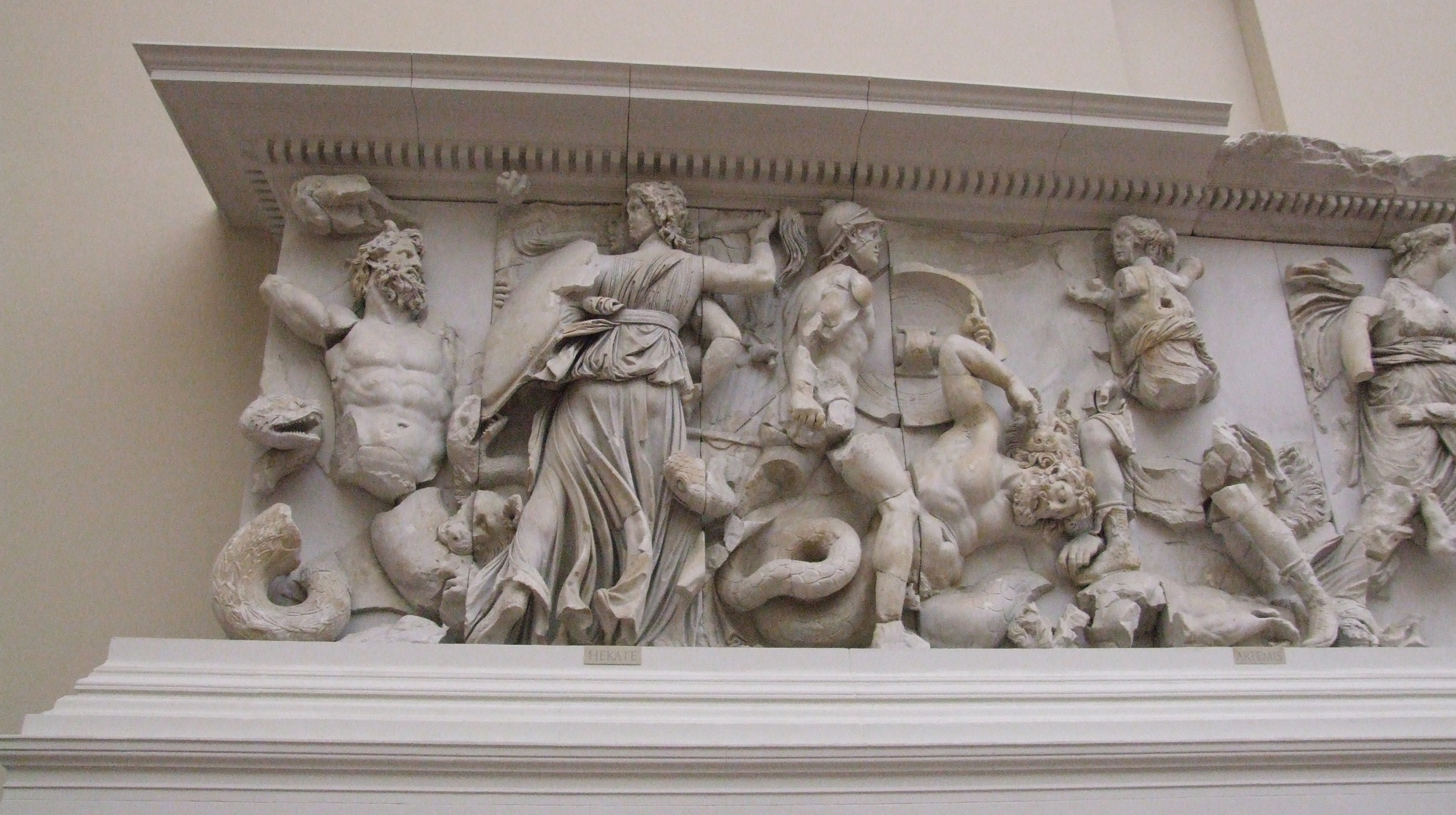
Hekate gegen Klytios (links), Artemis gegen Otos
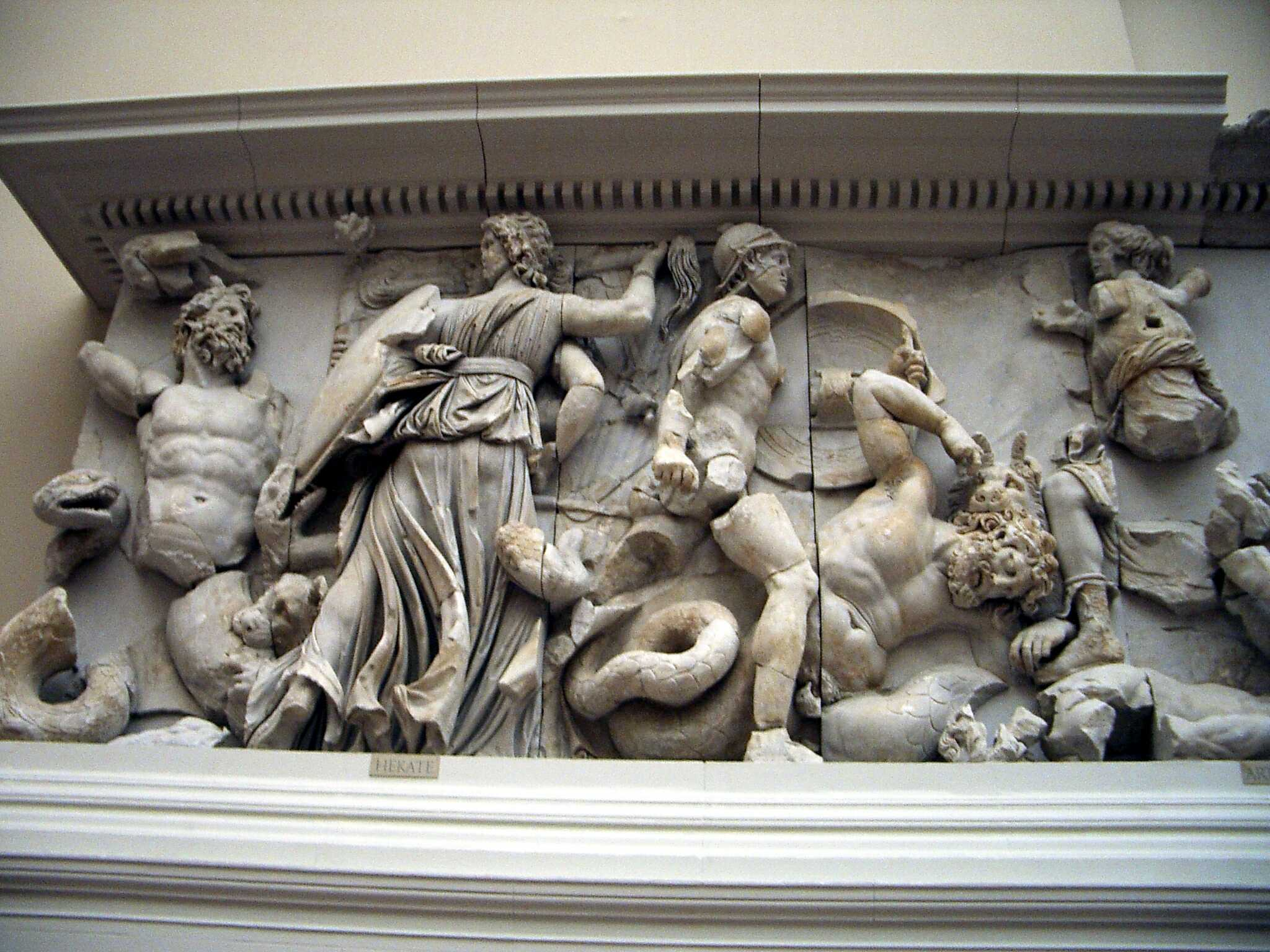
Otos und Artemis
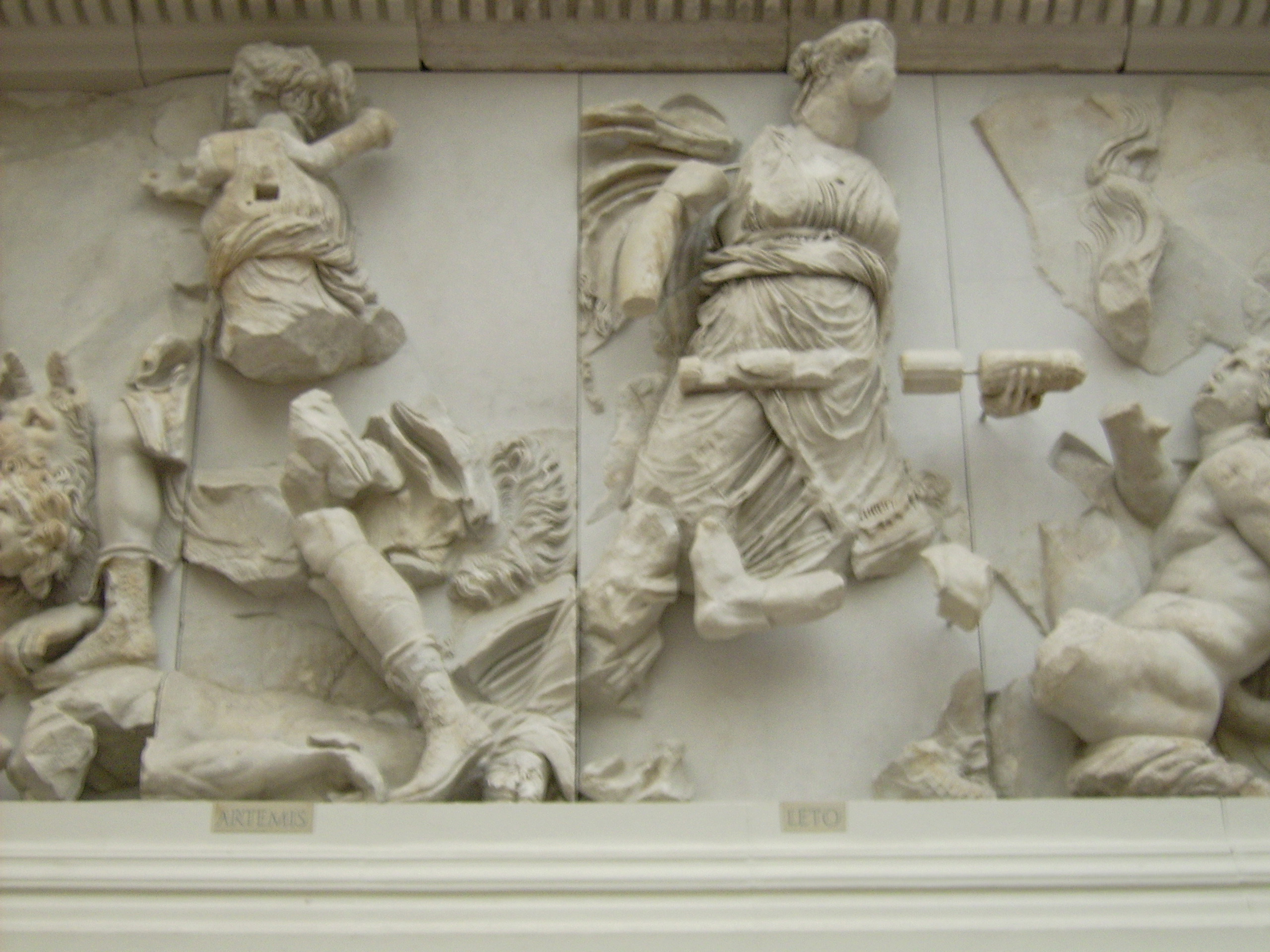
Leto
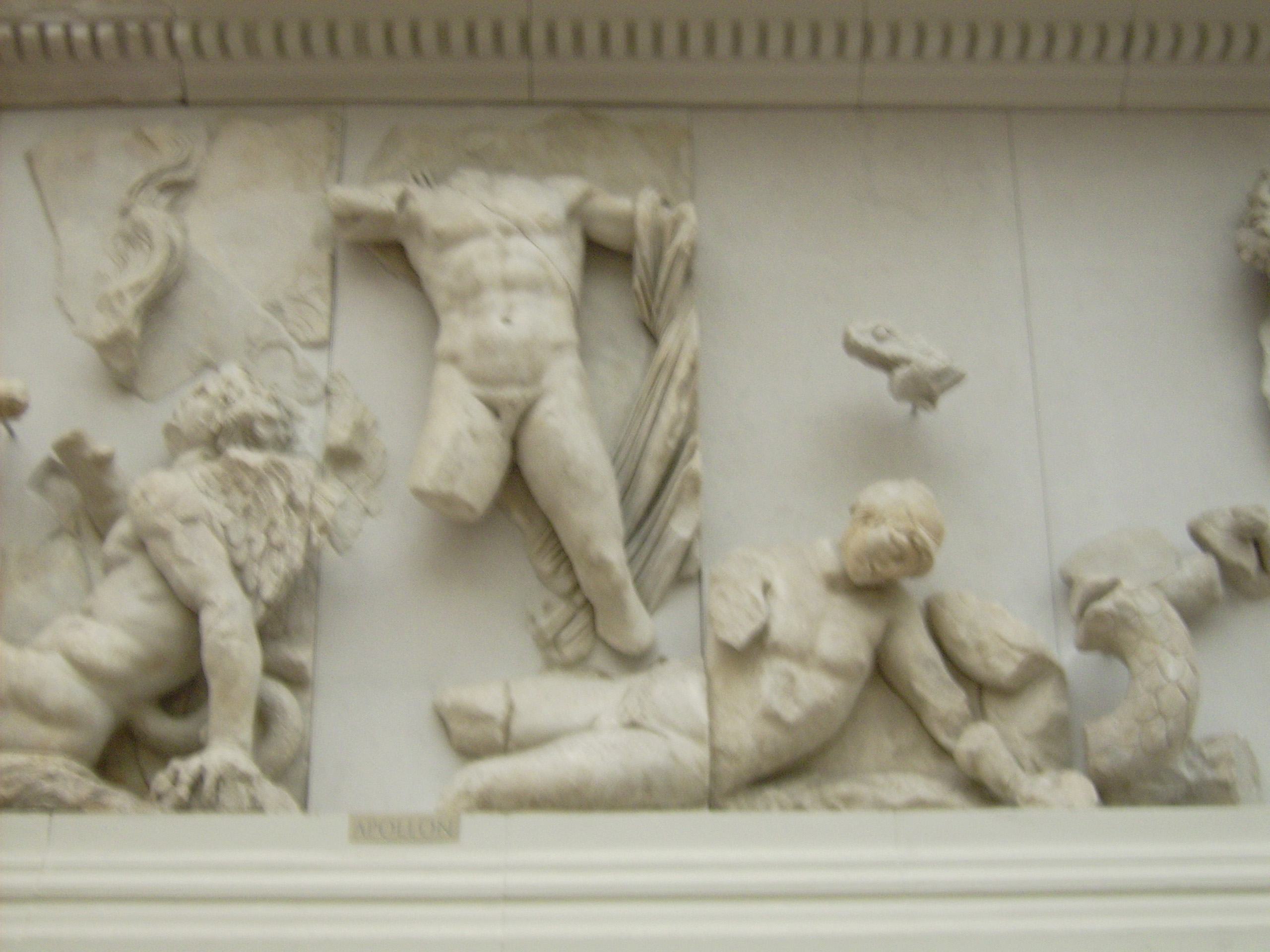
Apollon und Ephialtes
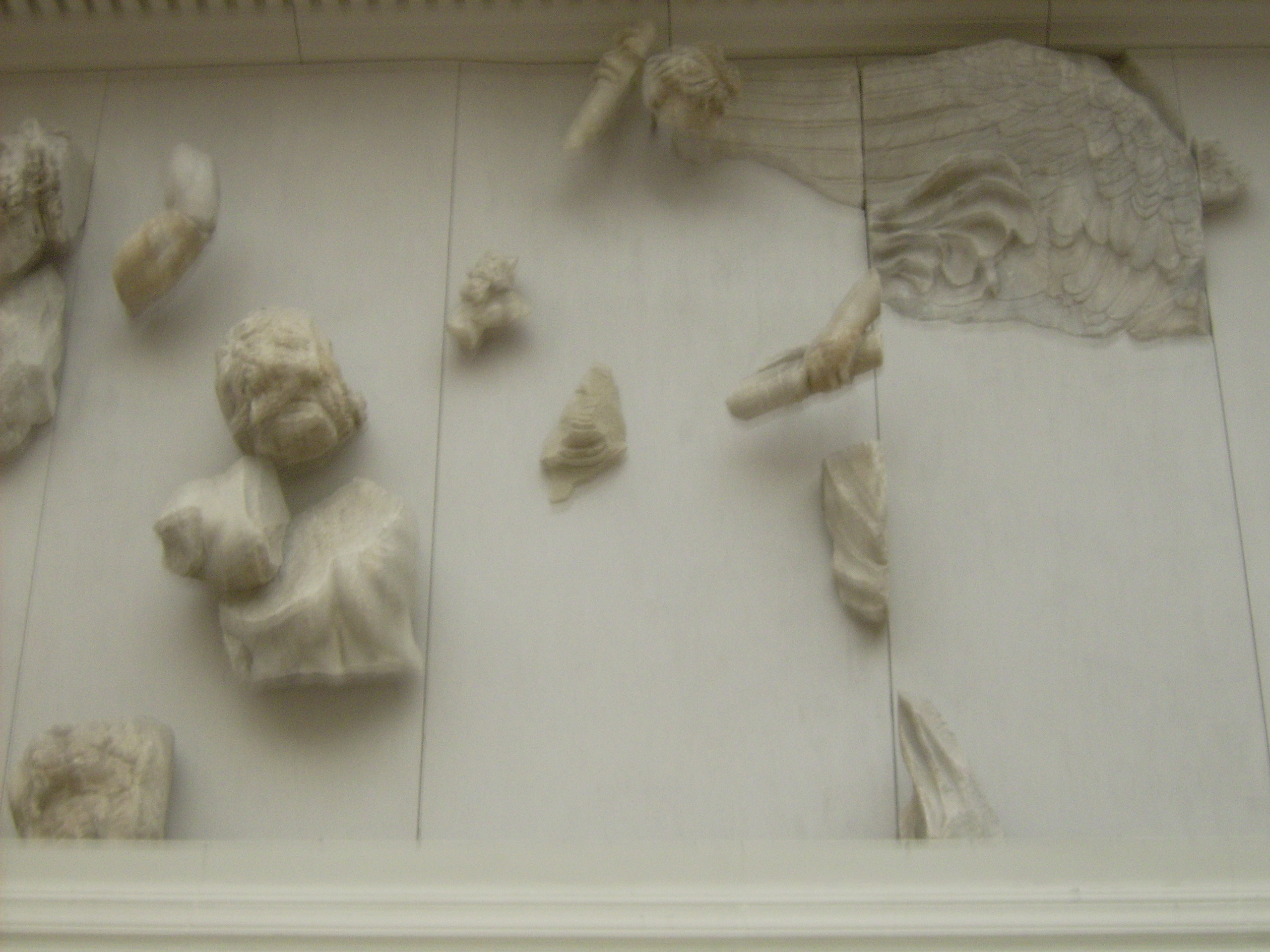
Vermuteter Platz der Demeter
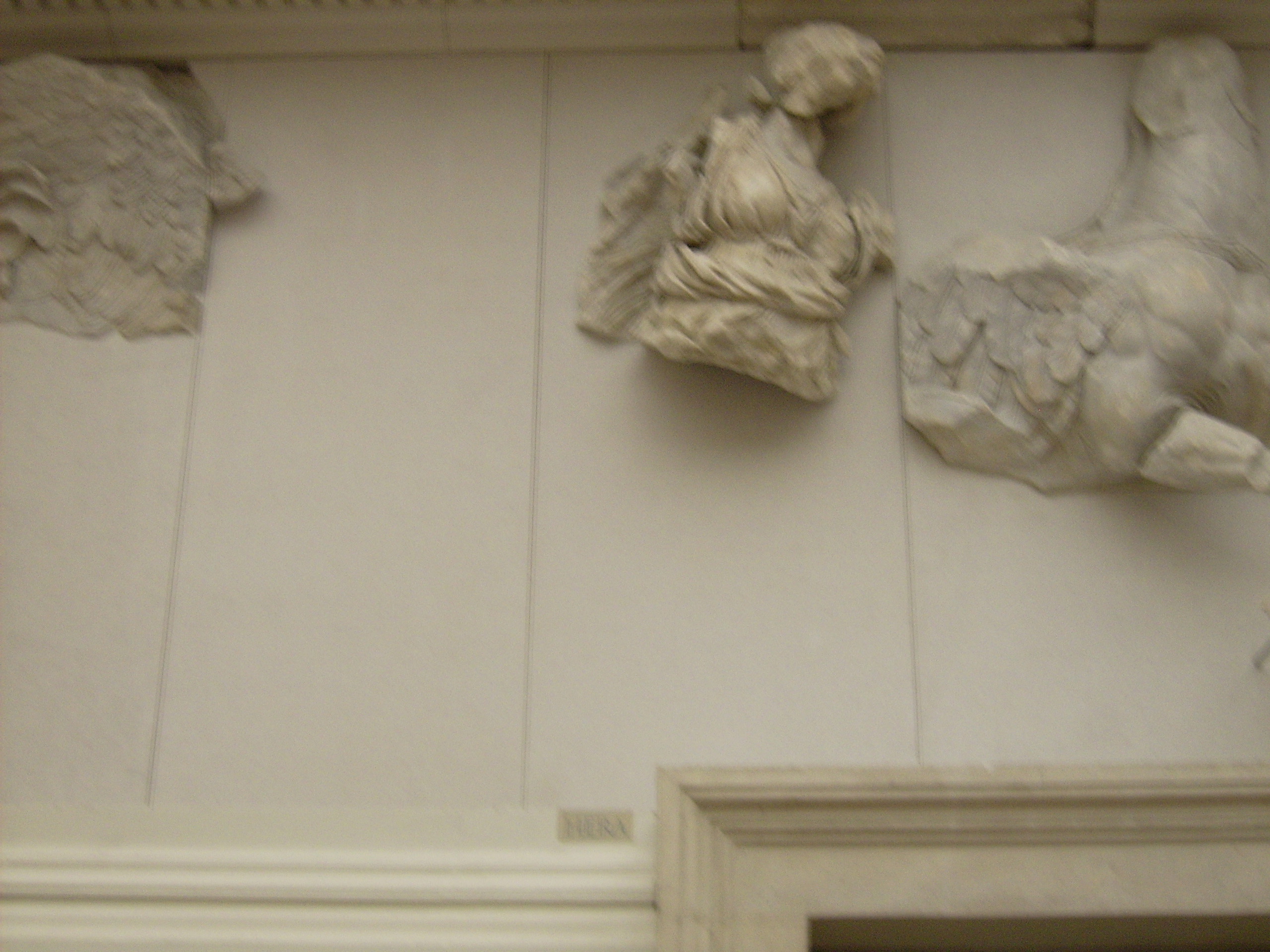
Hera
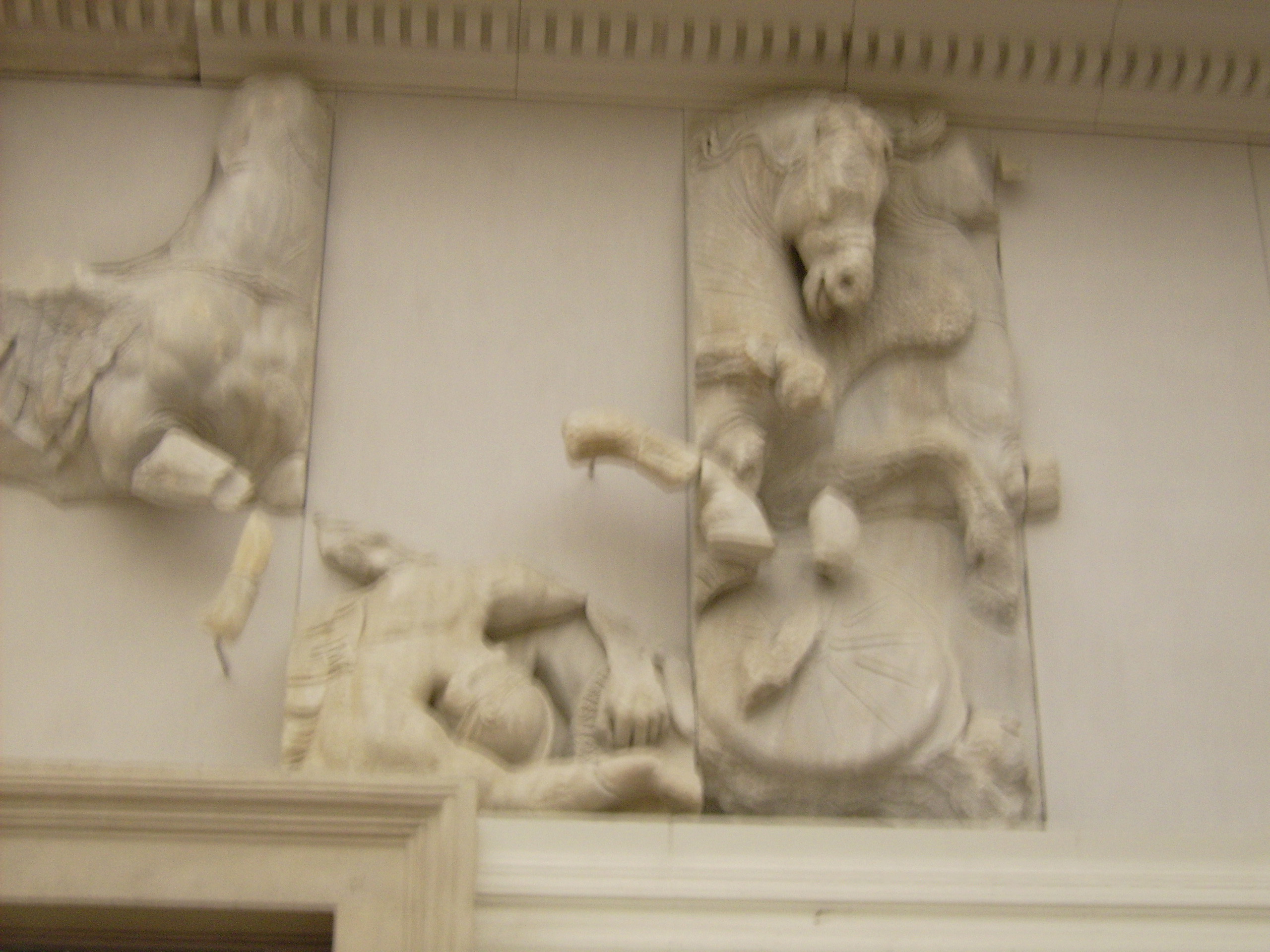
Die vier Winde
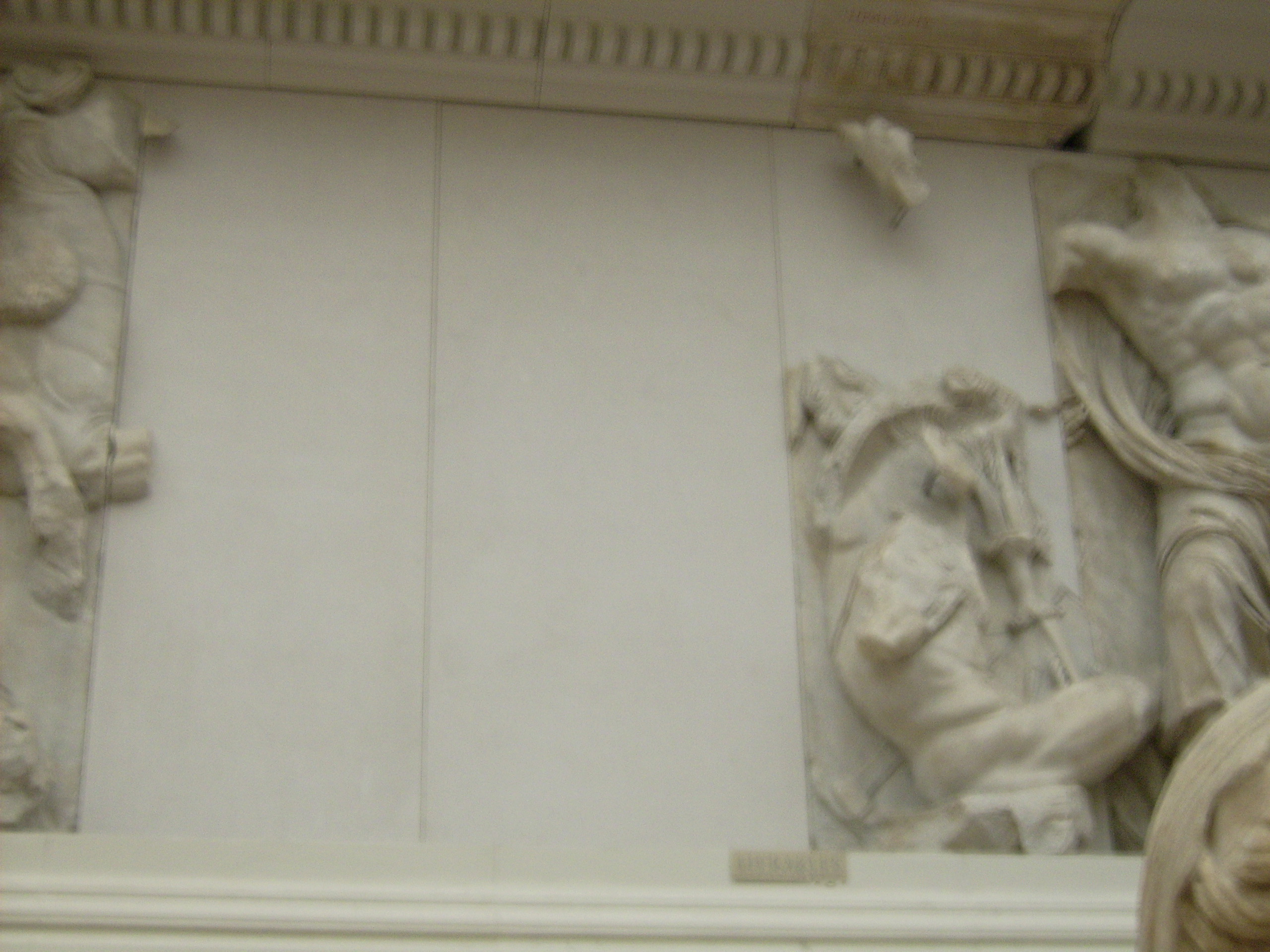
Vermuteter Platz des Herakles
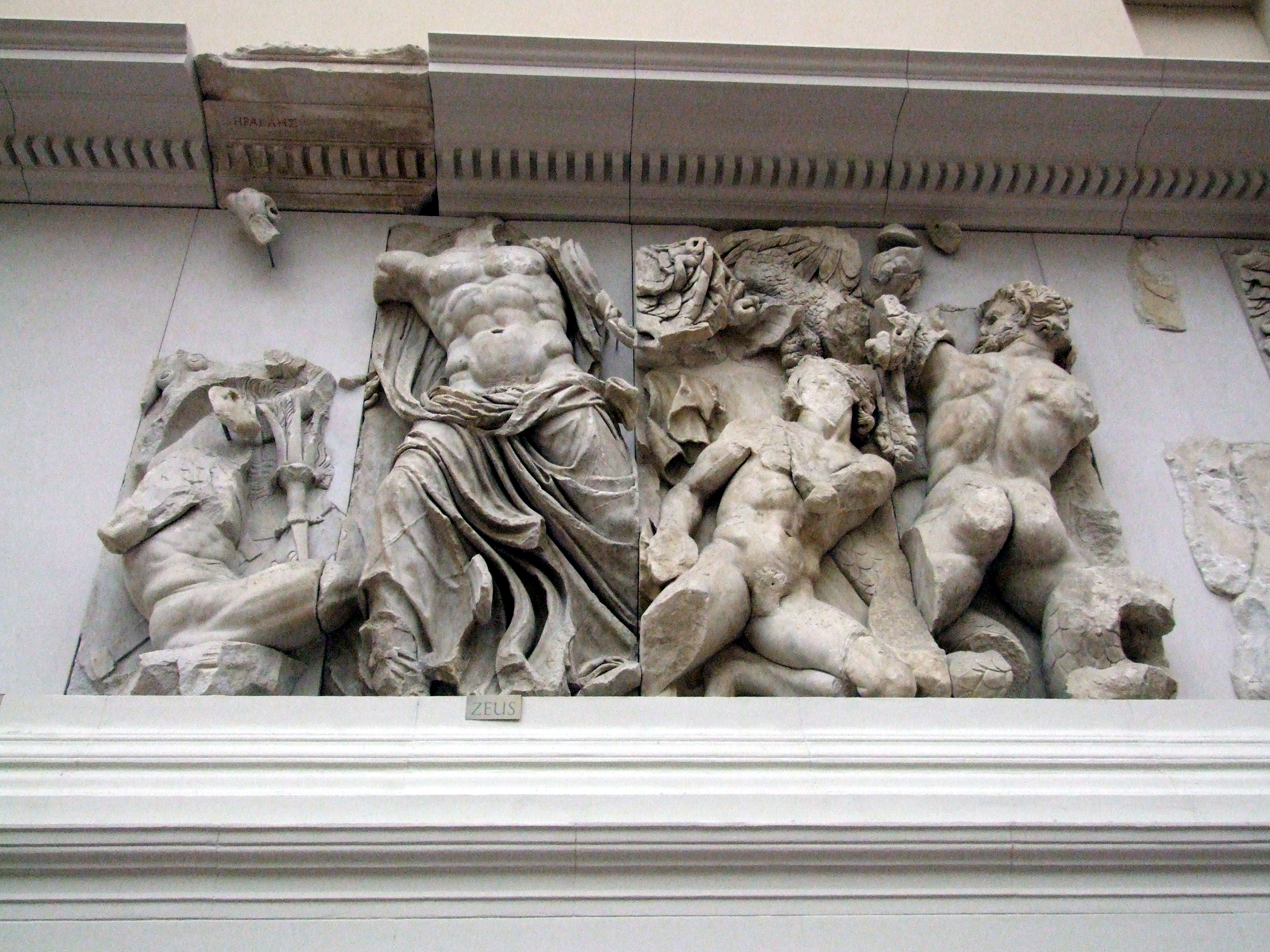
Zeus kämpft gegen Porphyrion
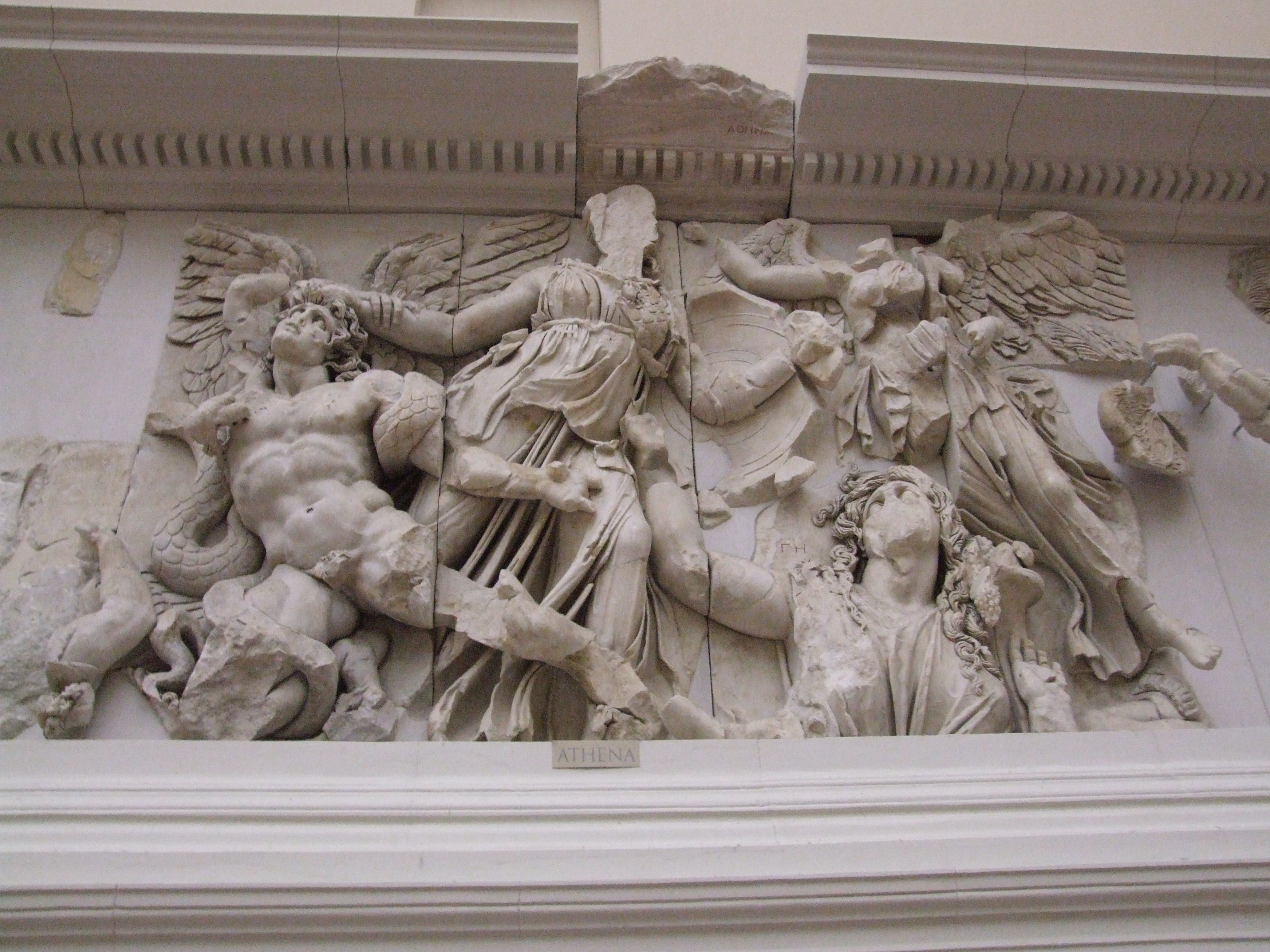
Athene und Nike gegen Alkyoneus
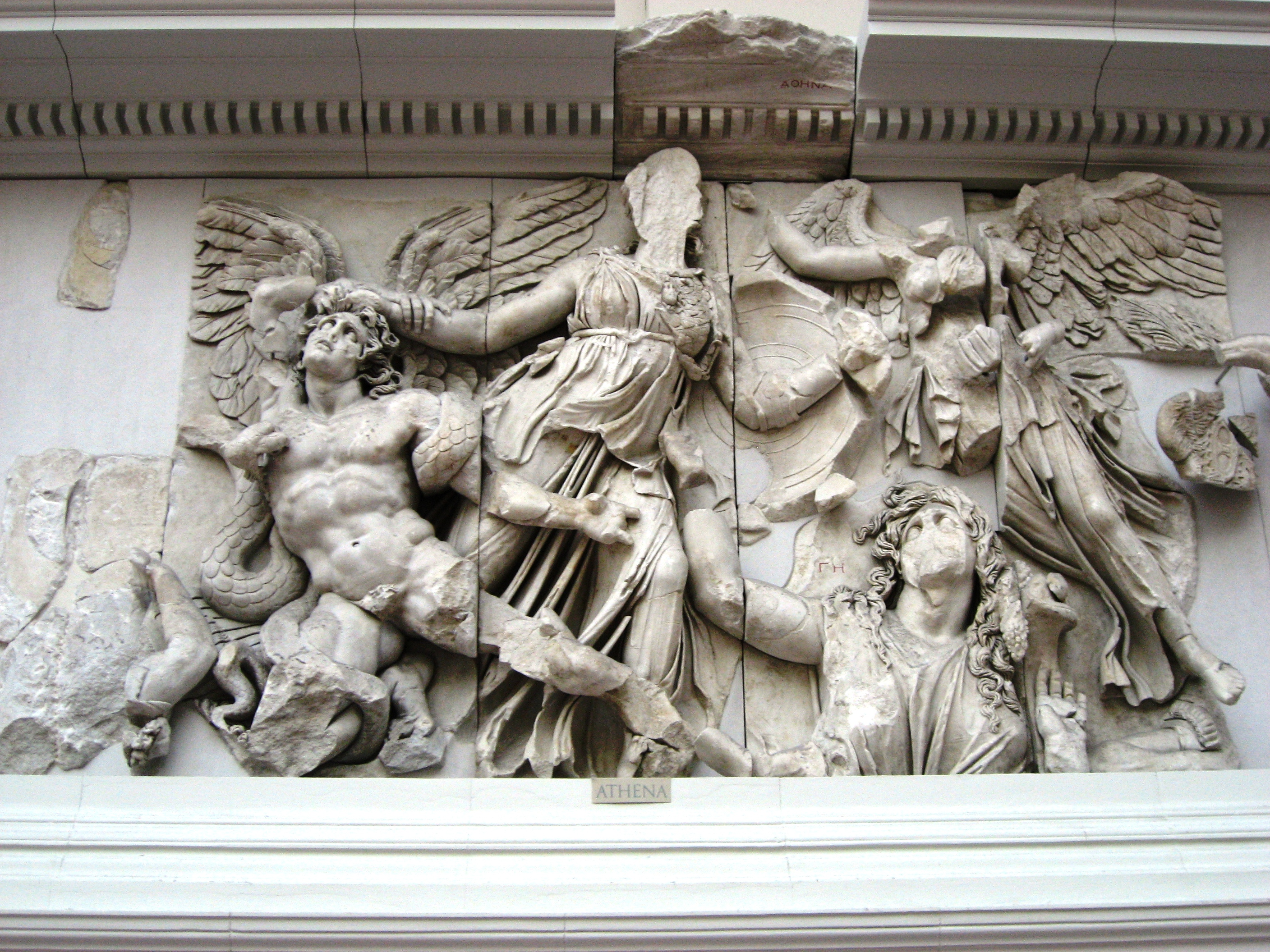
Gaia taucht aus dem Erdboden auf
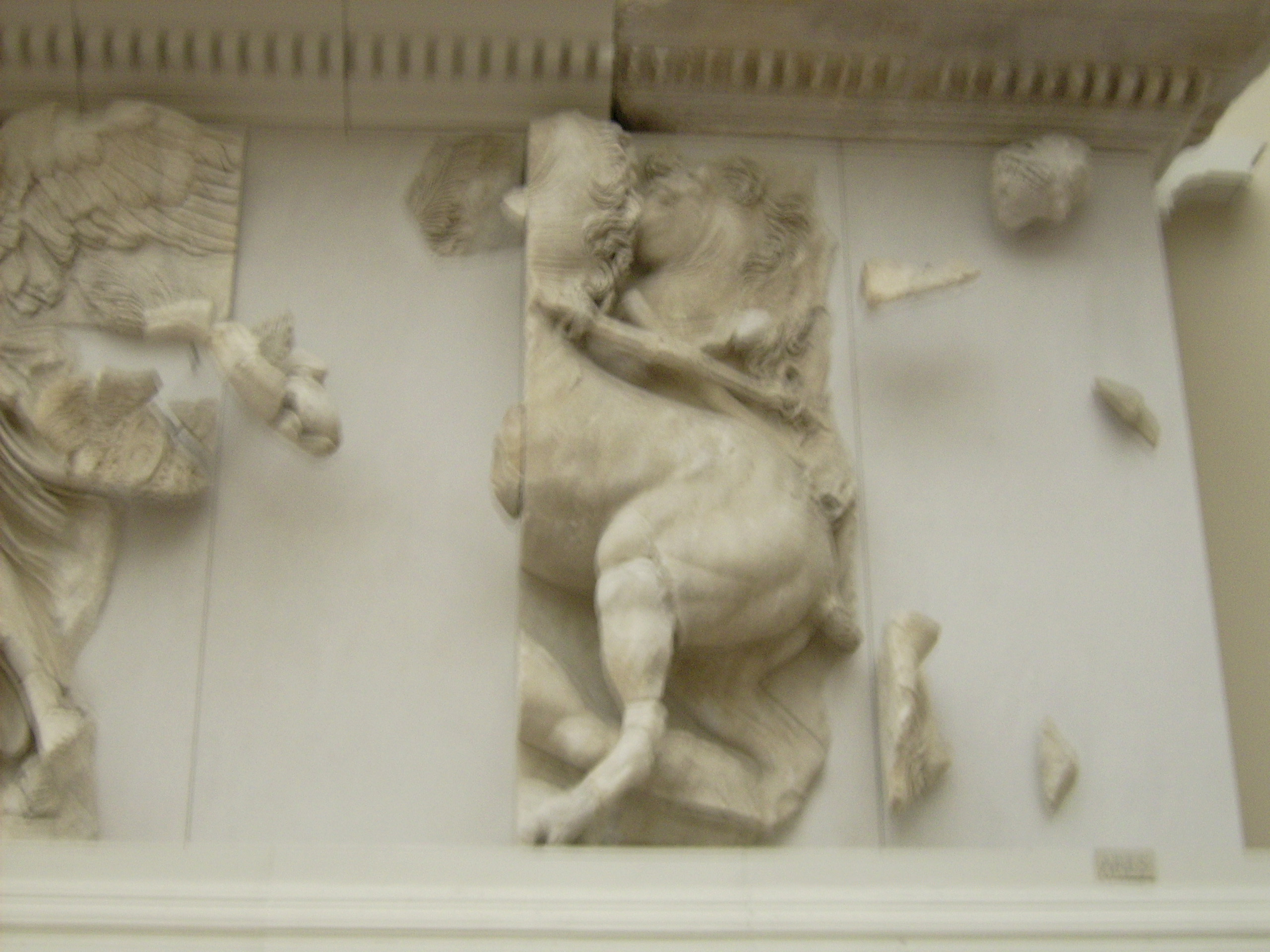
Ares zieht in den Kampf

#### Südfries
Hier beginnt die Darstellung des Kampfes mit der großen kleinasiatischen Muttergottheit Rhea/Kybele. Sie reitet mit Pfeil und Bogen auf einem Löwen in den Kampf. Links oben ist der Adler des Zeus mit einem Blitzbündel in den Krallen zu sehen. Daneben kämpfen drei Götter gegen einen mächtigen, stiernackigen Giganten. Die erste Göttin ist nicht zu identifizieren, es folgen Hephaistos, der einen Doppelhammer über den Kopf hebt, und ein weiterer, nicht zu identifizierender, kniender Gott, der dem Giganten einen Spieß in den Leib stößt.
Es schließen sich die Gottheiten des Himmels an. Eos, Göttin der Morgenröte, reitet in die Schlacht. Sie reißt ihr Pferd zurück und ist mit einer Fackel bewaffnet, die sie nach vorn stößt. Als Nächstes taucht Helios mit seinem vierspännigen Wagen aus dem Meer auf und fährt mit einer Fackel bewaffnet in die Schlacht. Sein Ziel ist ein ihm im Weg stehender Gigant, einen weiteren hat er überrollt. Inmitten ihrer Kinder folgt Theia, die Mutter der Tages- und Nachtgestirne. Neben ihrer Mutter reitet mit dem Rücken zum Betrachter die Mondgöttin Selene auf ihrem Maulesel über einen Giganten hinweg.
Im letzten Drittel der Südseite kämpft ein nicht eindeutig zu identifizierender jugendlicher Gott, der möglicherweise Aither darstellen soll. Er hält einen Giganten – möglicherweise Leon – mit Schlangenbeinen, Menschenkörper, Löwenpranken und Löwenkopf im Würgegriff. Der nächste Gott trägt sichtbare Alterszüge. Es wird vermutet, dass es sich um Uranos handelt. Zu seiner Linken ist seine Tochter Themis, die Göttin der Gerechtigkeit, dargestellt. Am Ende – oder Anfang, je nach Sichtweise – befinden sich die Titanin Phoibe mit einer Fackel und ihre Tochter Asteria mit einem Schwert. Beide werden von einem Hund begleitet.

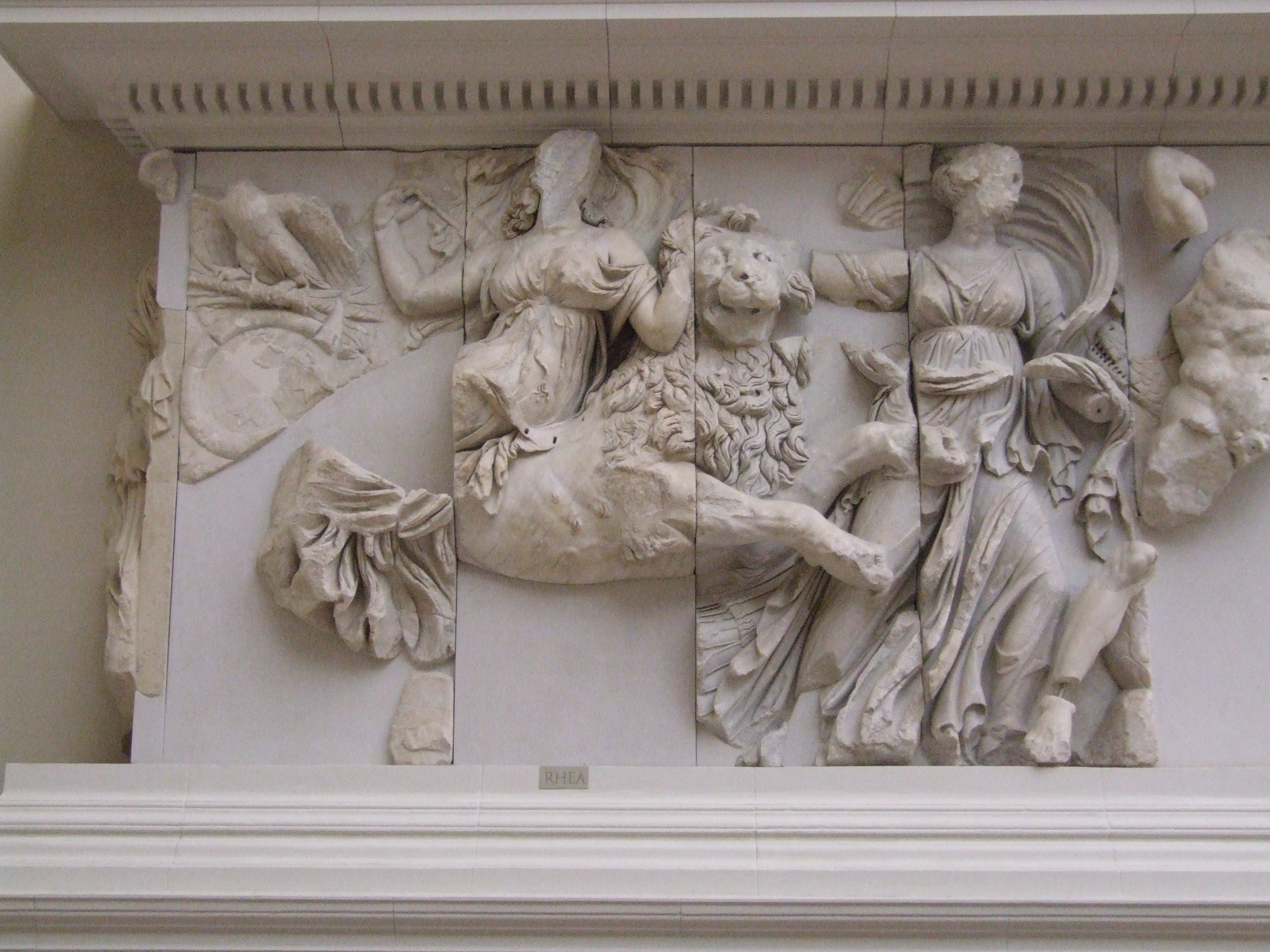
Rhea/Kybele reitet auf einem Löwen, Adrasteia (?)
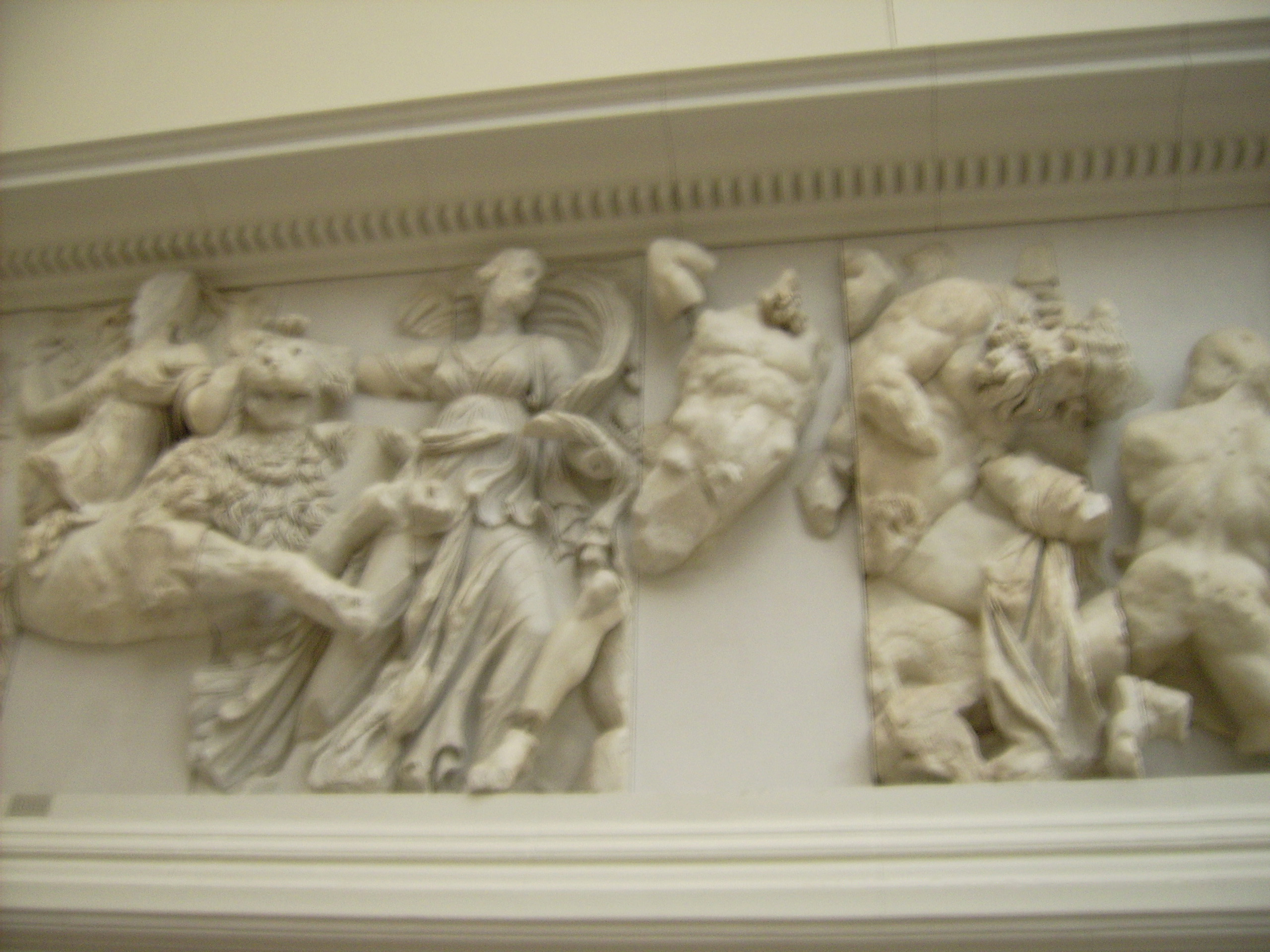
Göttin, Hephaistos und Gott gegen einen stiernackigen Giganten
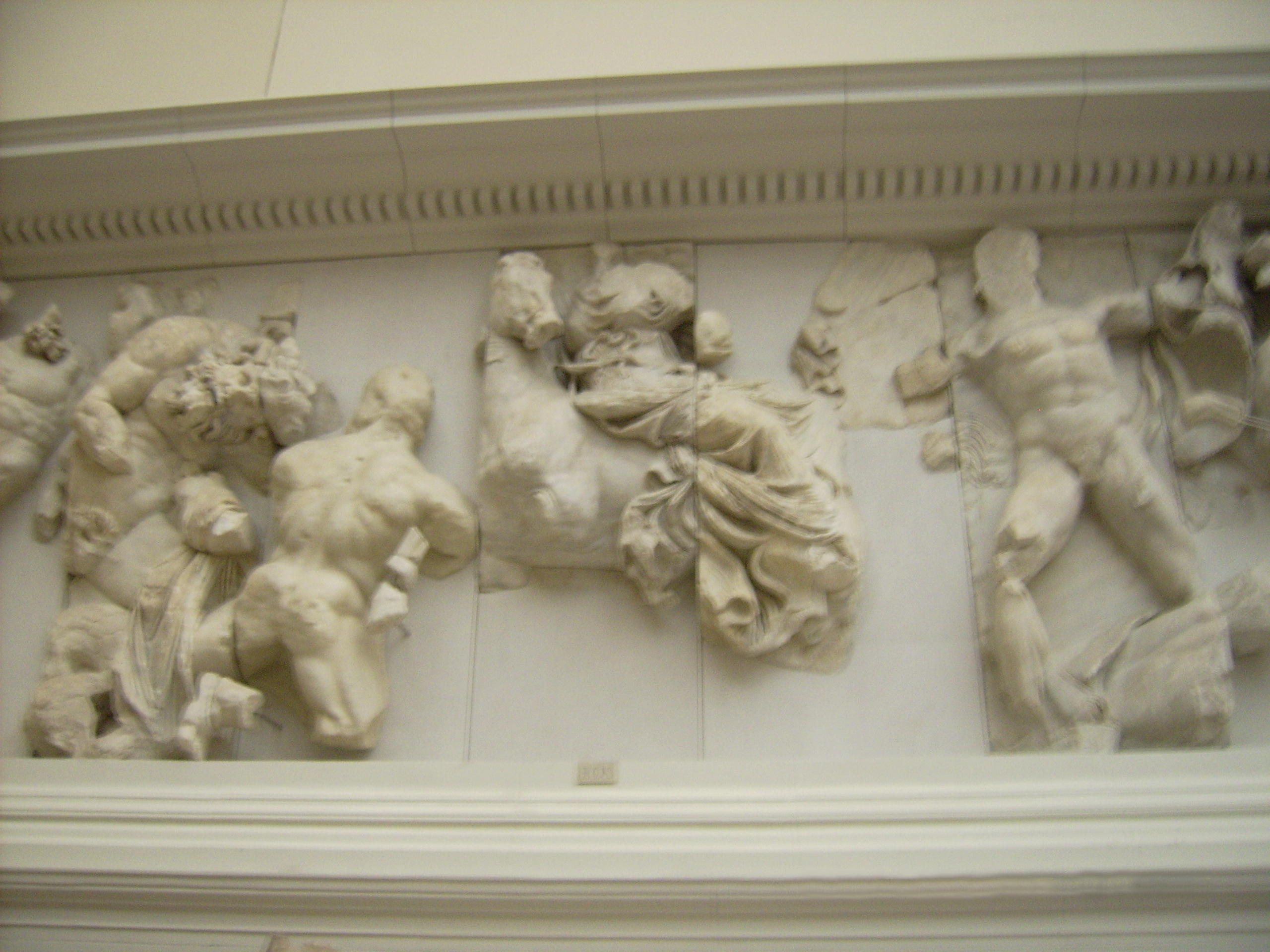
Eos
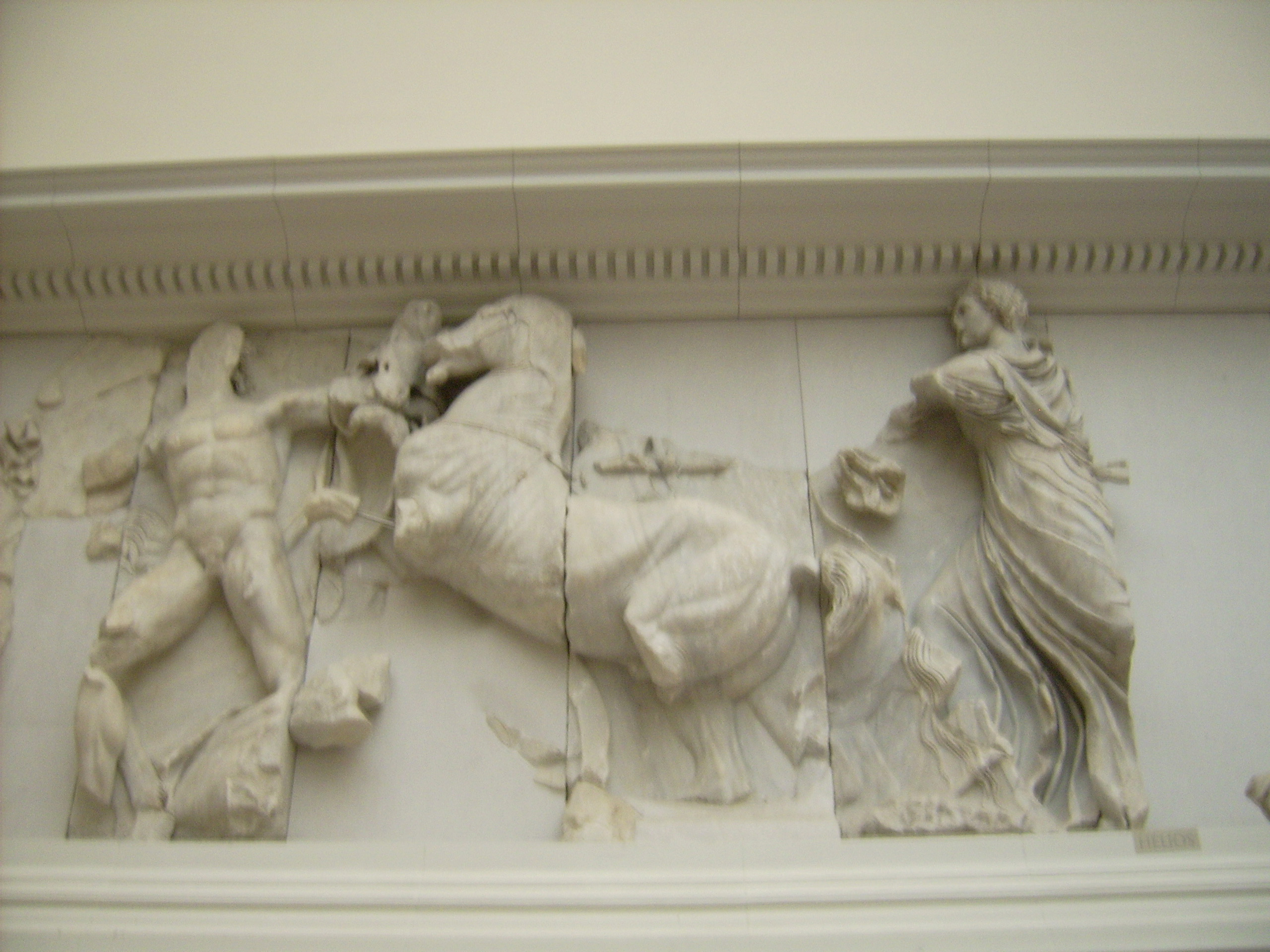
Helios
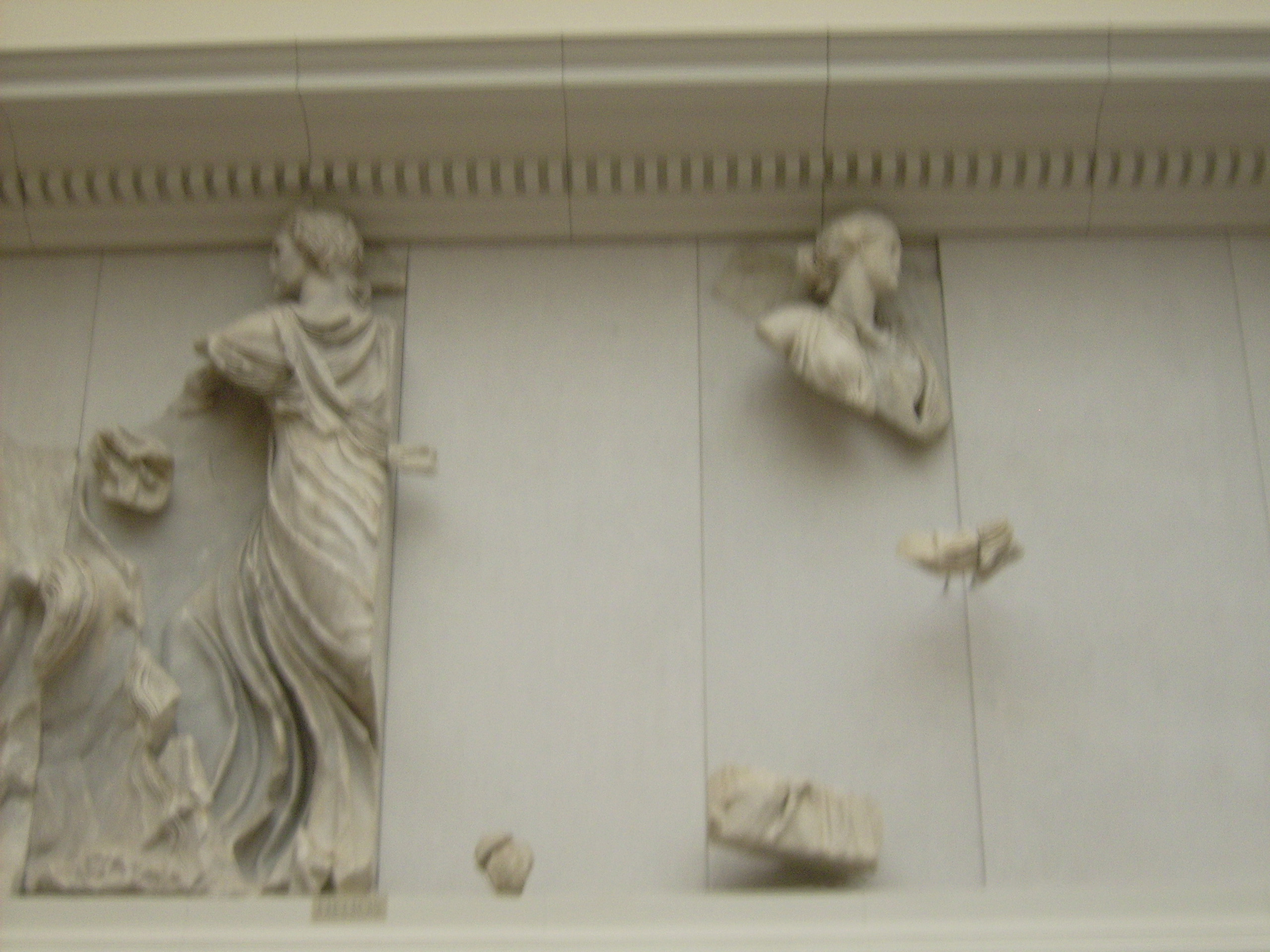
Theia
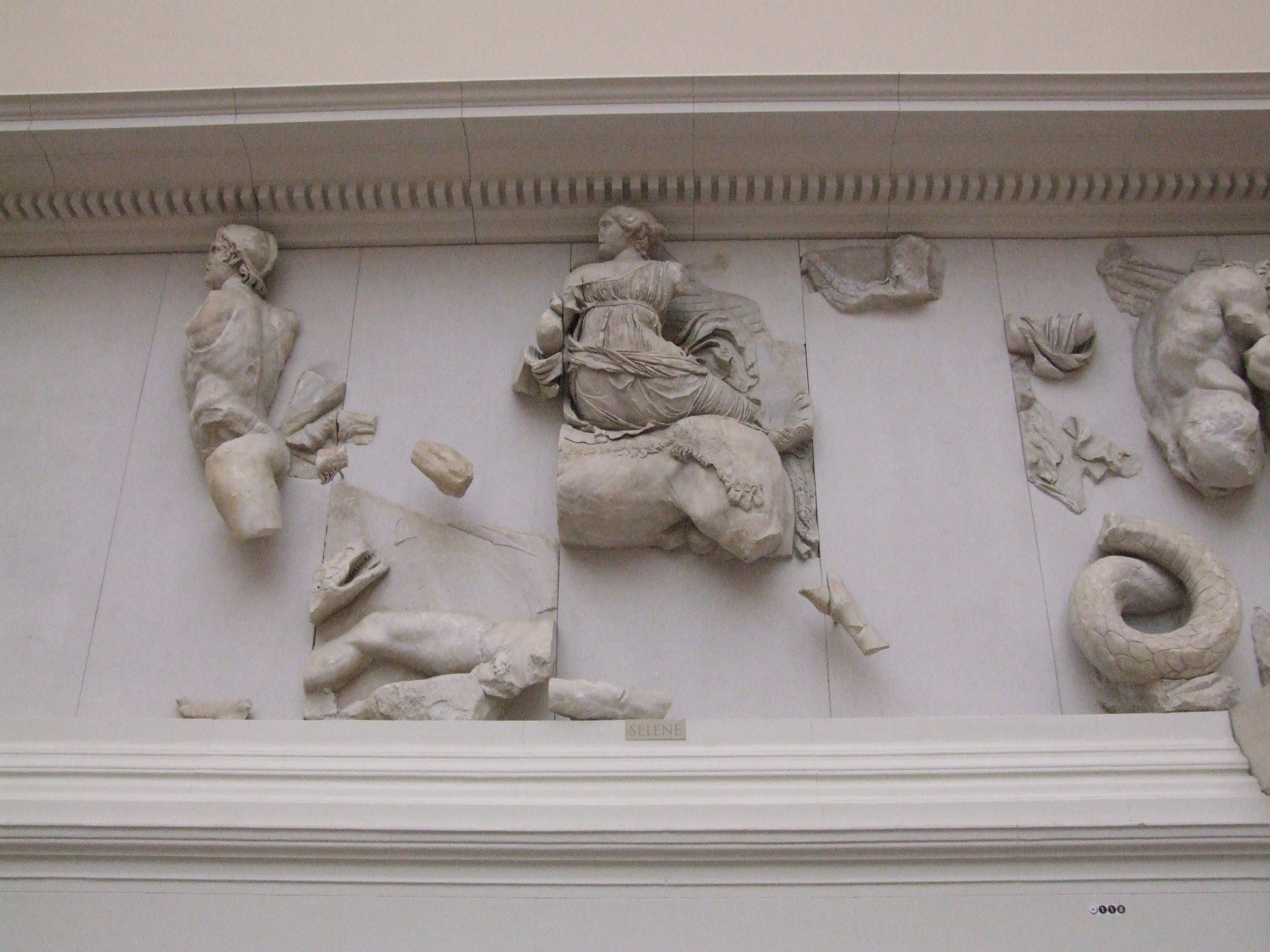
Selene
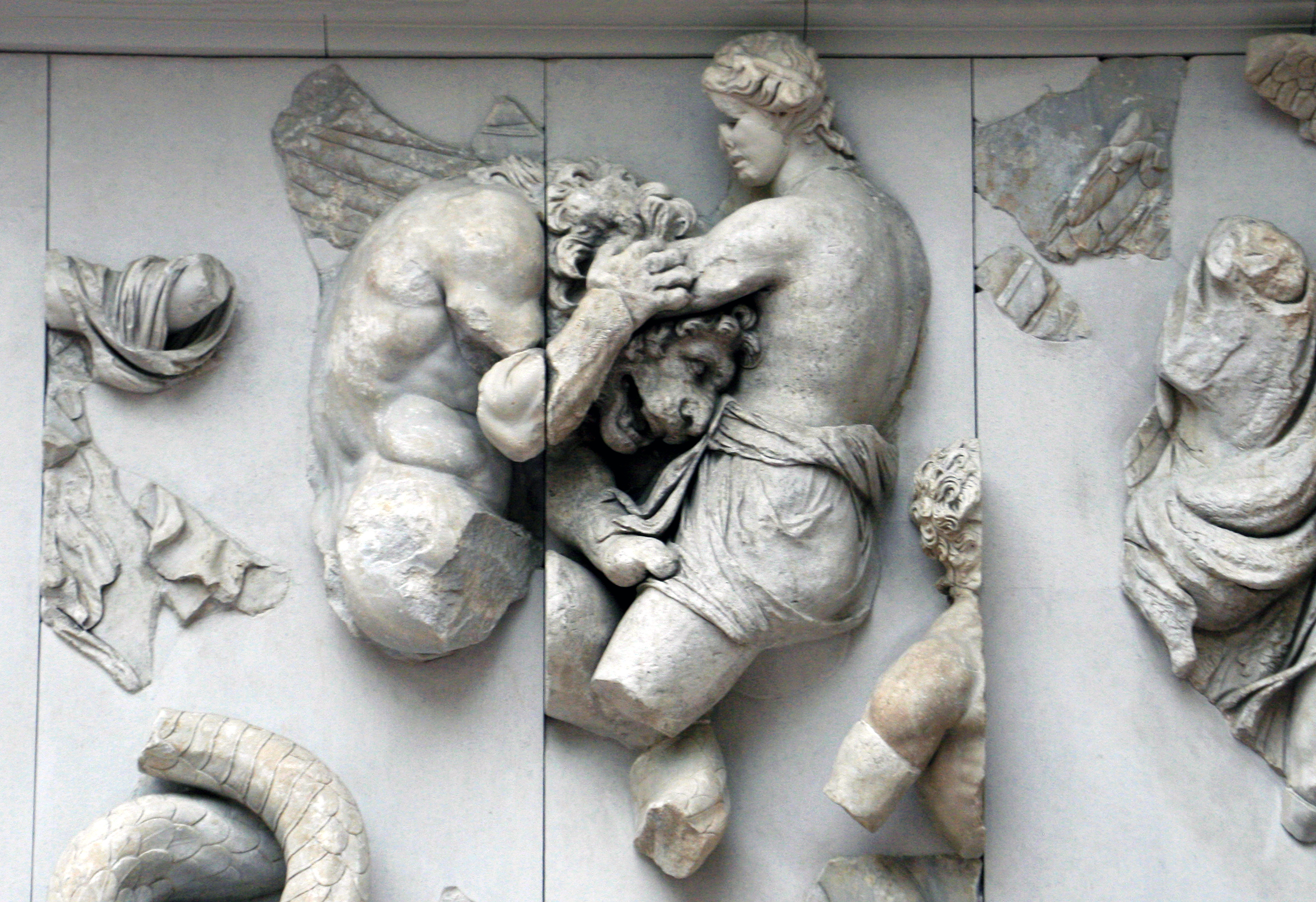
Aither (?) mit einem Giganten im Würgegriff
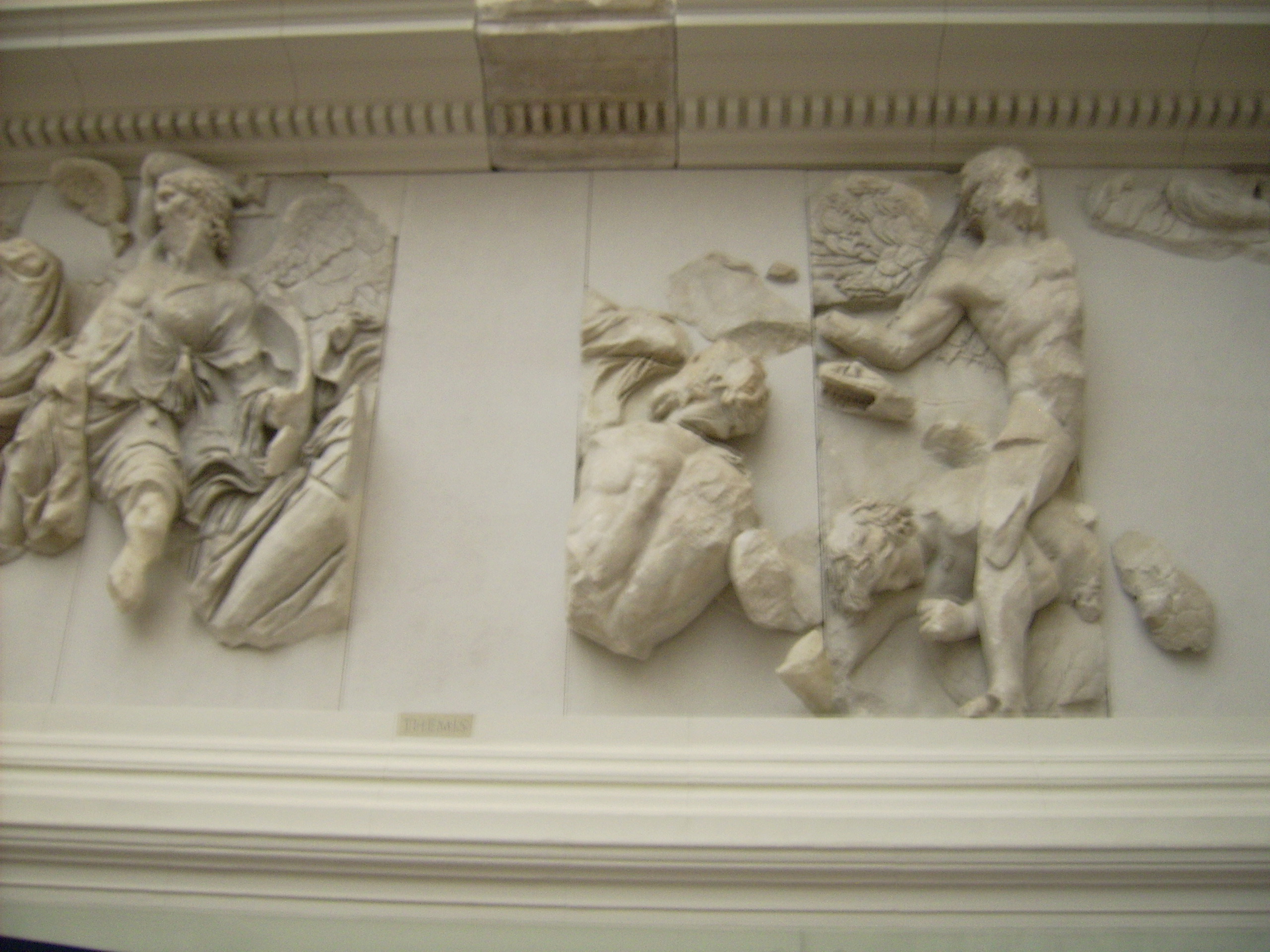
Themis und Uranos
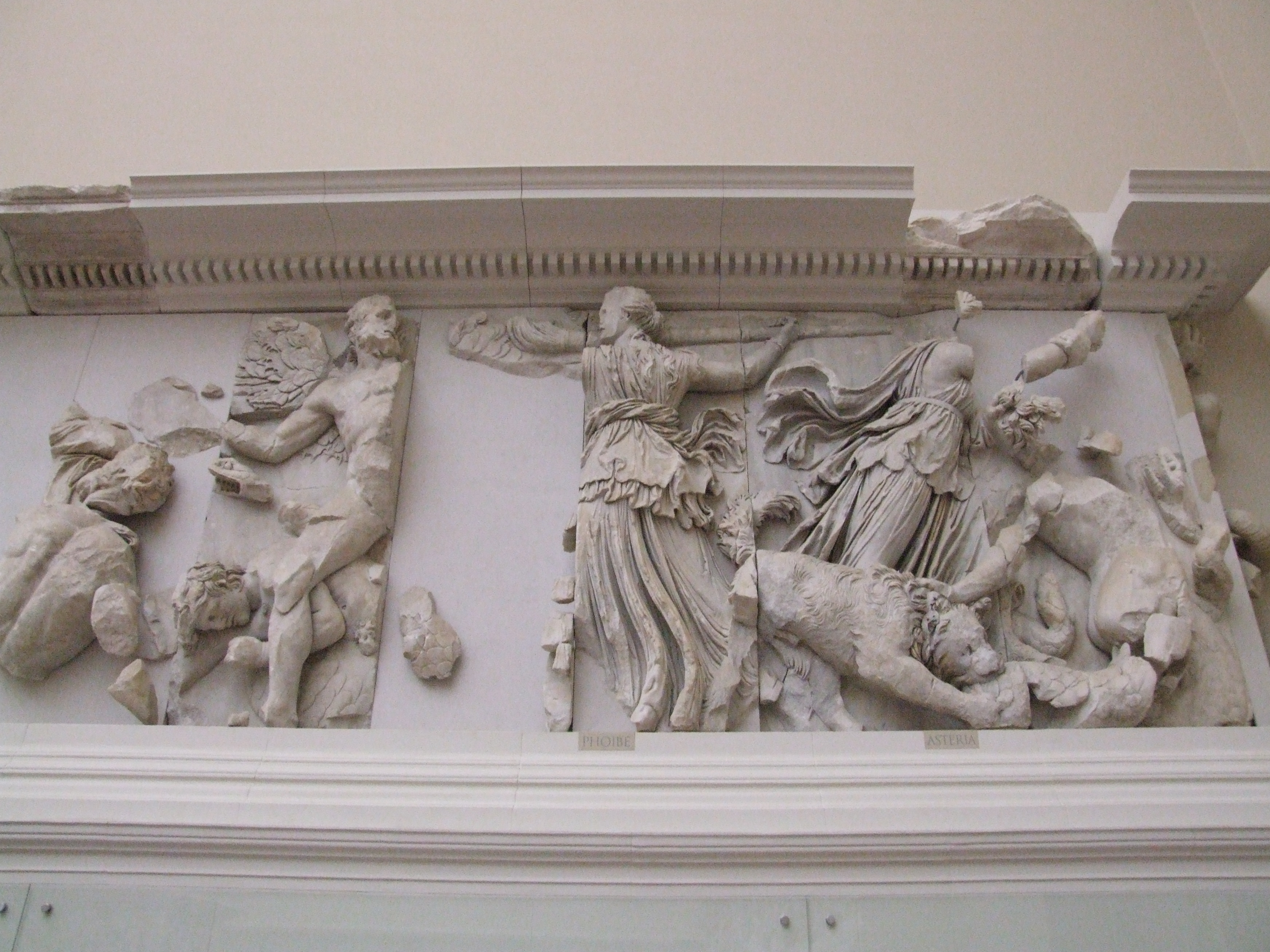
Phoibe und Asteria

#### Nordrisalit der Westseite
Am Nordrisalit des Altars sind die Meeresgottheiten versammelt. Am Kopfende kämpfen Triton, dargestellt mit menschlichem Oberkörper, Flügeln, Fischleib und Pferdevorderbeinen, sowie seine Mutter Amphitrite gegen mehrere Giganten. Am Aufgang zum Altar, begrenzt von den Treppenspuren, sind die Paare Nereus und Doris sowie Okeanos und die fast nicht mehr vorhandene Tethys im Kampf dargestellt.

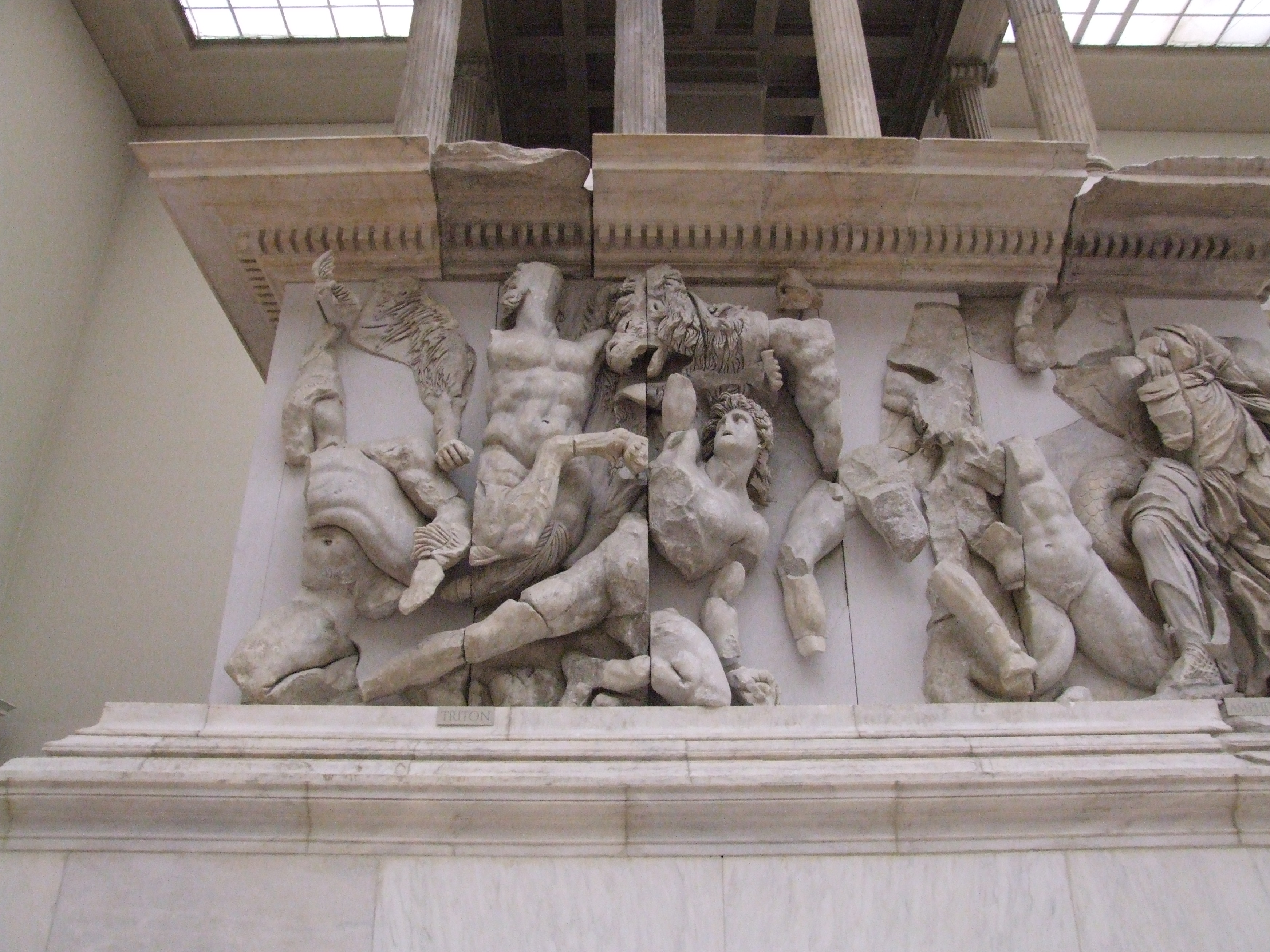
Triton und Amphitrite im Kampf
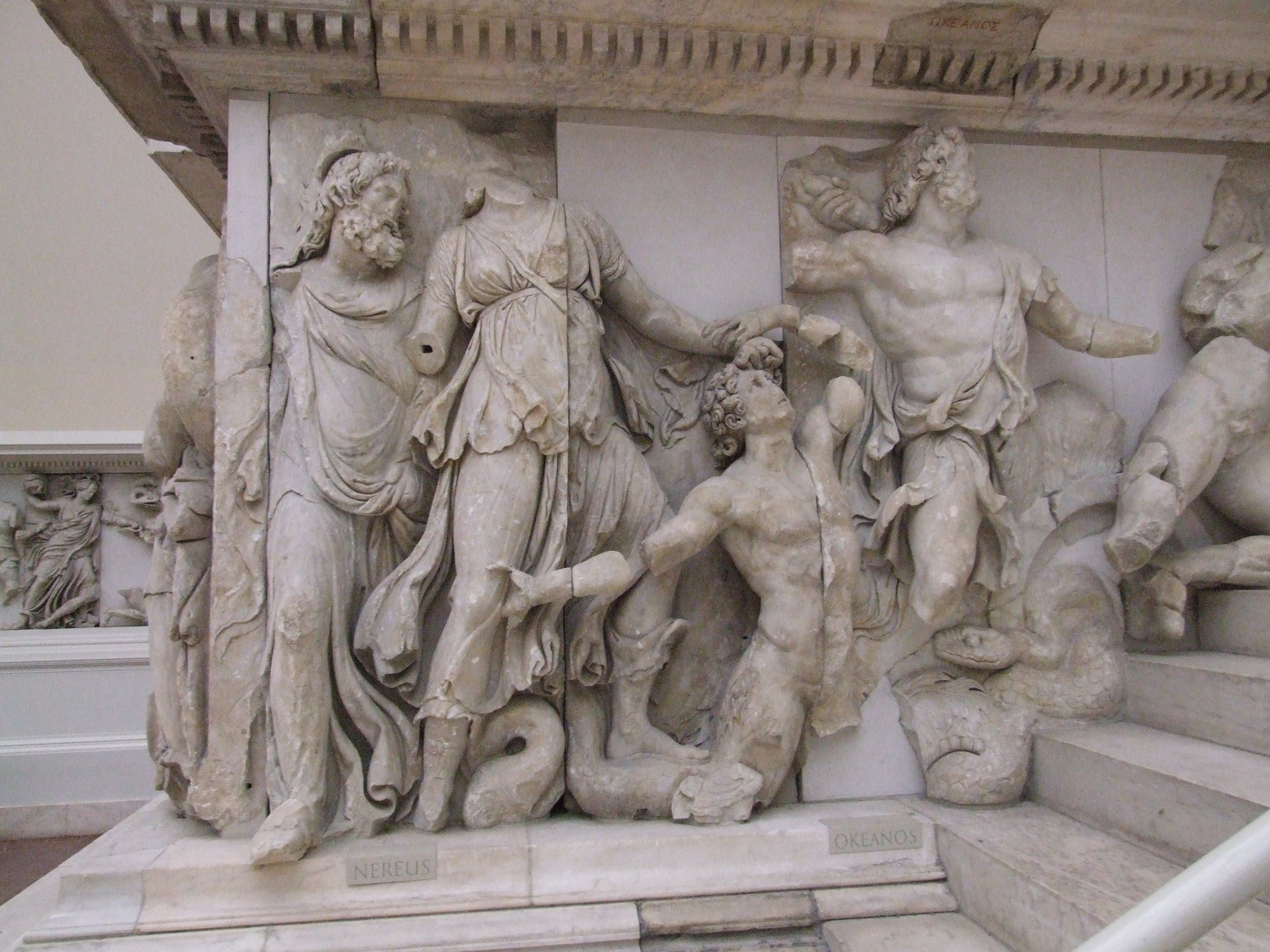
Nereus, Doris und Okeanos

#### Südrisalit der Westseite
Am Südrisalit sind mehrere Naturgottheiten und mythologische Wesen versammelt. An der Frontseite greift Dionysos, begleitet von zwei jugendlichen Satyrn, in den Kampf ein. Ihm zur Seite steht seine Mutter Semele, die einen Löwen in den Kampf führt. An der Treppe sind drei Nymphen dargestellt. Hier ist auch die einzige bekannte Künstlerinschrift THEORRETOS am Gesims gefunden worden.

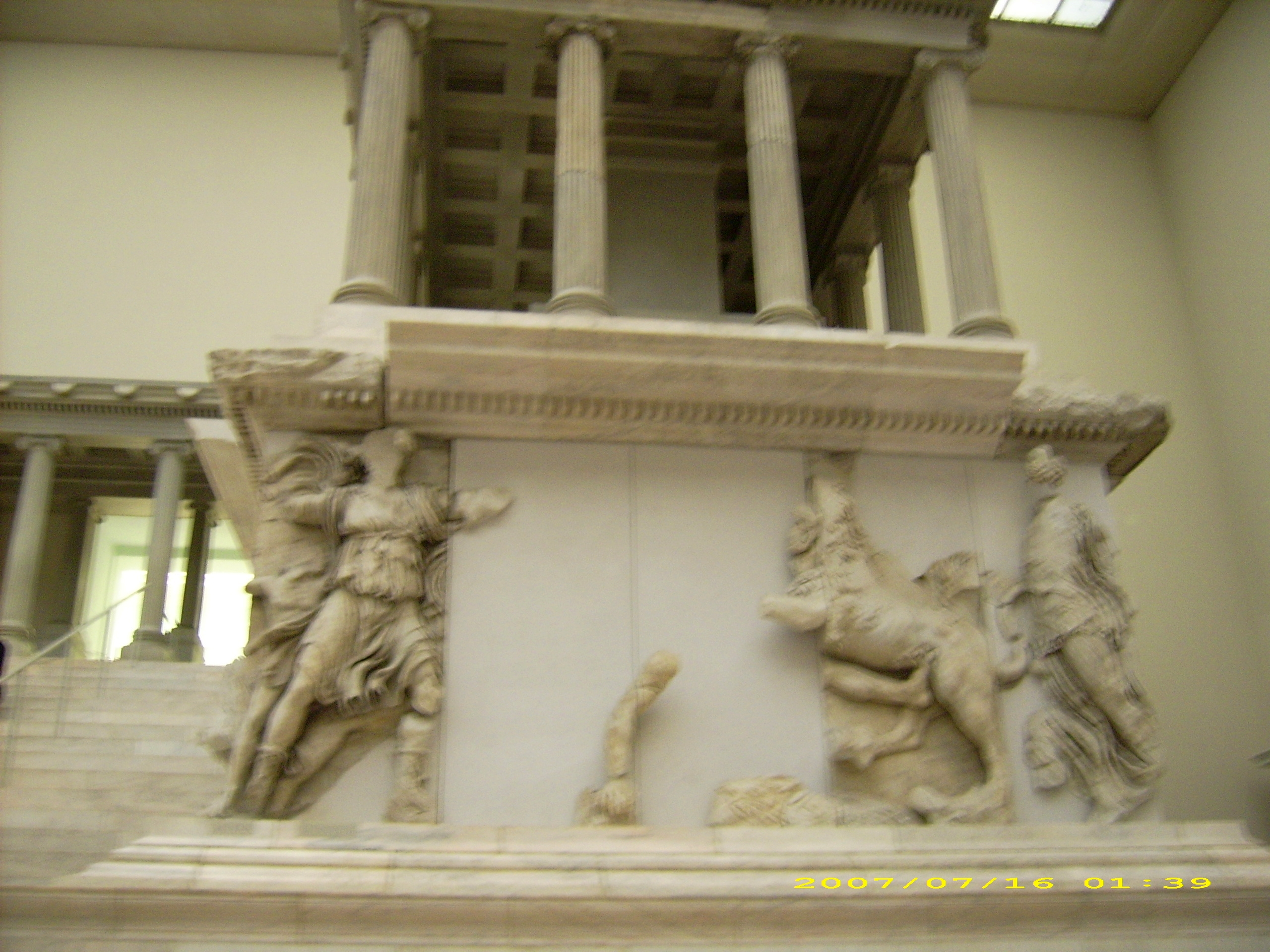
Dionysos, Satyrn und Semele
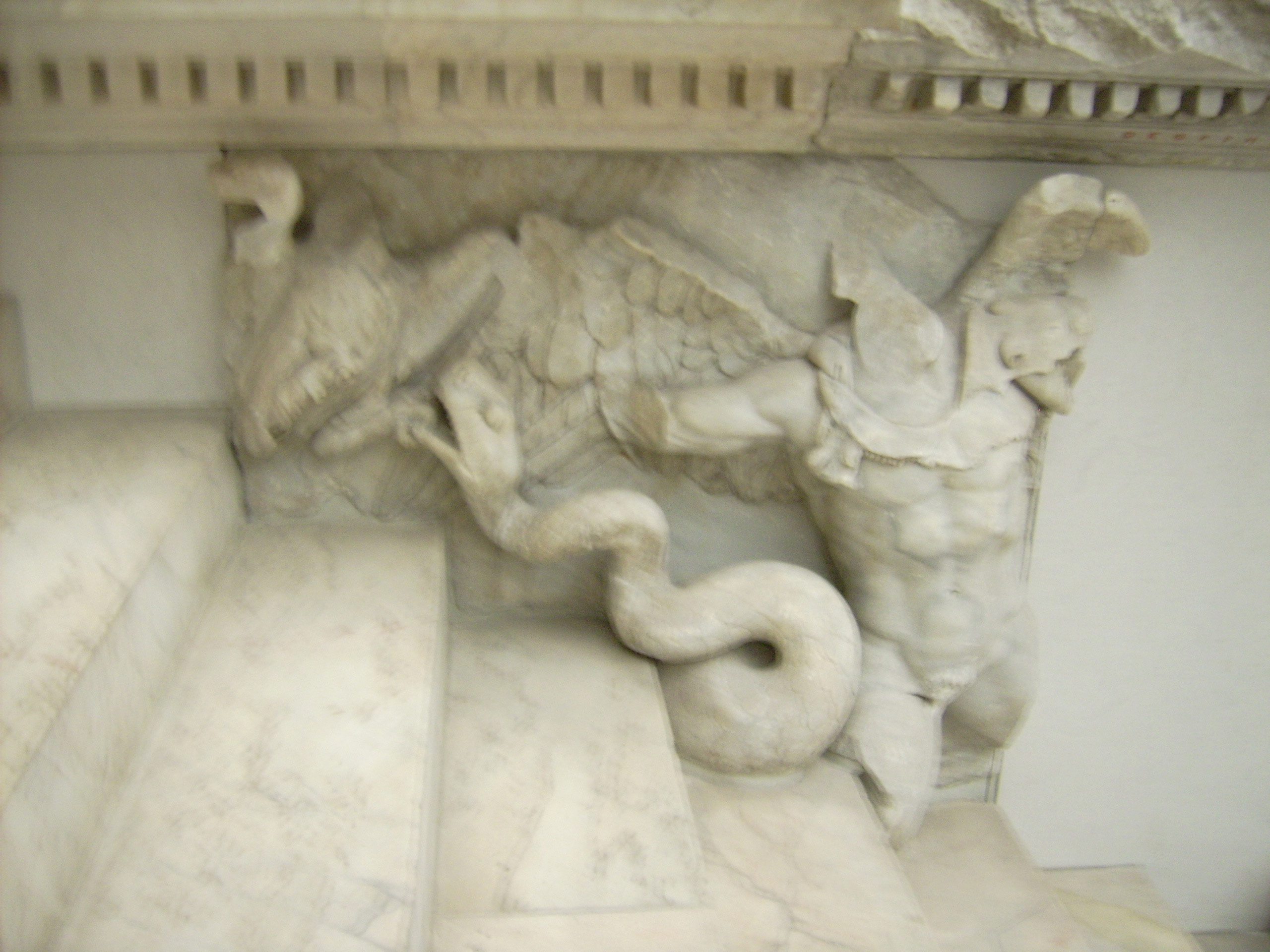
Gigant
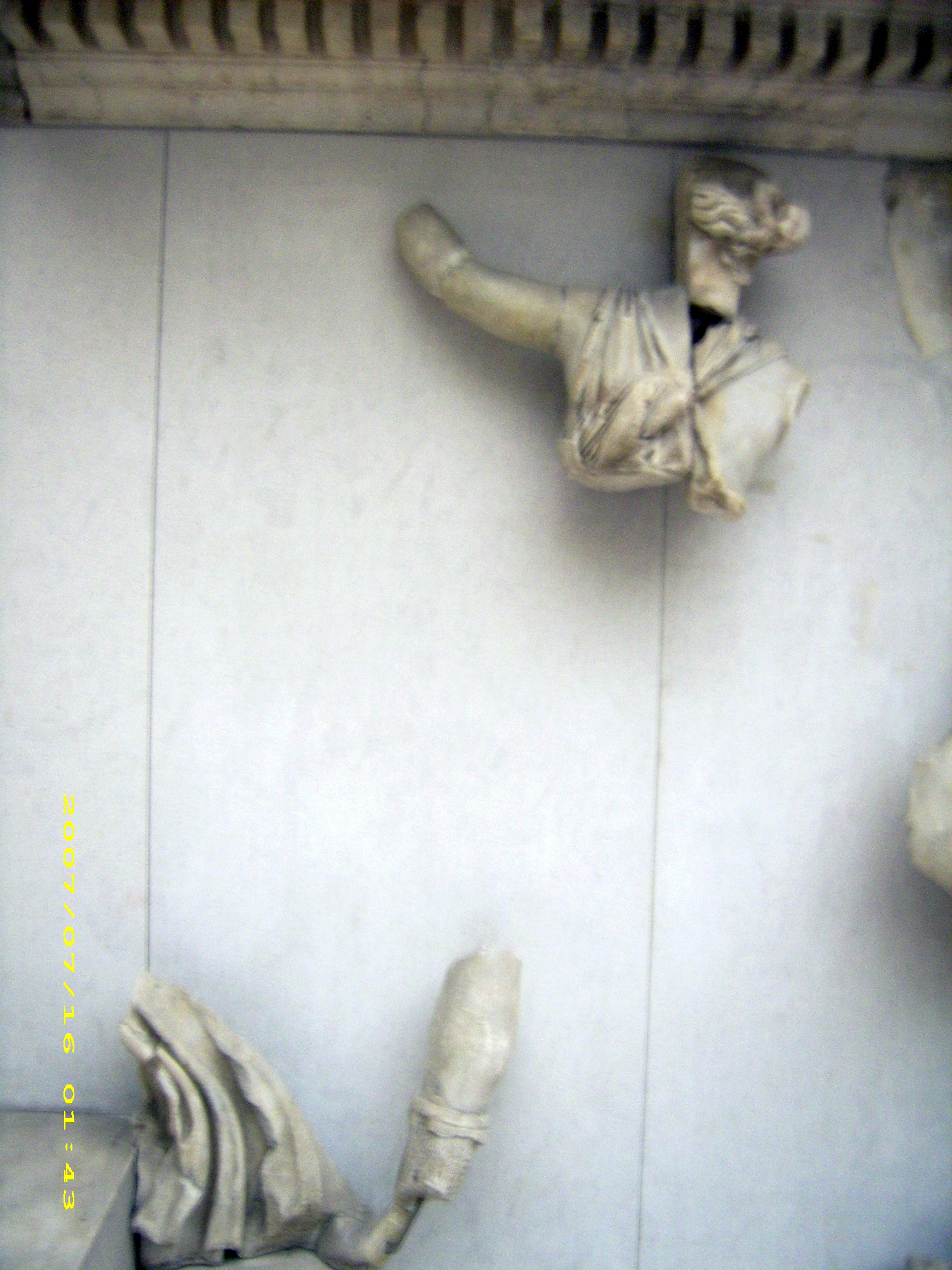
Fragmente einer Nymphe
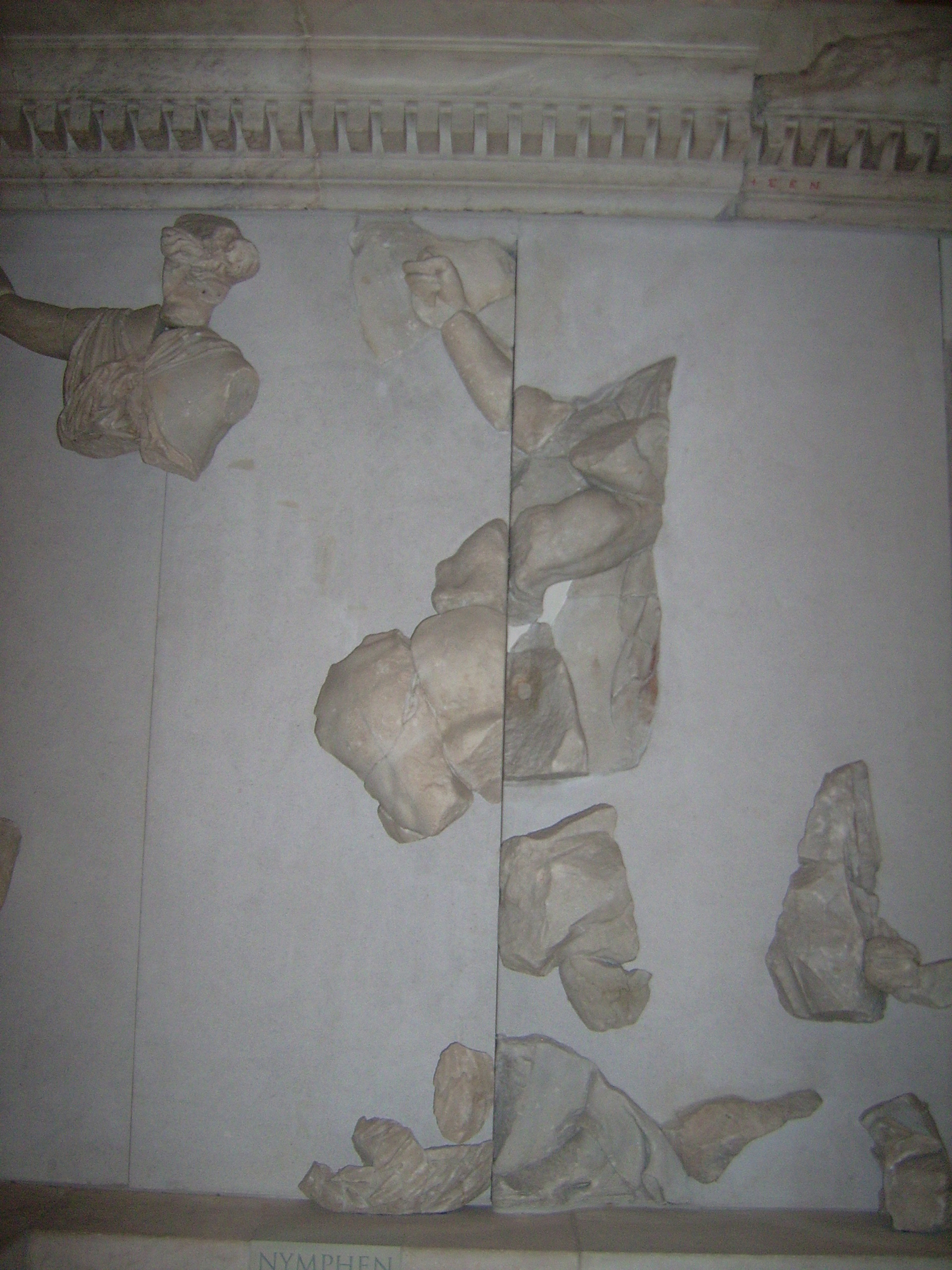
Fragmente von Nymphen und Giganten

#### Nordfries
An der Stelle, wo der Nordfries an den Ostfries anschließt, beginnt Aphrodite den Reigen der Götter an dieser Seite und befindet sich damit, da man den Fries ohne Kanten sehen muss, an der Seite ihres Liebhabers Ares. Die Göttin der Liebe zieht eine Lanze aus einem getöteten Giganten. Neben ihr kämpfen ihre Mutter, die Titanin Dione, und ihr Sohn Eros. Die beiden nächsten Figuren sind in der Deutung nicht ganz sicher. Wahrscheinlich sind hier die Zwillinge Kastor und Polydeukes, also die Dioskuren, dargestellt. Kastor wird von hinten von einem Giganten gepackt und in den Arm gebissen, woraufhin ihm sein Bruder zur Hilfe eilt. In diesen beiden Figuren können auch die Aressöhne Phobos („Angst“) und Deimos („Schrecken“) gesehen werden.
Die anschließende Gruppe von drei Kampfpaaren wird dem Gefolge des Kriegsgottes Ares zugeordnet. Wer dargestellt ist, ist unklar. Zunächst holt ein Gott mit einem Baumstamm aus, in der Mitte stößt eine geflügelte Göttin ihr Schwert in einen Gegner und zum Schluss kämpft ein Gott gegen einen gepanzerten Giganten. Die darauf folgende Gottheit wurde lange Zeit als Nyx identifiziert, mittlerweile geht man jedoch davon aus, dass es eine der Erinnyen, der Rachegöttinnen, ist. Andere Forscher tendieren dazu, in ihr Klotho oder Persephone zu erkennen. Sie hält ein von Schlangen umwundenes Gefäß schleuderbereit in der Hand. Als Nächstes kämpfen weitere Personifikationen. Die drei Moiren (Schicksalgöttinnen) erschlagen mit Bronzekeulen die Giganten Agrios und Thoas.
Die vorletzte Kampfgruppe zeigt eine „Löwengöttin“, die man als Keto deutet. Diese Gruppe folgt nicht direkt auf die Moiren, es gibt eine Lücke, die ein weiteres Kampfpaar vermuten lässt. Hier werden die Graien, Kinder der Keto, vermutet. Keto war Mutter mehrerer Ungeheuer, so auch eines Wals (griechisch: „Ketos“), der links zu ihren Füßen auftaucht. Den Abschluss der Seite bildet der Meeresgott Poseidon, der mit einem Seepferdgespann aus dem Meer auftaucht. Hier schließt sich der Nordrisalit mit den Meeresgottheiten an.

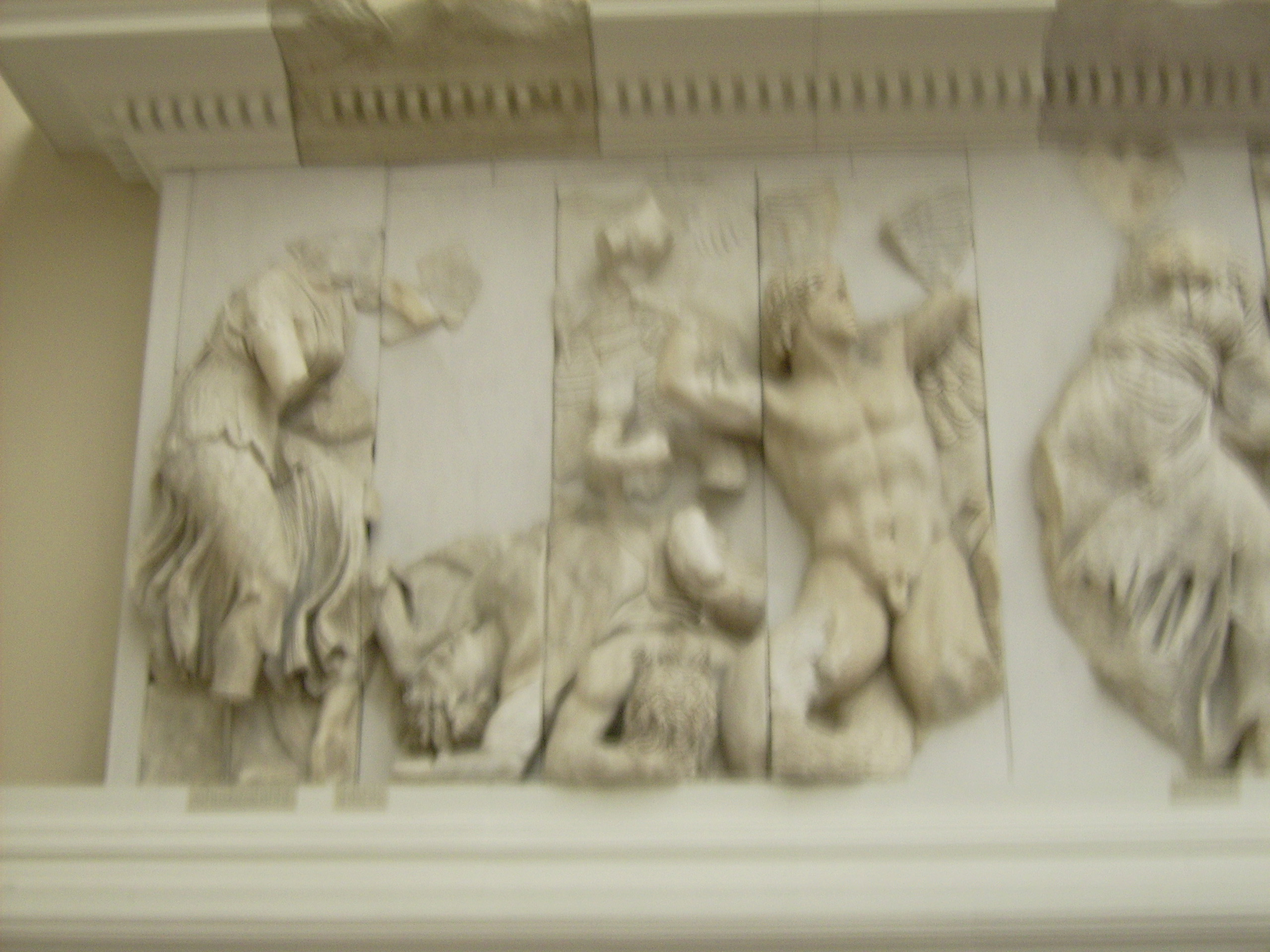
Aphrodite und Dione
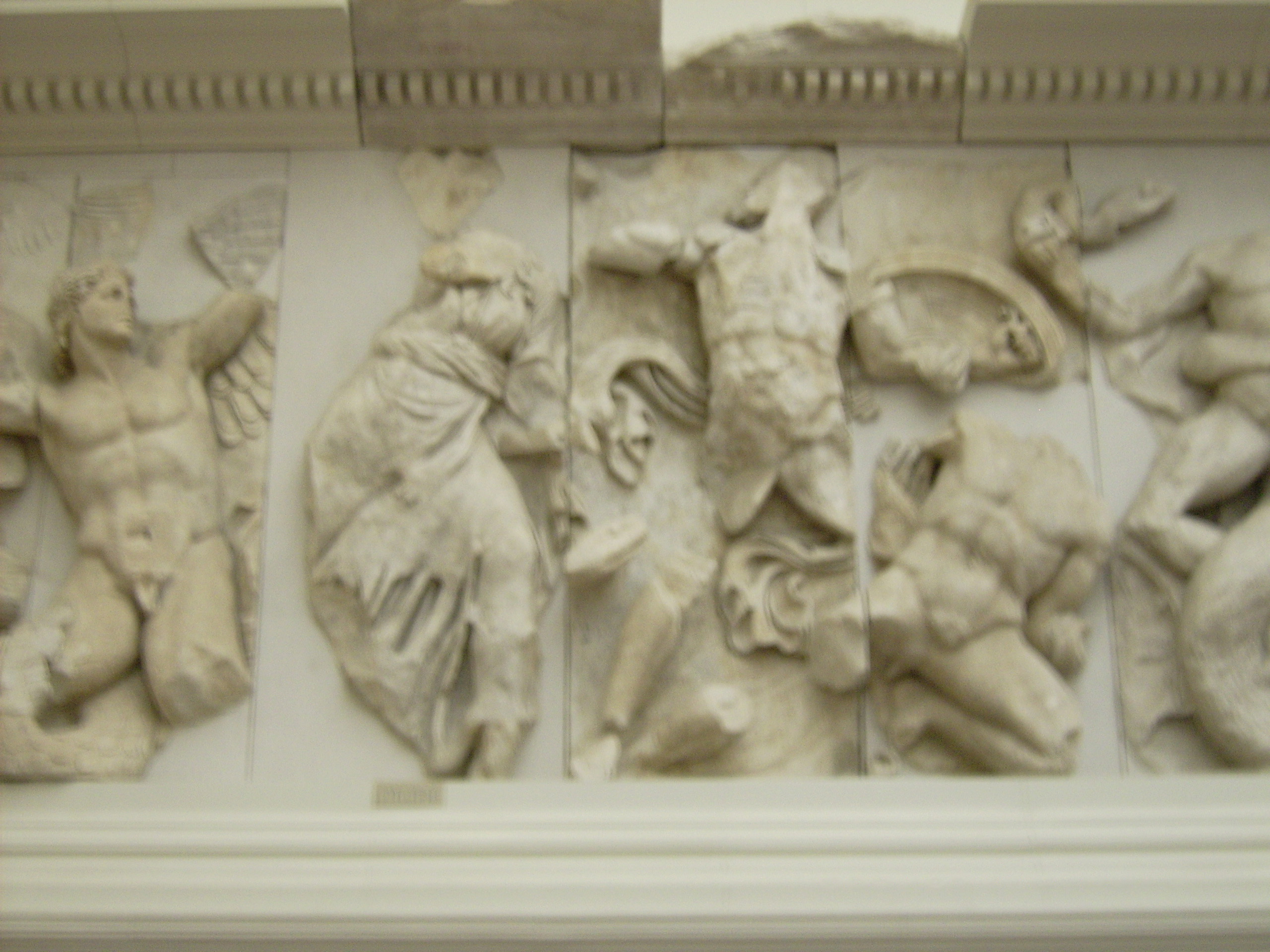
Polydeukes
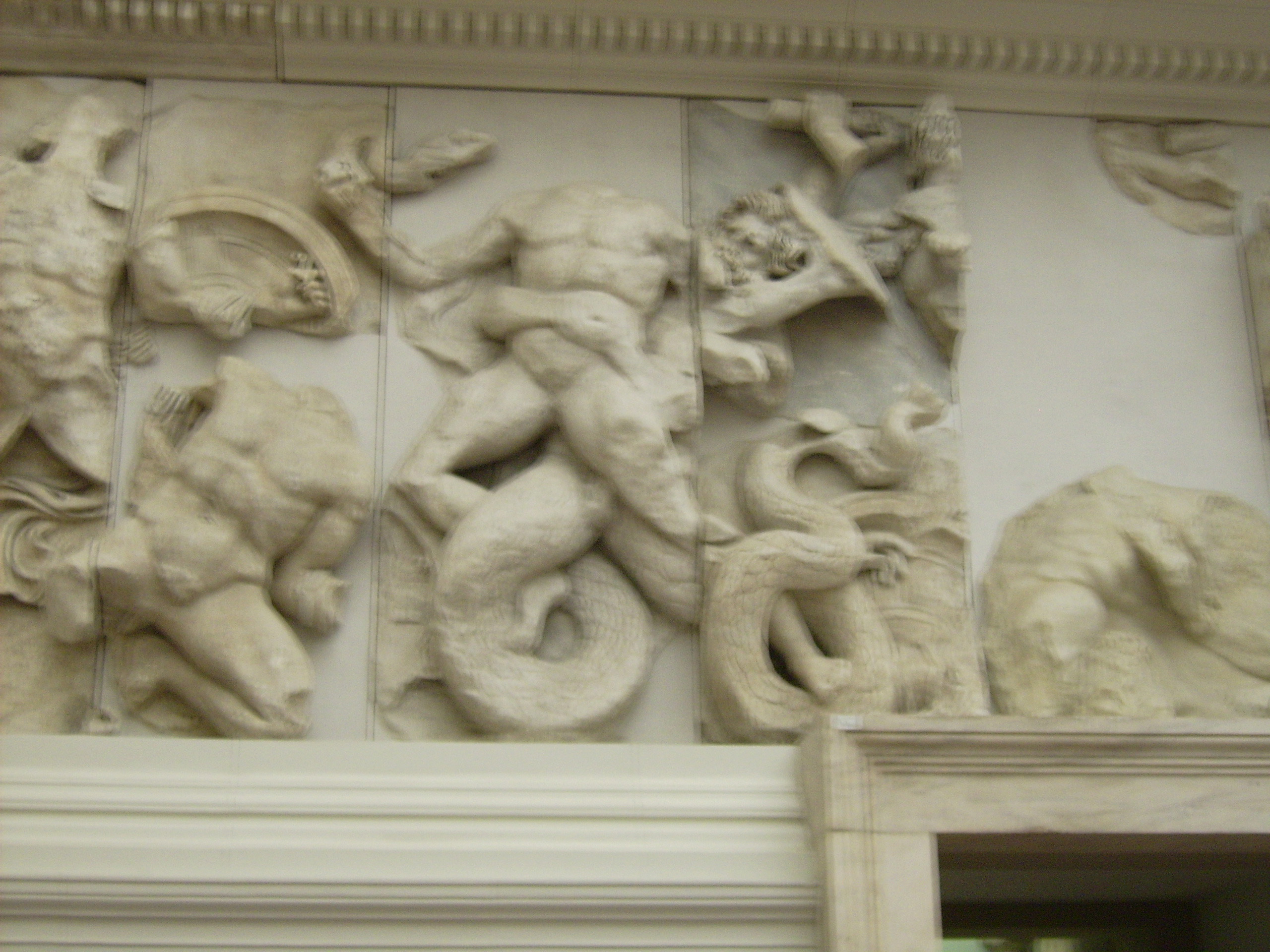
Kastor
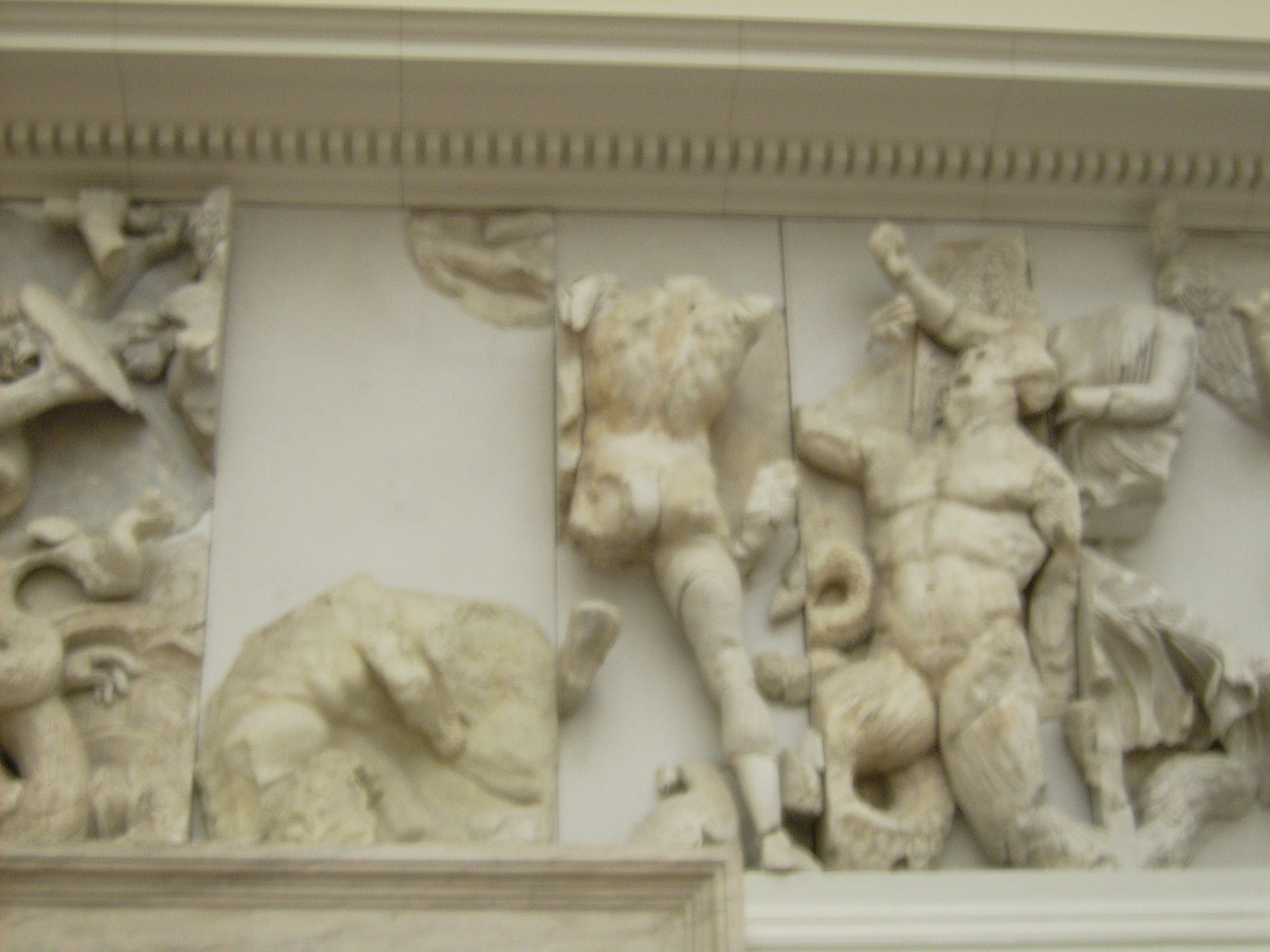
Gott mit Baumstamm und geflügelte Göttin
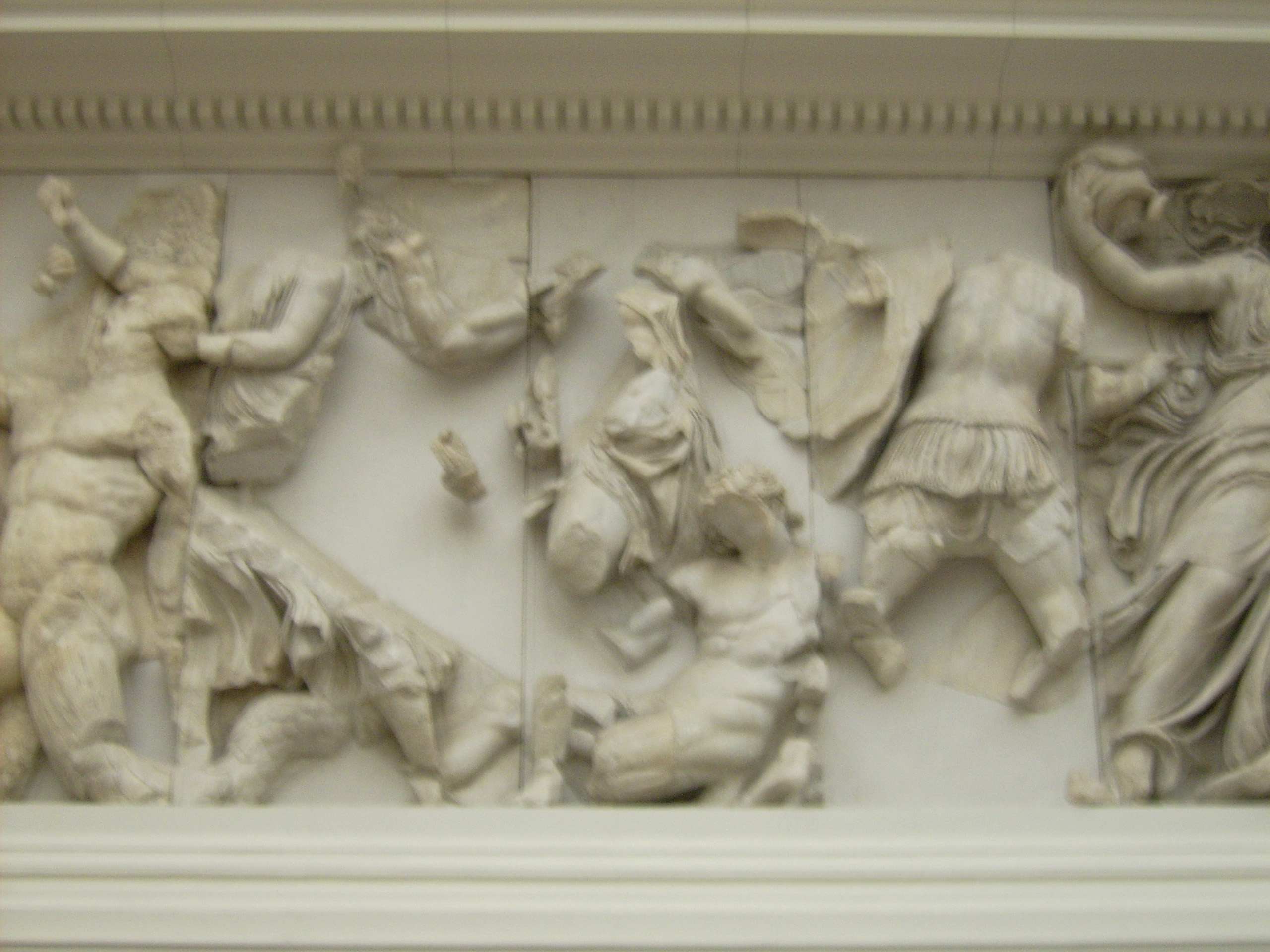
Gott gegen Gigant mit Brustpanzer
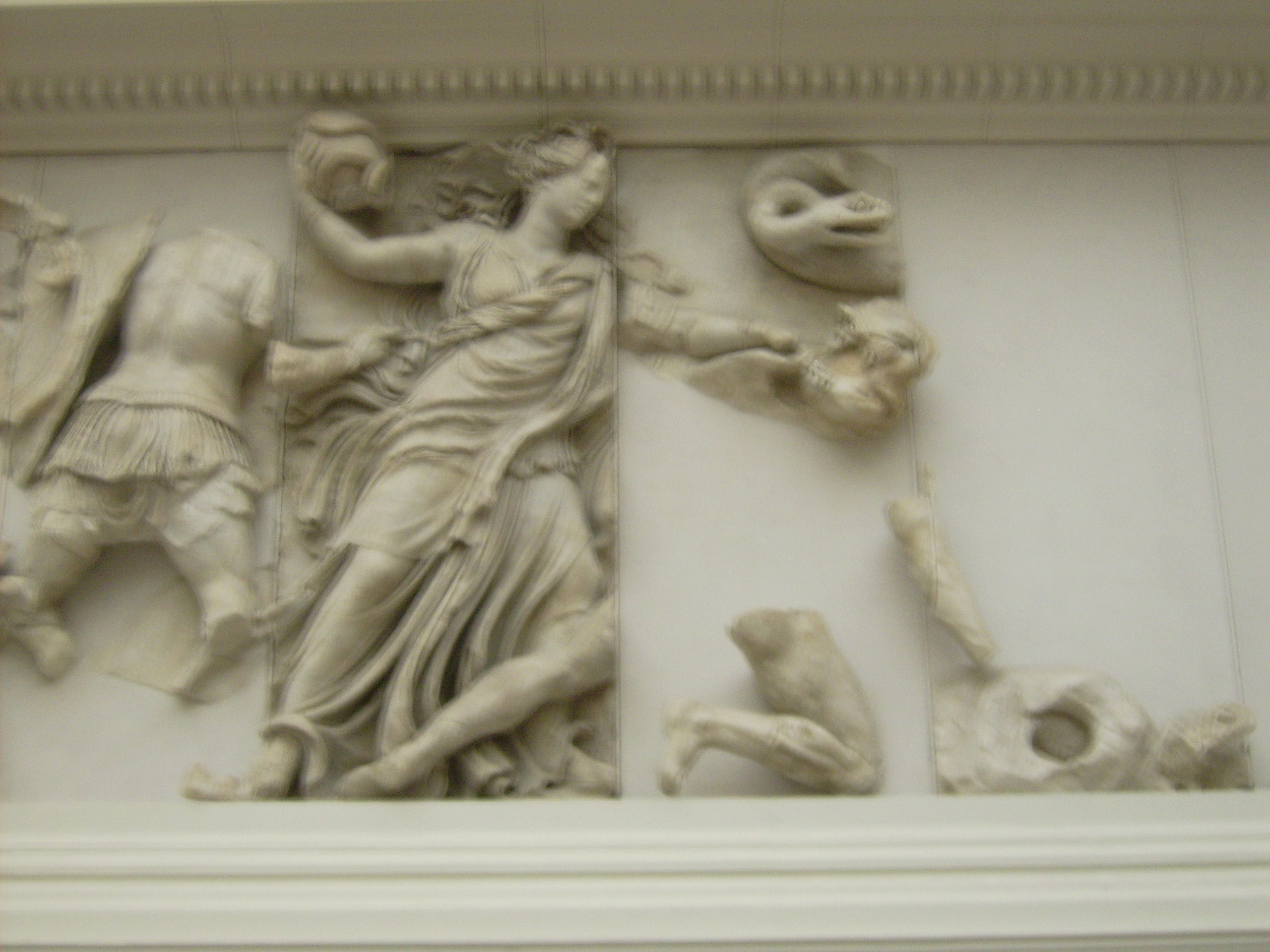
Erinye
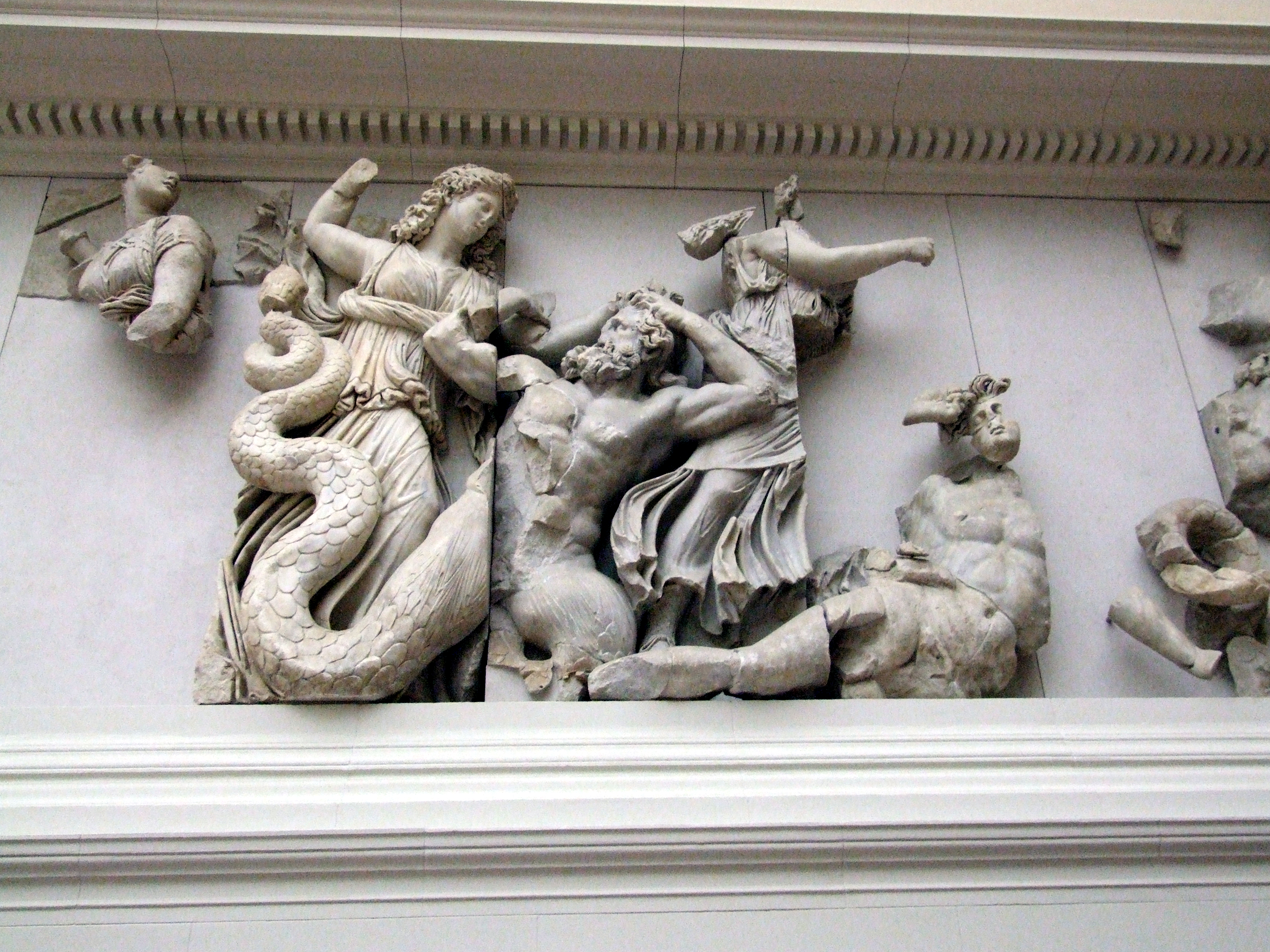
Die drei Moiren erschlagen mit Bronzekeulen Agrios und Thoas
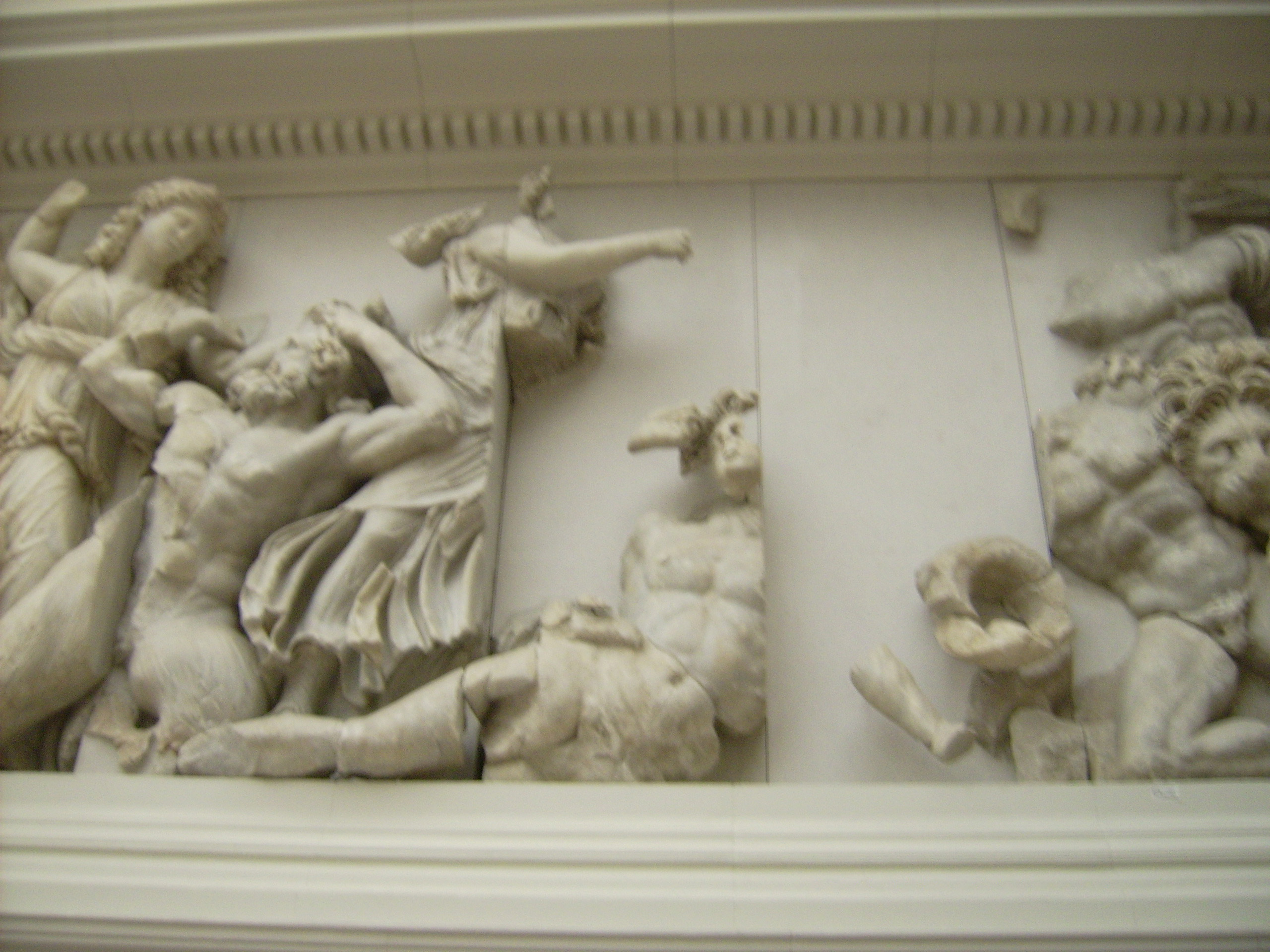
Moiren und Löwe
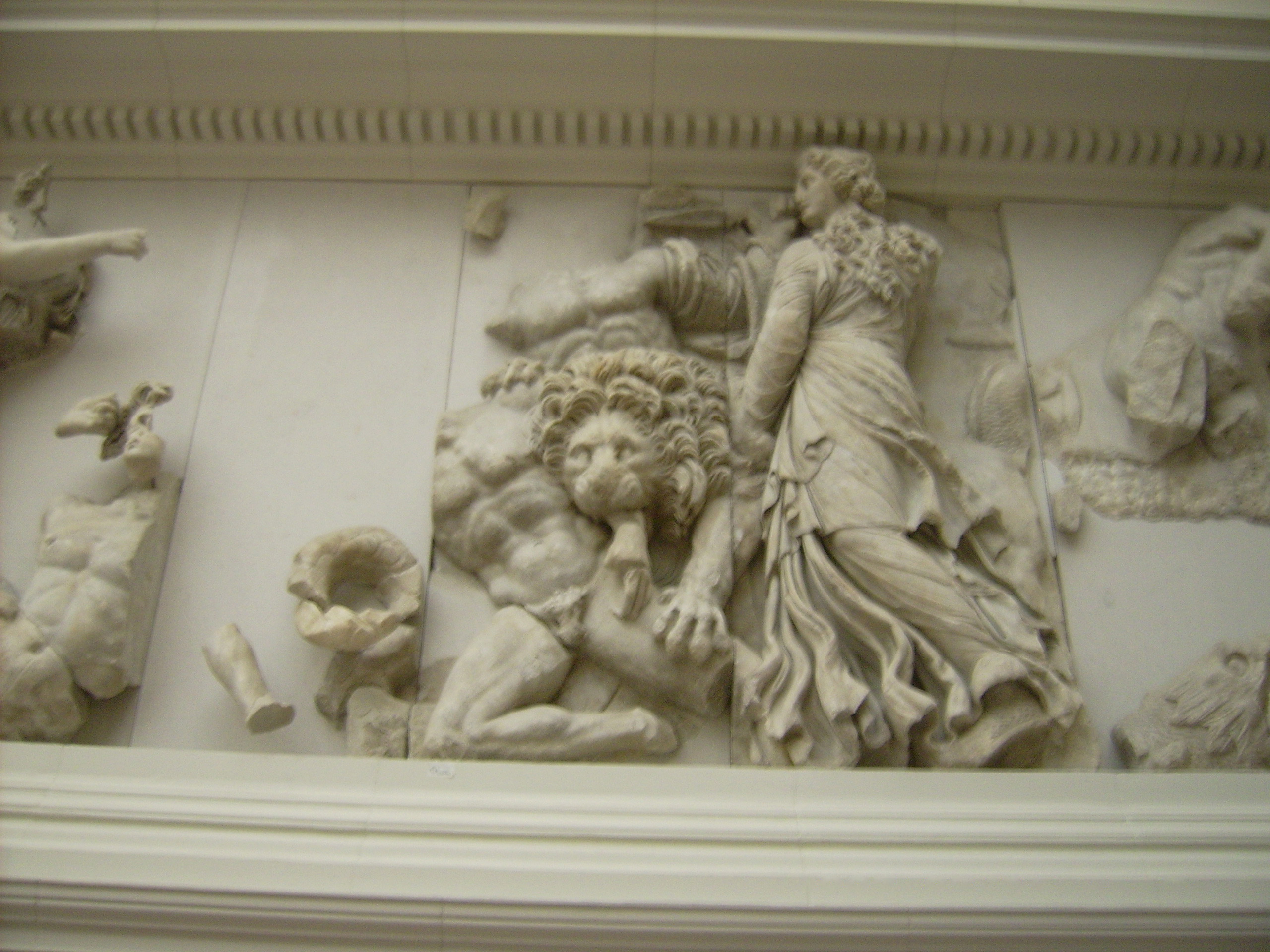
Keto mit Löwe
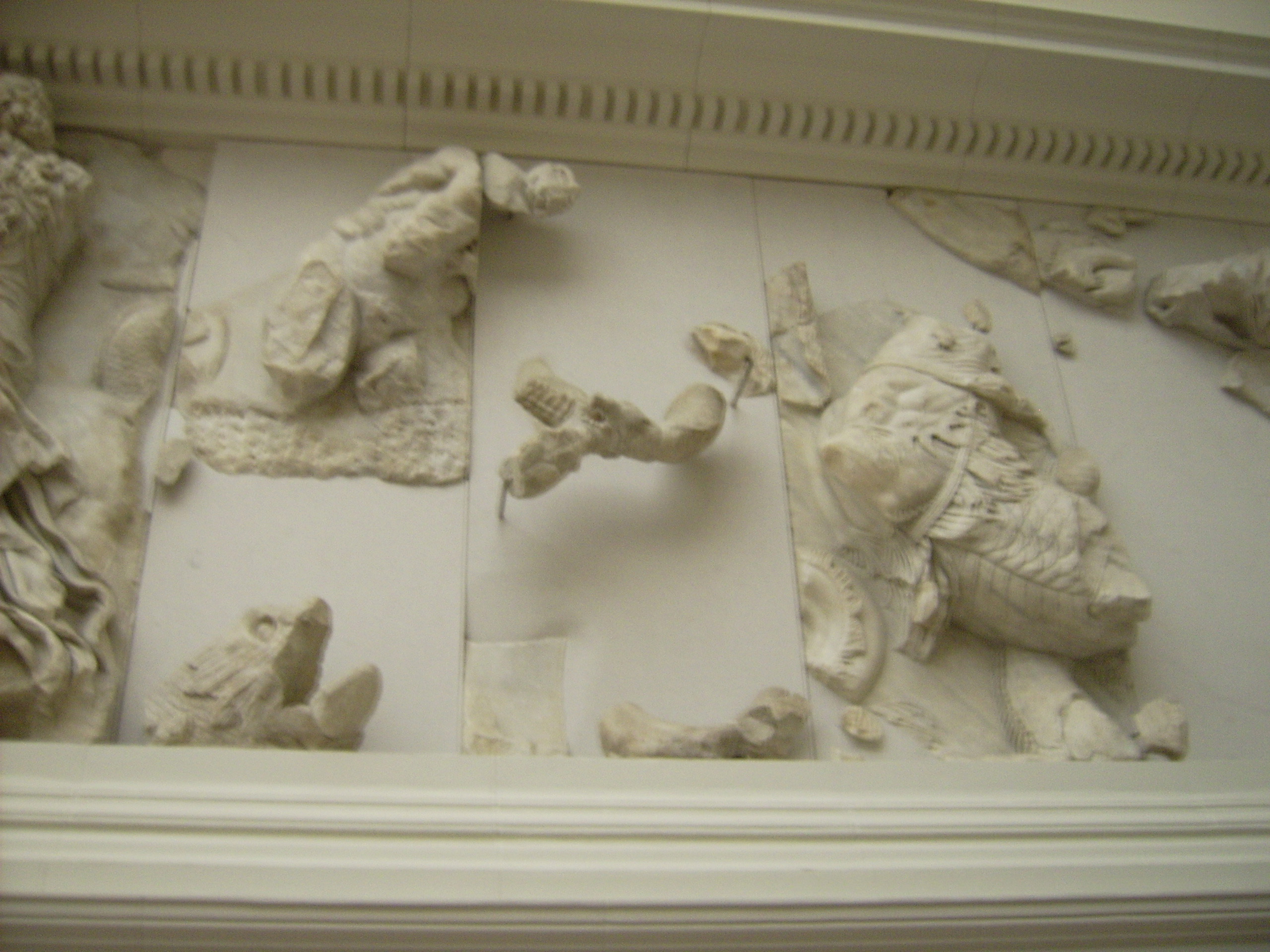
Seepferdgefährt des Poseidon

### Telephosfries
Da im Innenbereich des Altars nur ein begrenzter Platz zur Verfügung stand, wurde für den Telephosfries im Innenraum eine weniger tiefe Reliefierung gewählt als beim Gigantenfries. Auch war der Fries mit 1,58 Meter von geringerer Höhe und in seiner Anlage kleinteiliger. Von der ursprünglichen Bemalung des Fries sind keine nennenswerten Reste erhalten. Technisch hatte er einige Neuheiten der Entstehungszeit zu bieten. Die Figuren wurden in der Tiefe gestaffelt, architektonische Elemente deuten Handlungen in geschlossenen Räumen an und die Landschaftsdarstellungen wirken idyllisch. Diese neue Darstellungsweise der Raumverhältnisse sollte für den Späthellenismus und die römische Zeit prägend sein.
Nach der Restaurierung Mitte der 1990er Jahre wurde festgestellt, dass die bislang angenommene chronologische Aufstellung nicht in allen Fällen richtig war. Deshalb wurden die Platten neu angeordnet. Die Nummerierung der 51 im Pergamonmuseum befindlichen Reliefplatten wurde jedoch nach altem Muster beibehalten. Die Neusortierung ergab beispielsweise, dass die bislang angenommene erste Platte nun hinter Platte 31 angeordnet wurde. Nicht alle Platten sind erhalten, so dass es einige Lücken in der Darstellung der Geschichte gibt.
Der Fries erzählt in chronologischer Reihenfolge die auch aus schriftlichen Quellen überlieferte Geschichte des Telephos, eines Heroen der griechischen Mythologie.

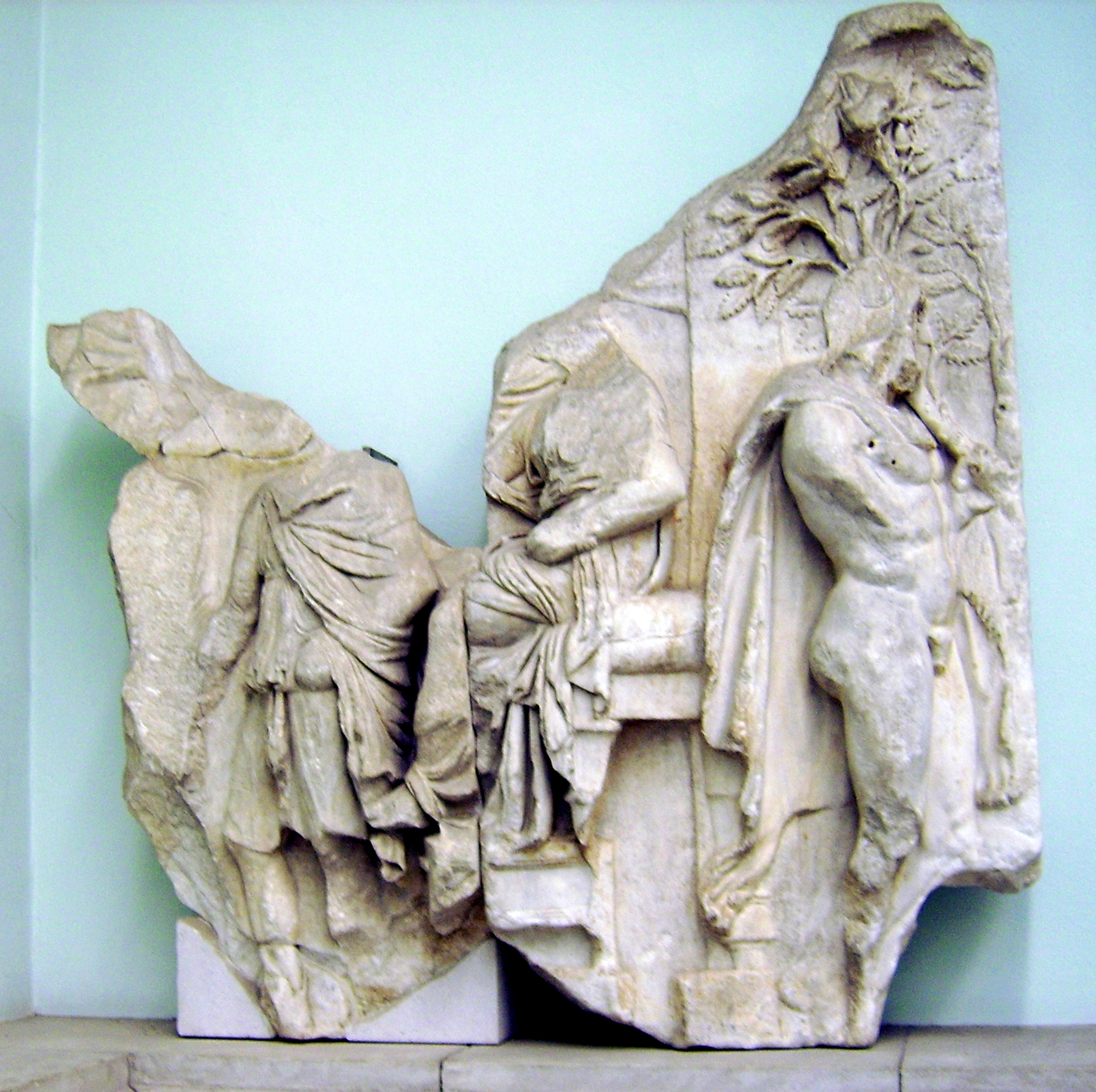
Platten 2 und 3 – 2: Am Hof von König Aleos; 3: Herakles erblickt dessen Tochter Auge im Tempel
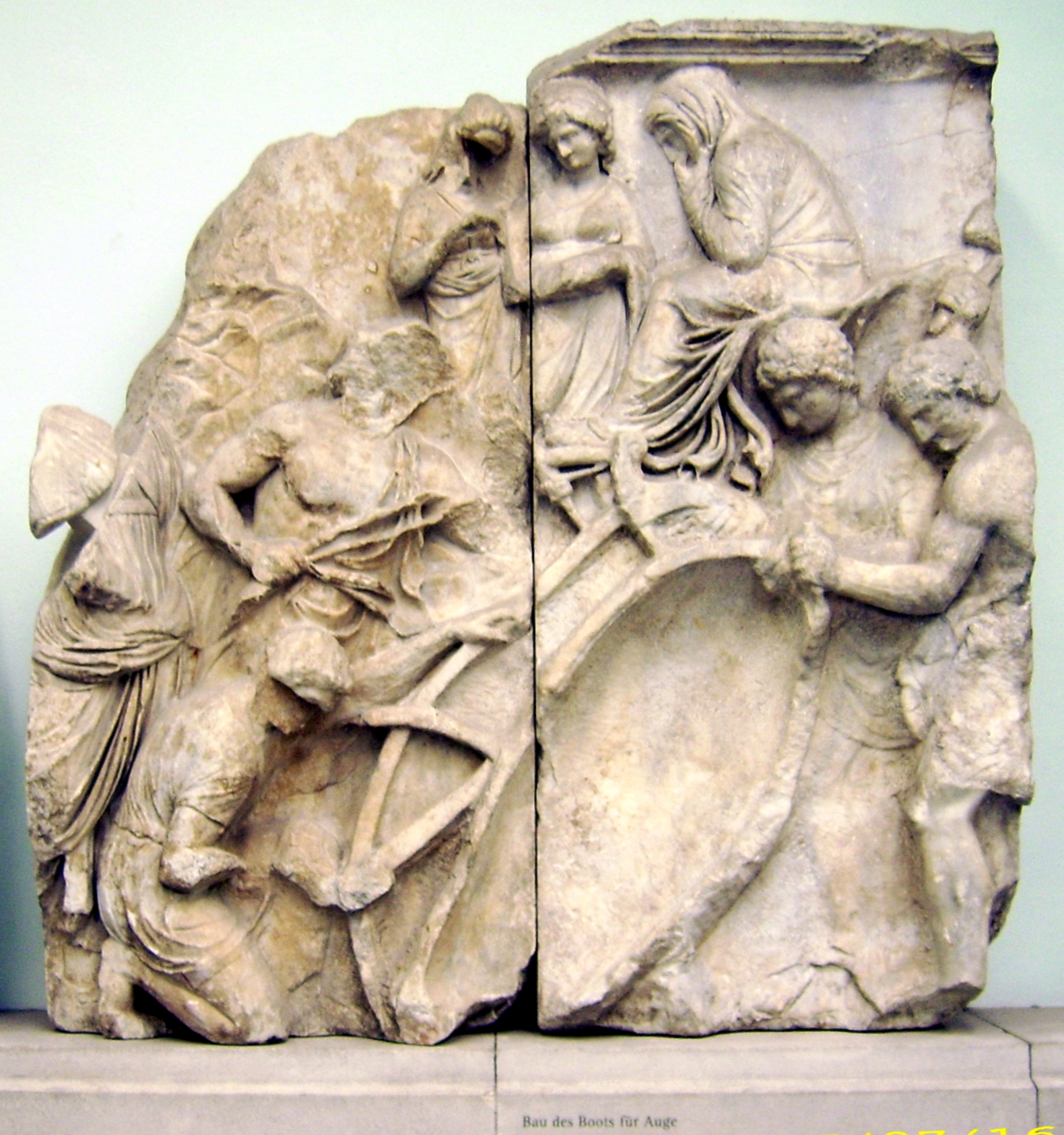
Platten 4–6 – 4: Telephos in der Wildnis ausgesetzt; 5 und 6: Zimmerleute bauen ein Boot, in dem Auge ausgesetzt werden soll
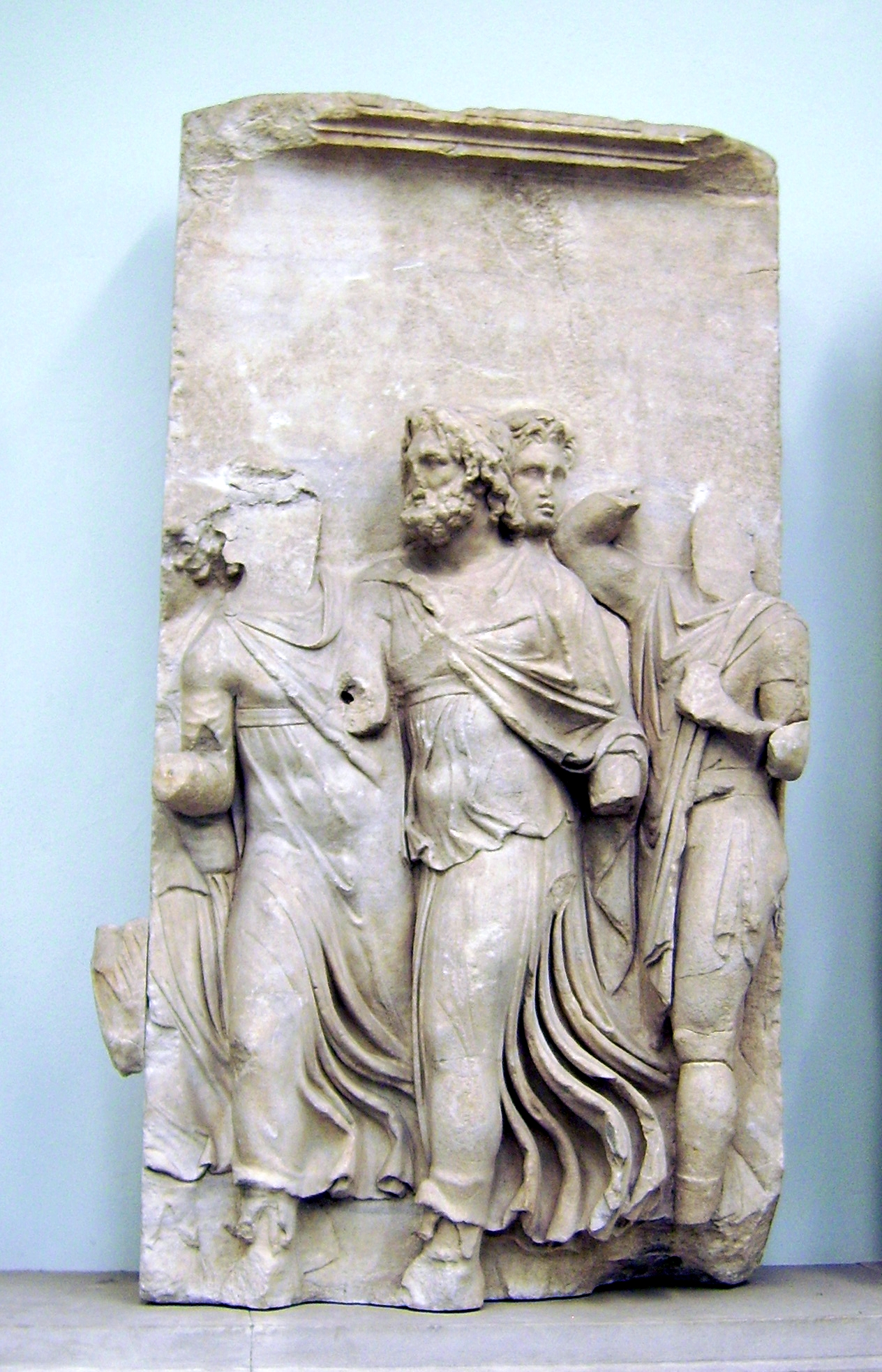
Platte 10 – König Teuthras findet Auge am Strand
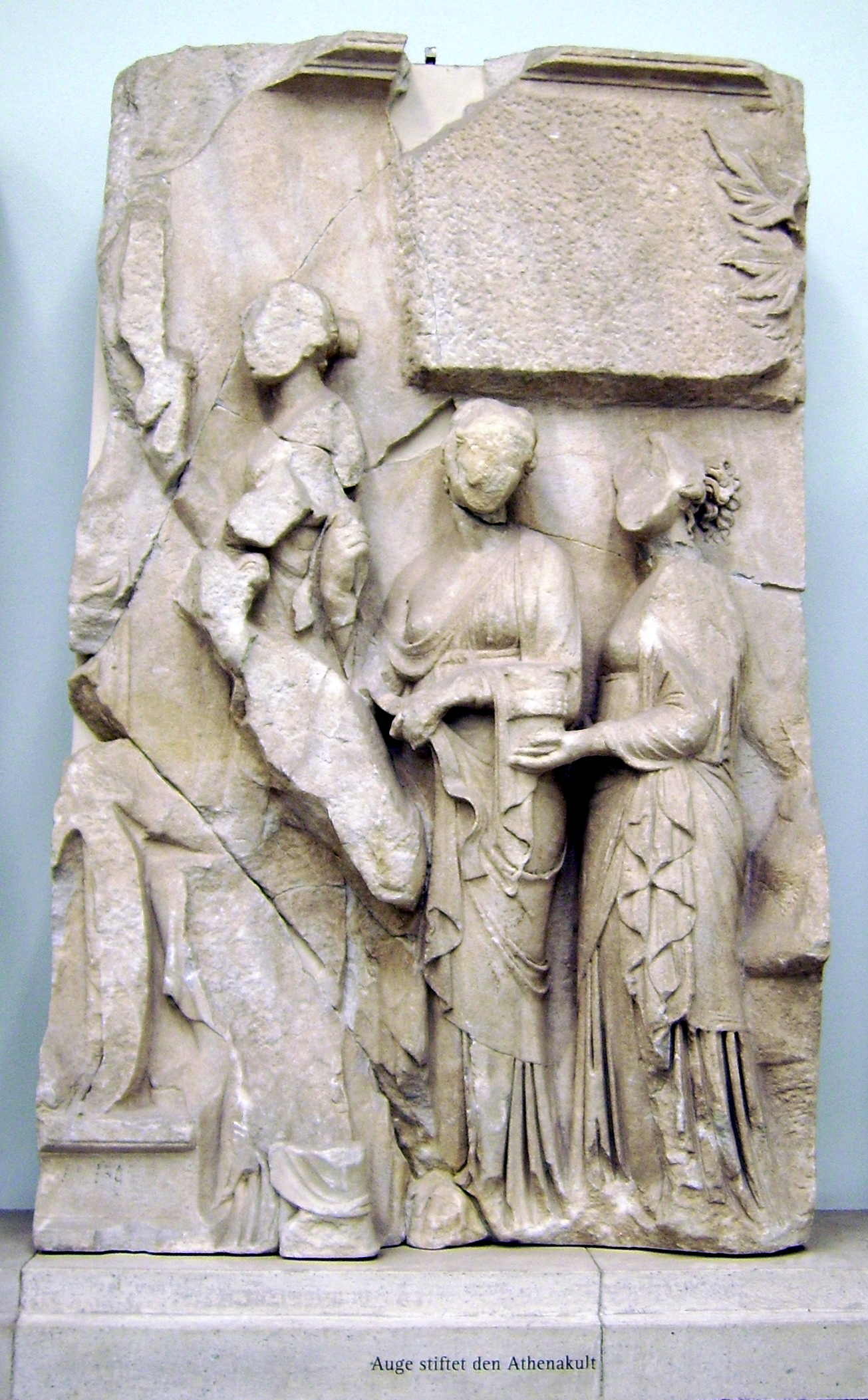
Platte 11 – Auge begründet einen Athenekult
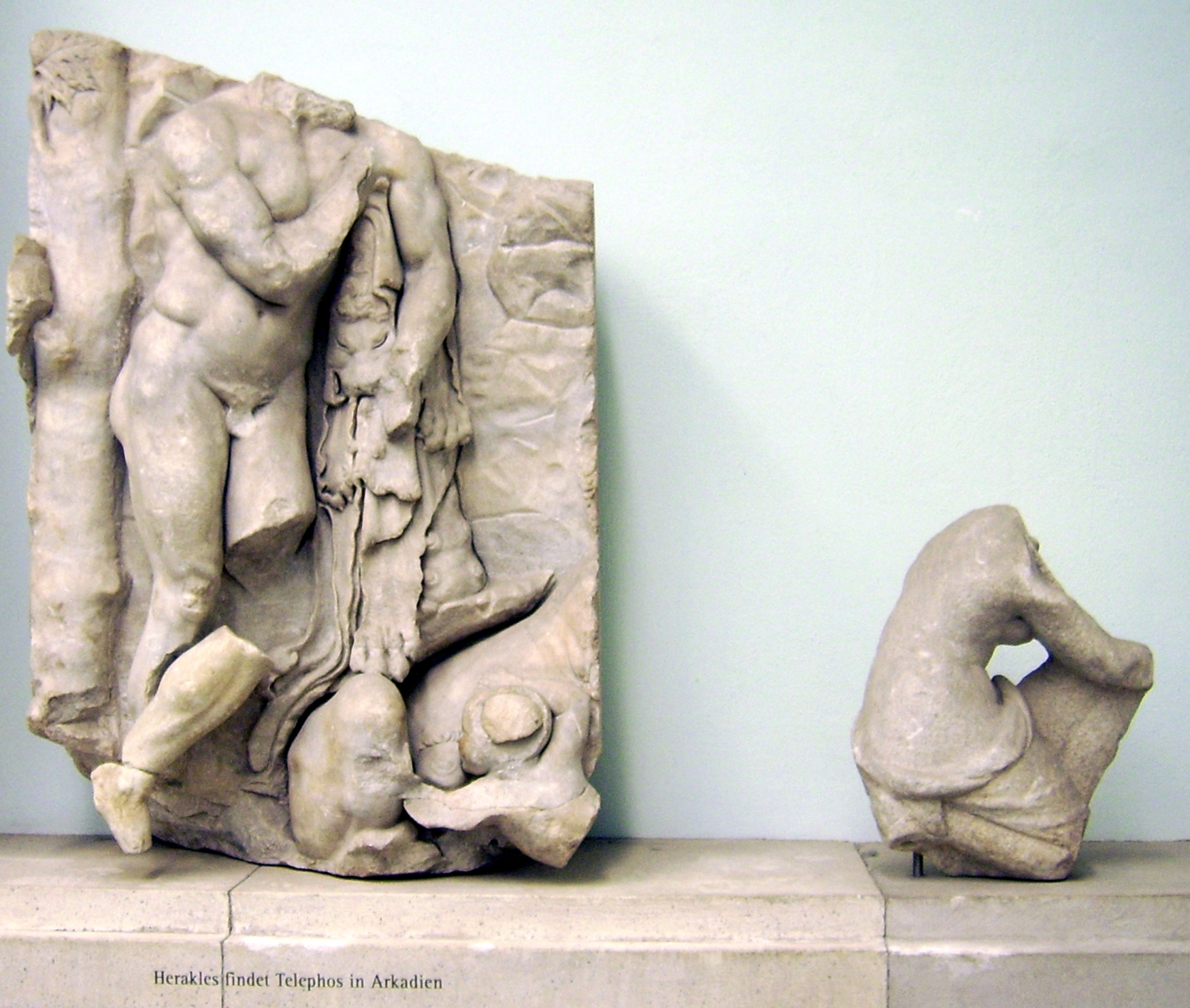
Platte 12 und 7 – Herakles erkennt seinen Sohn Telephos, der danach (Platte 7 & 8) von Nymphen gewaschen wird
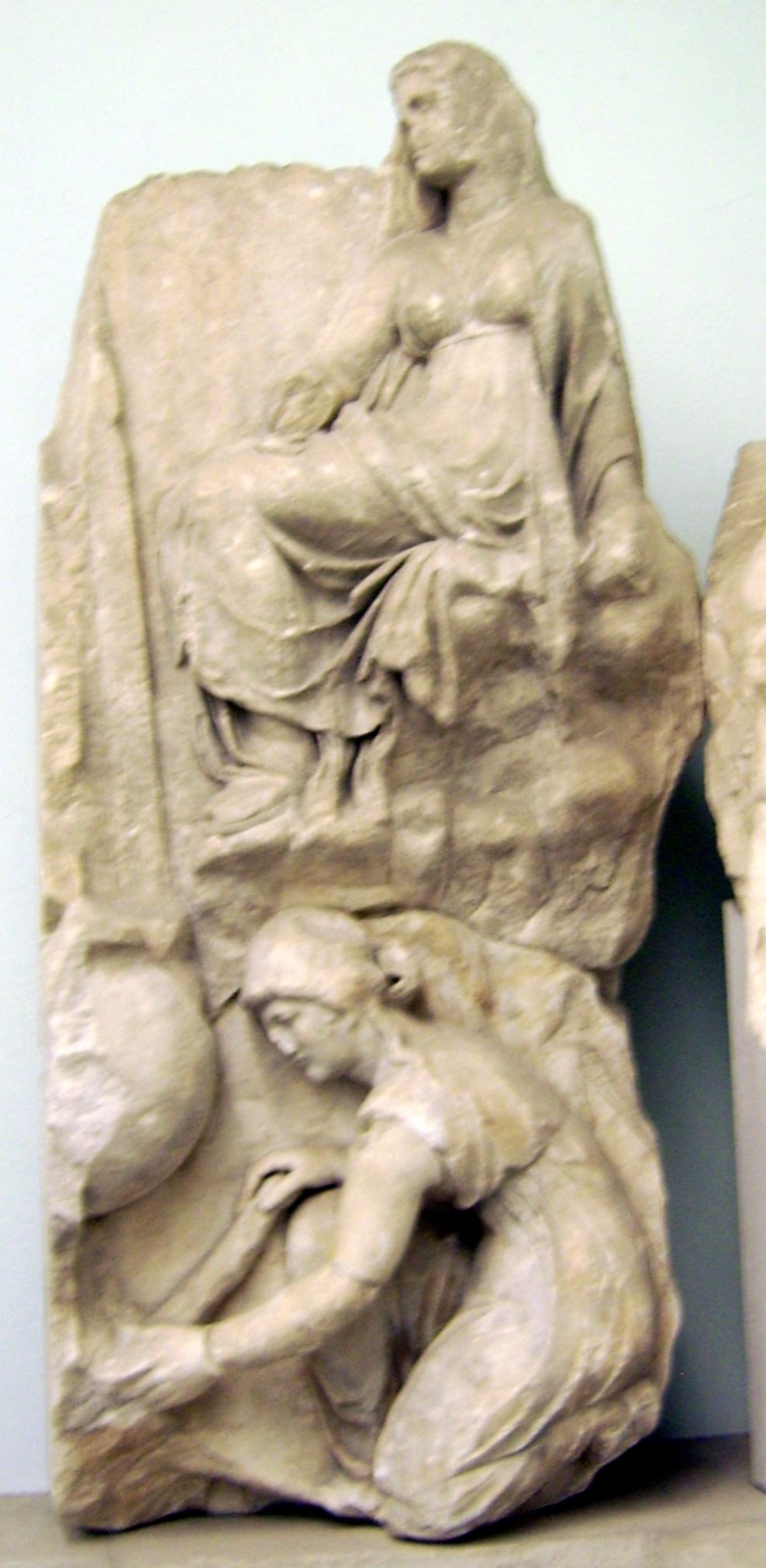
Platte 8
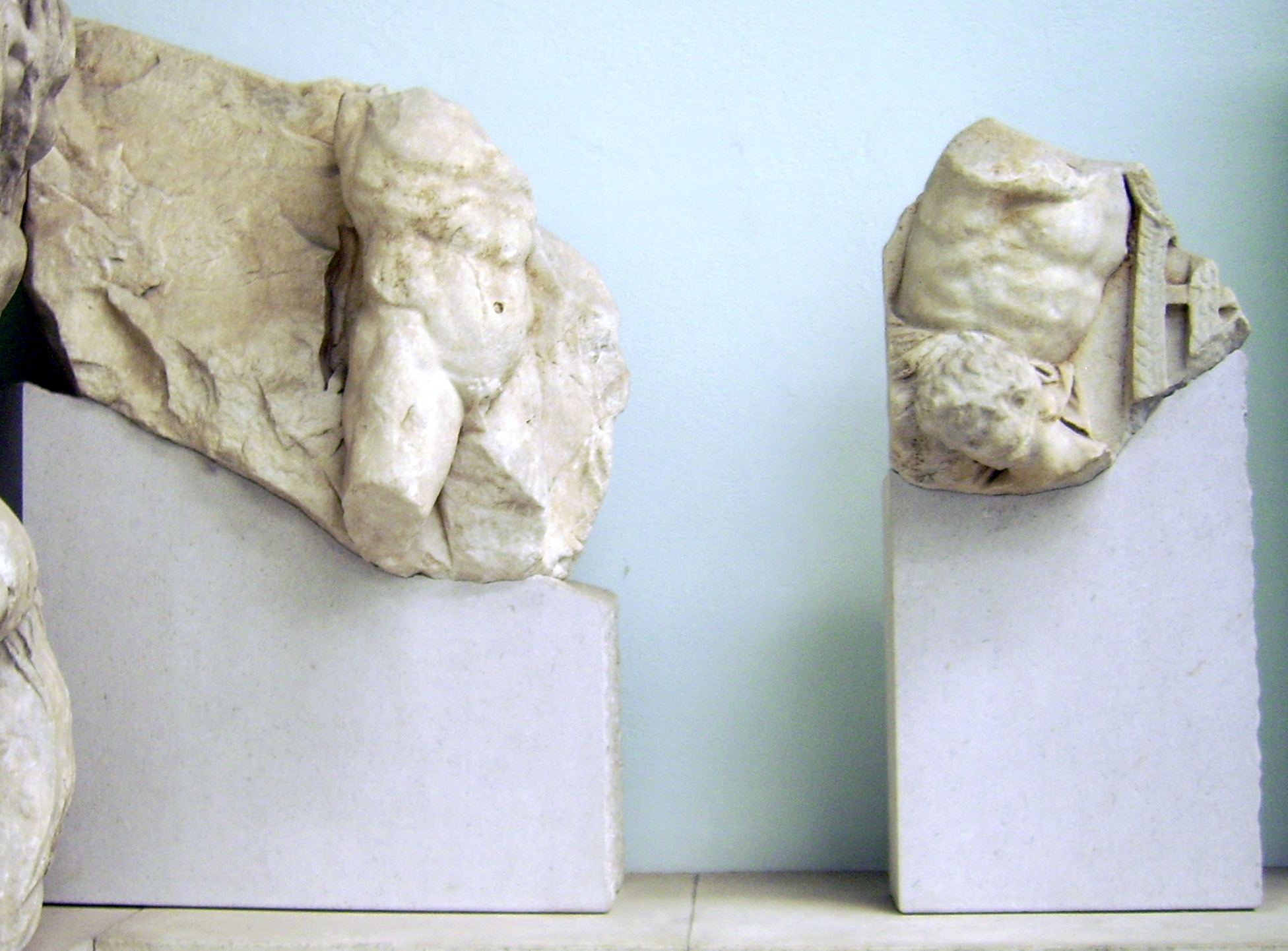
Platte 9 und 13: Jugend des Telephos; 13 (bis 14): Telephos segelt nach Mysien
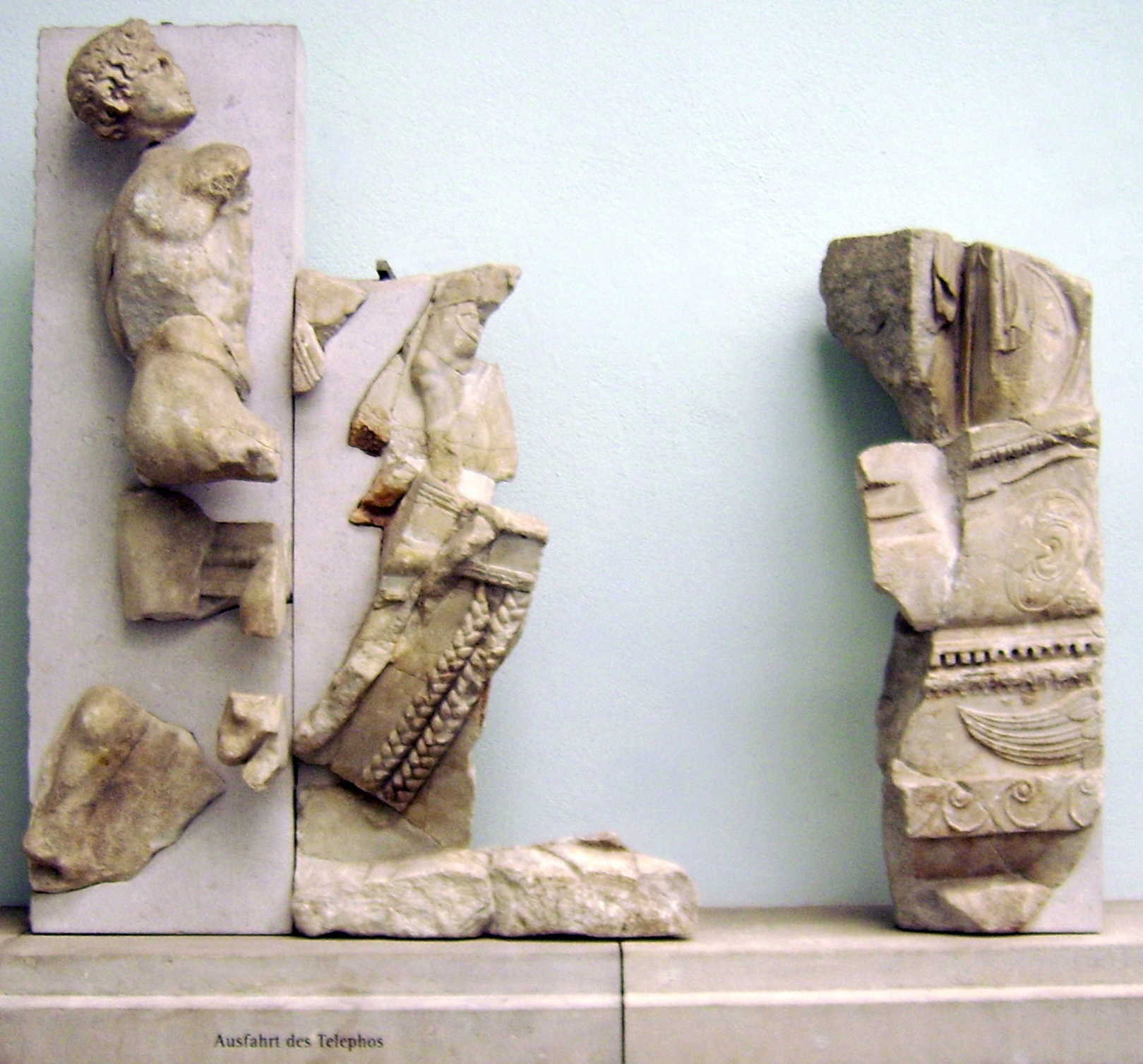
Platte 32, 33 und 14
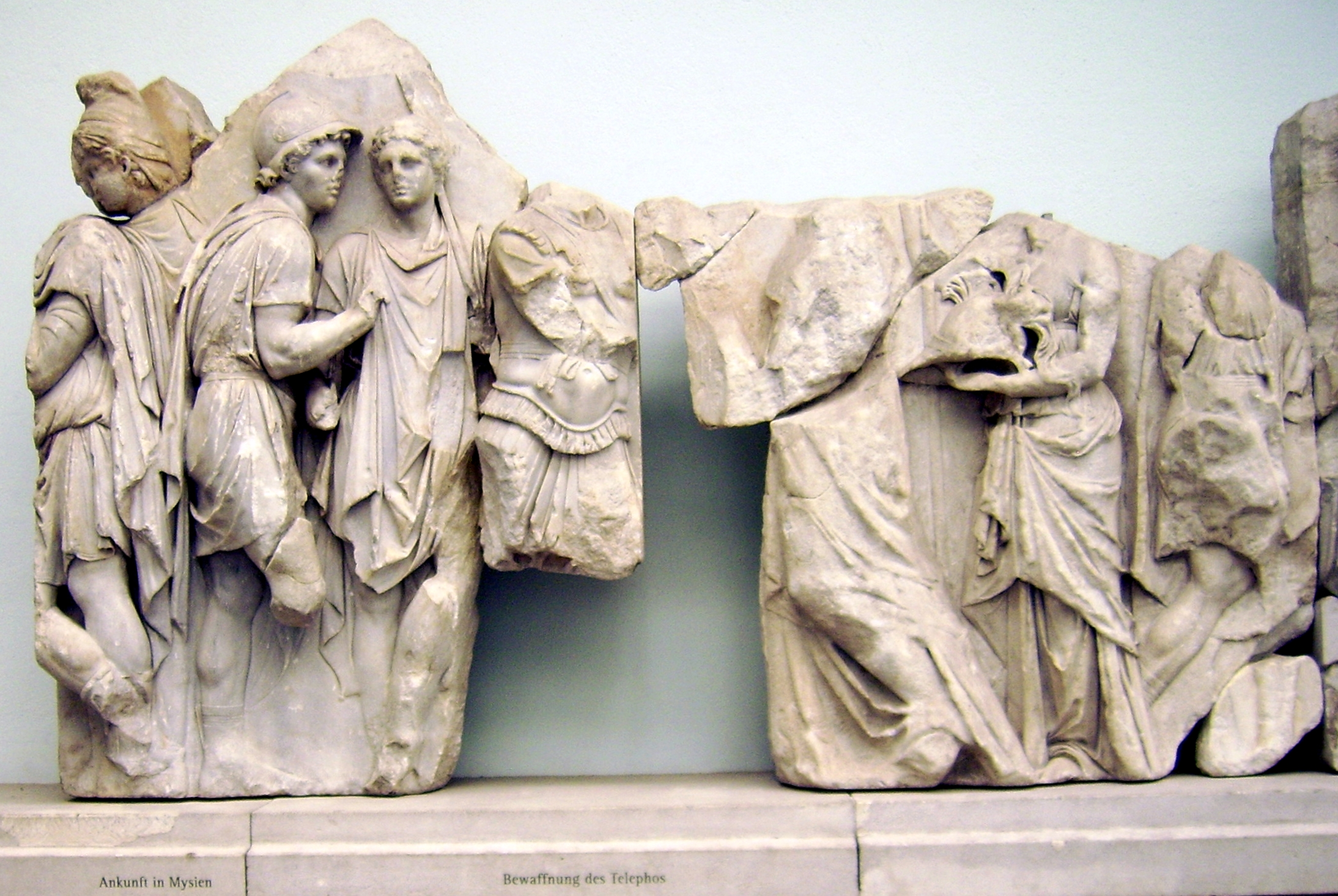
Platte 16 und 17: Telephos bekommt Waffen von Auge
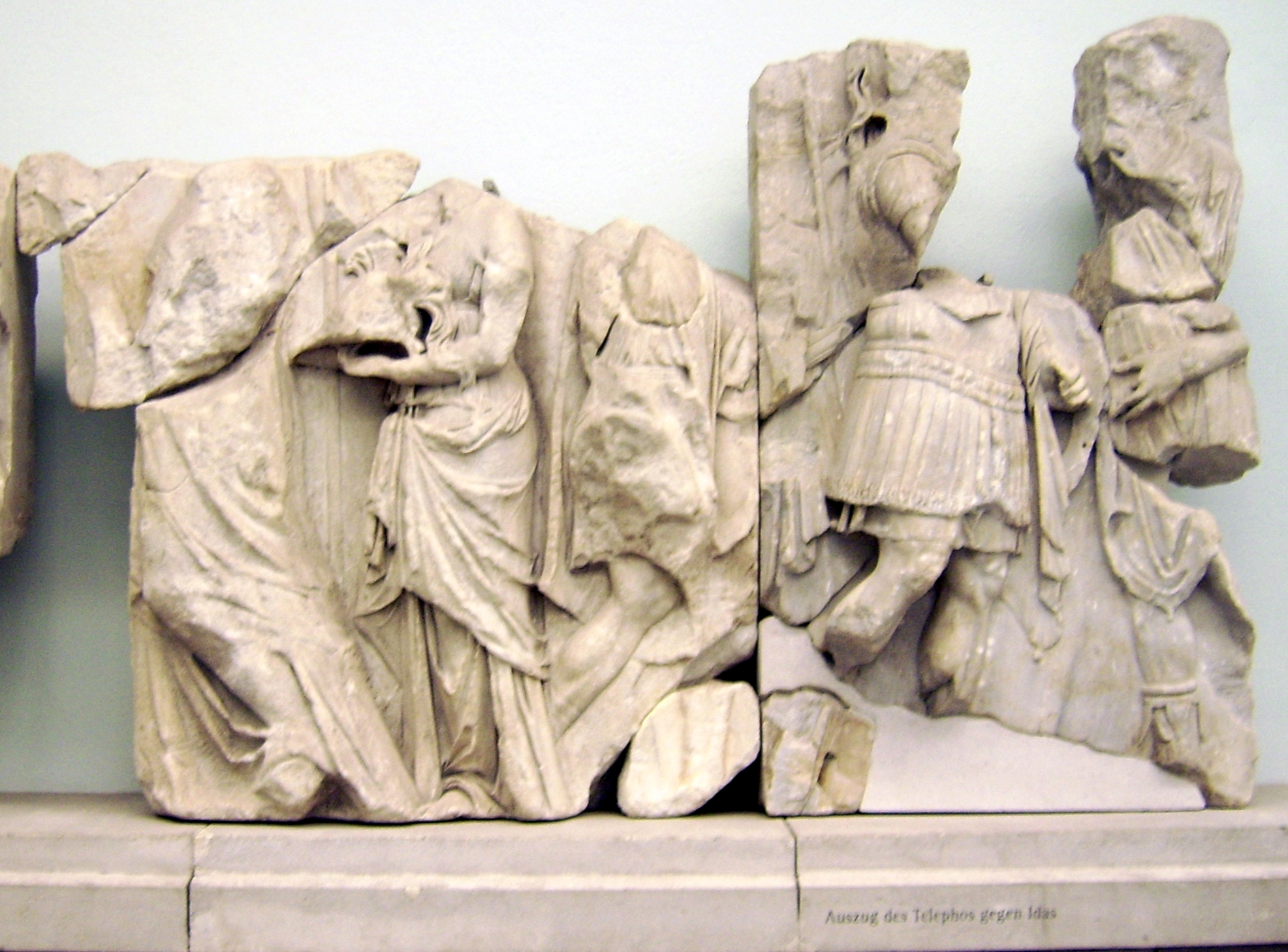
Platten 17 und 18 – 18: Telephos zieht gegen Idas in den Kampf
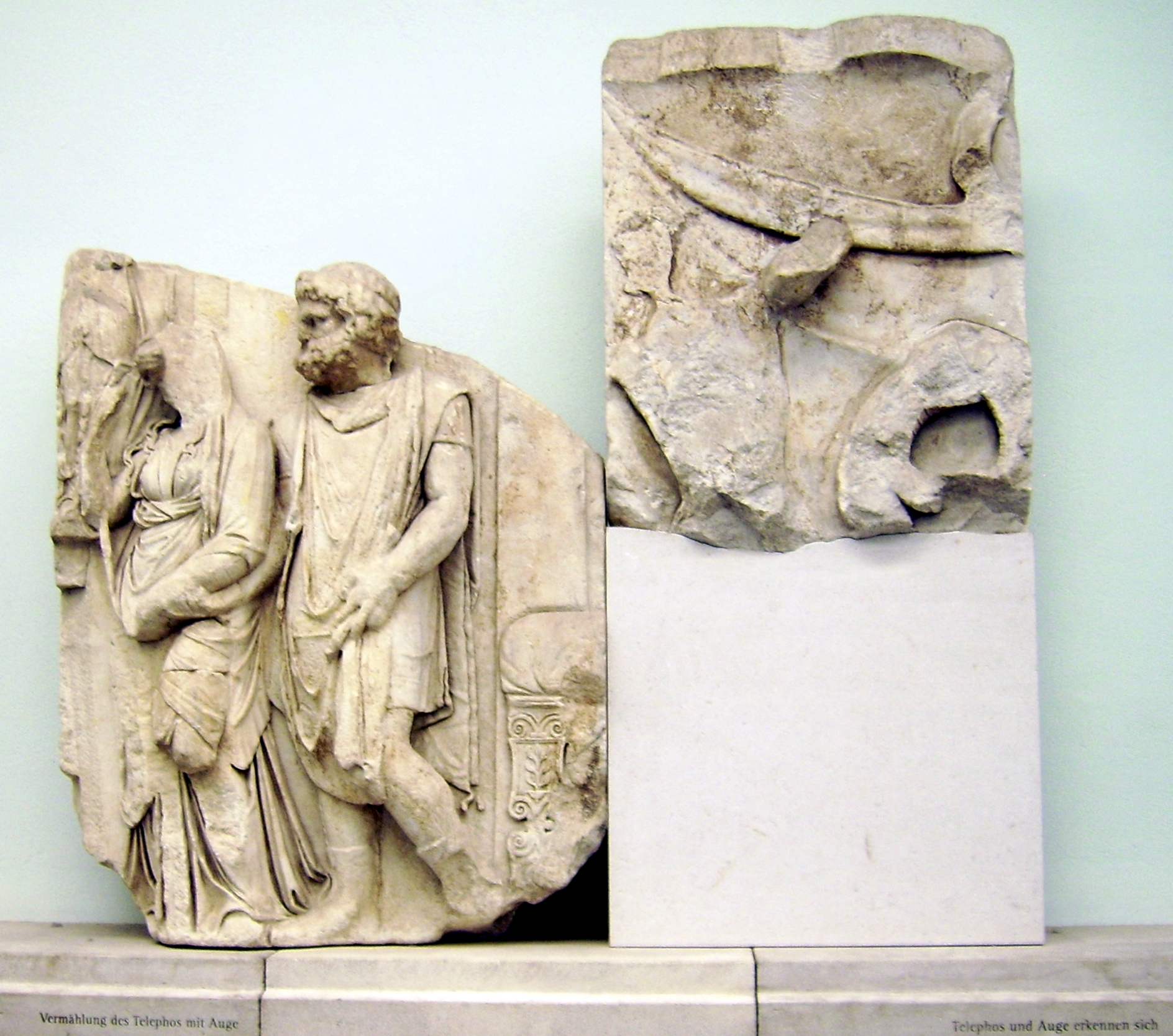
Platten 20 und 21 – 20: Teuthras gibt Auge dem Telephos zur Frau; 21: Hochzeitsnacht
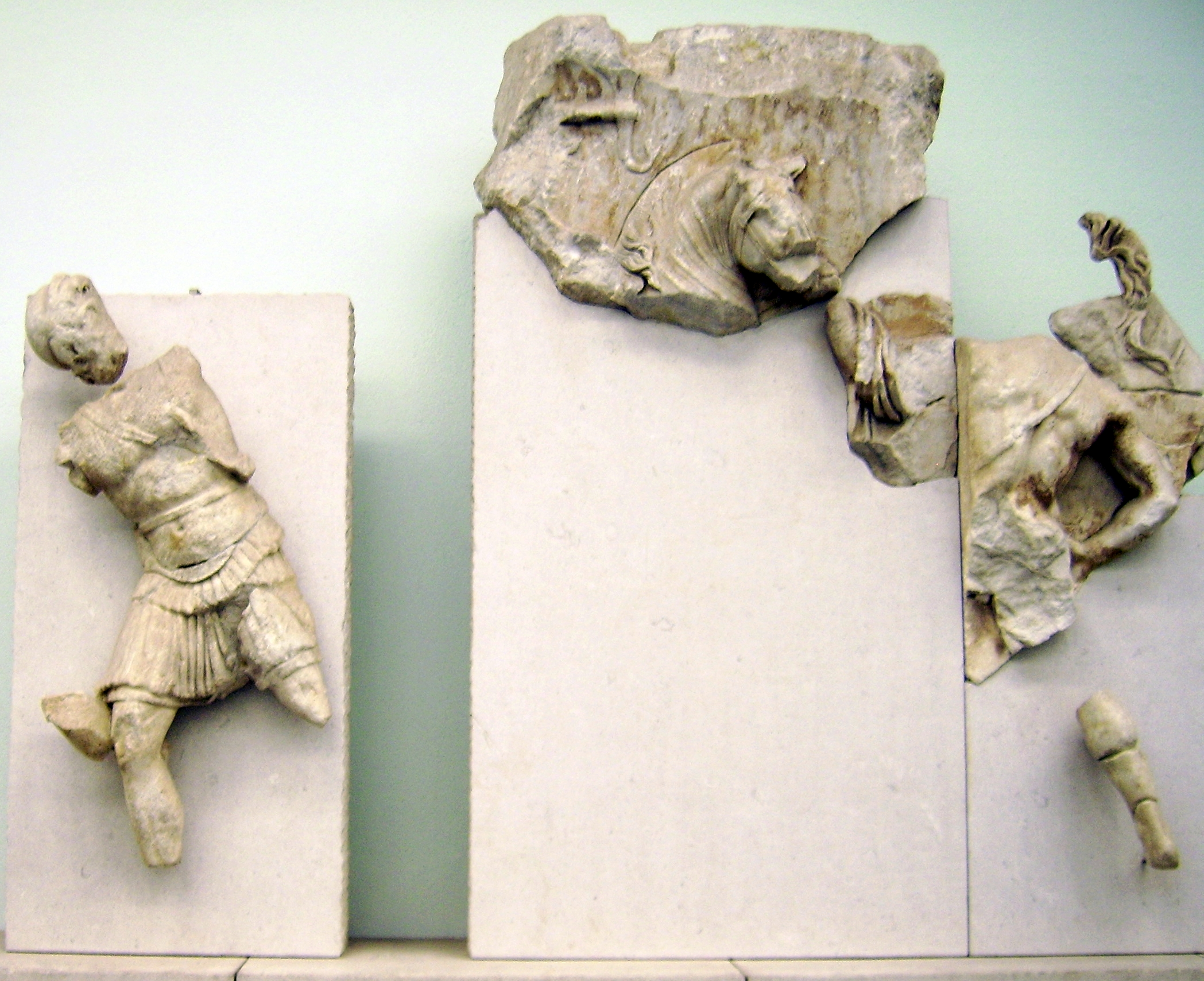
Platten 22–24: Nireus tötet die Amazone Hiera
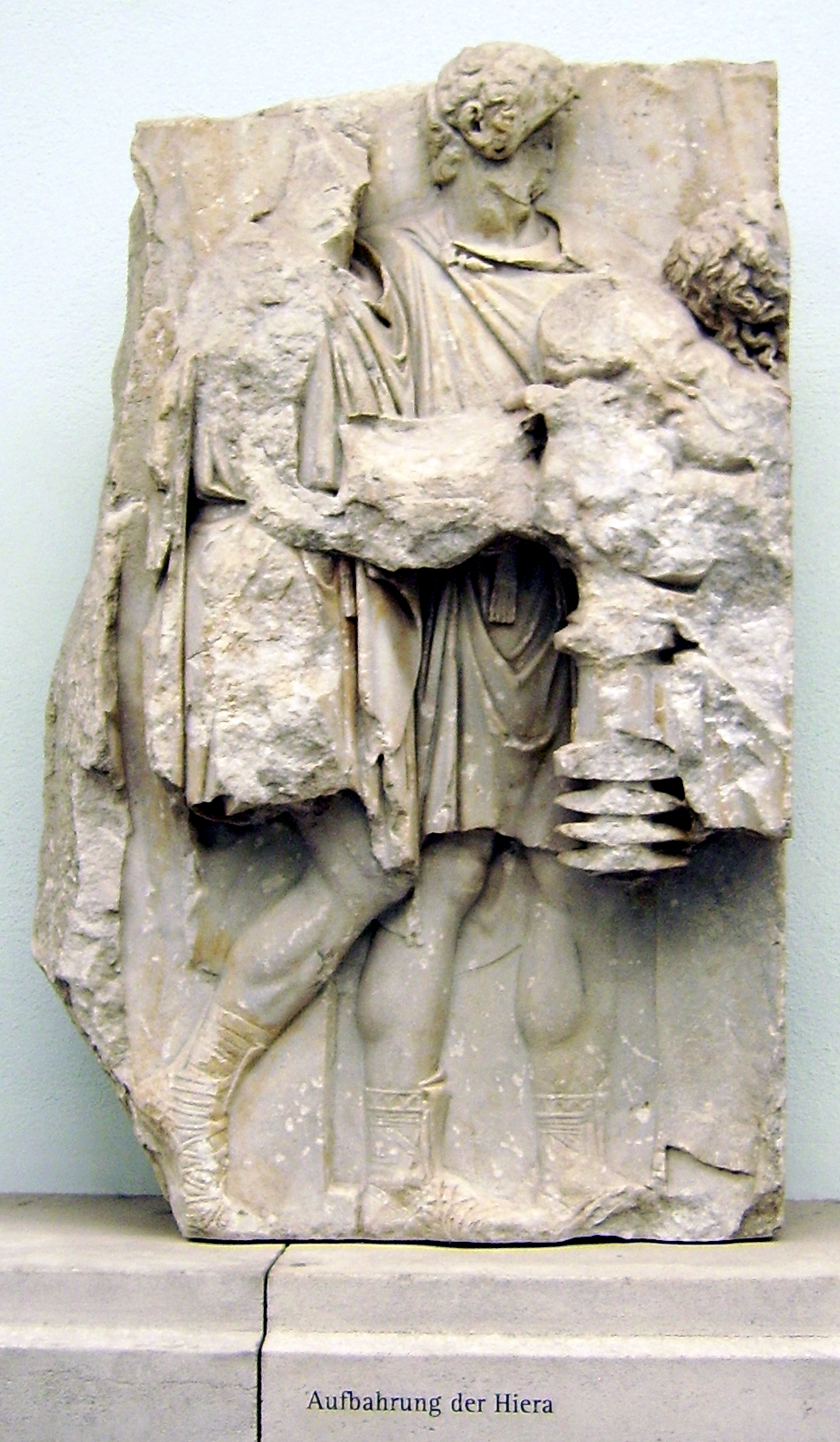
Platte 51: Für das feierliche Begräbnis der Amazone werden die Kämpfe unterbrochen
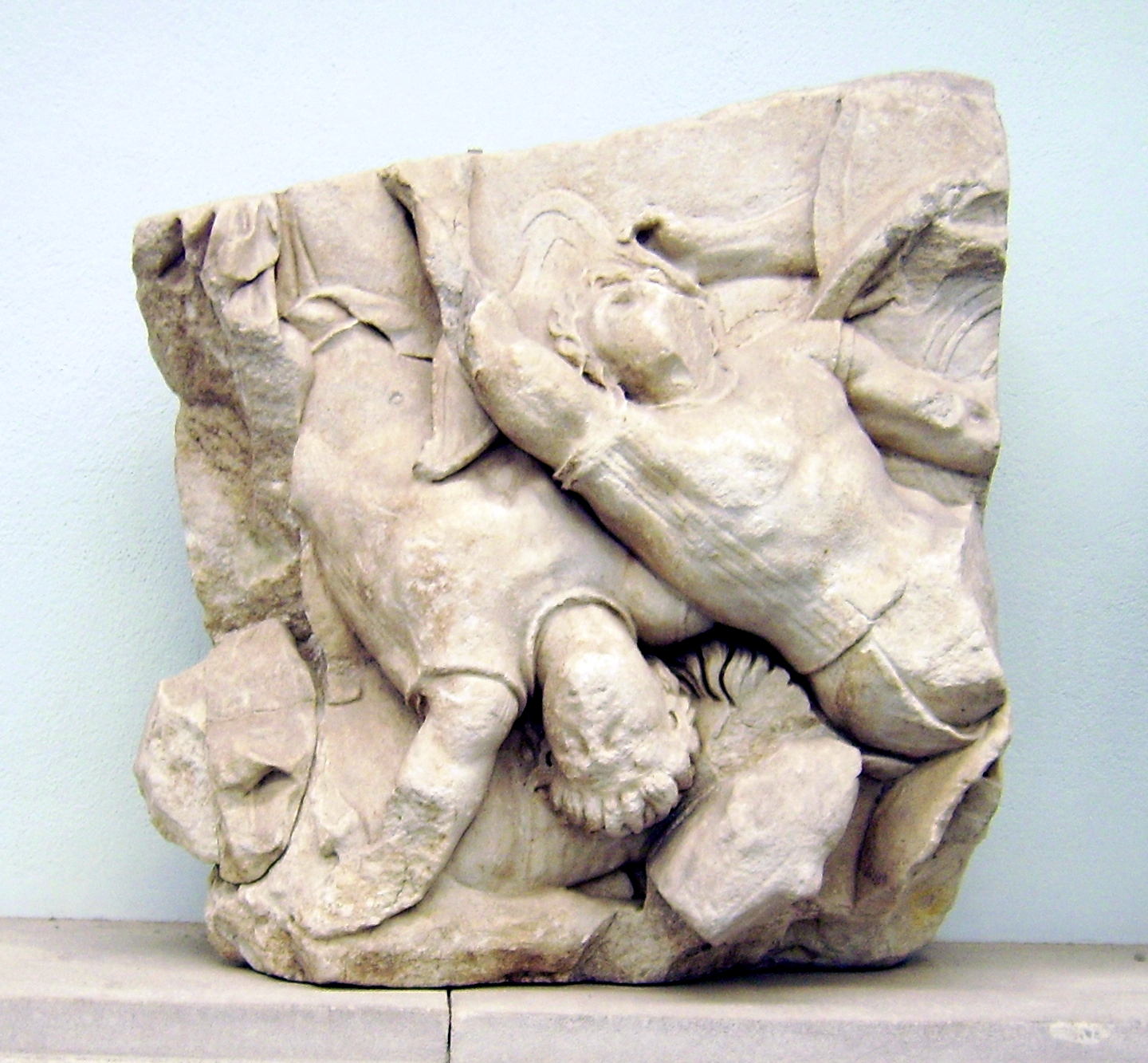
Platte 25: Aias tötet Heloros und Aktaios
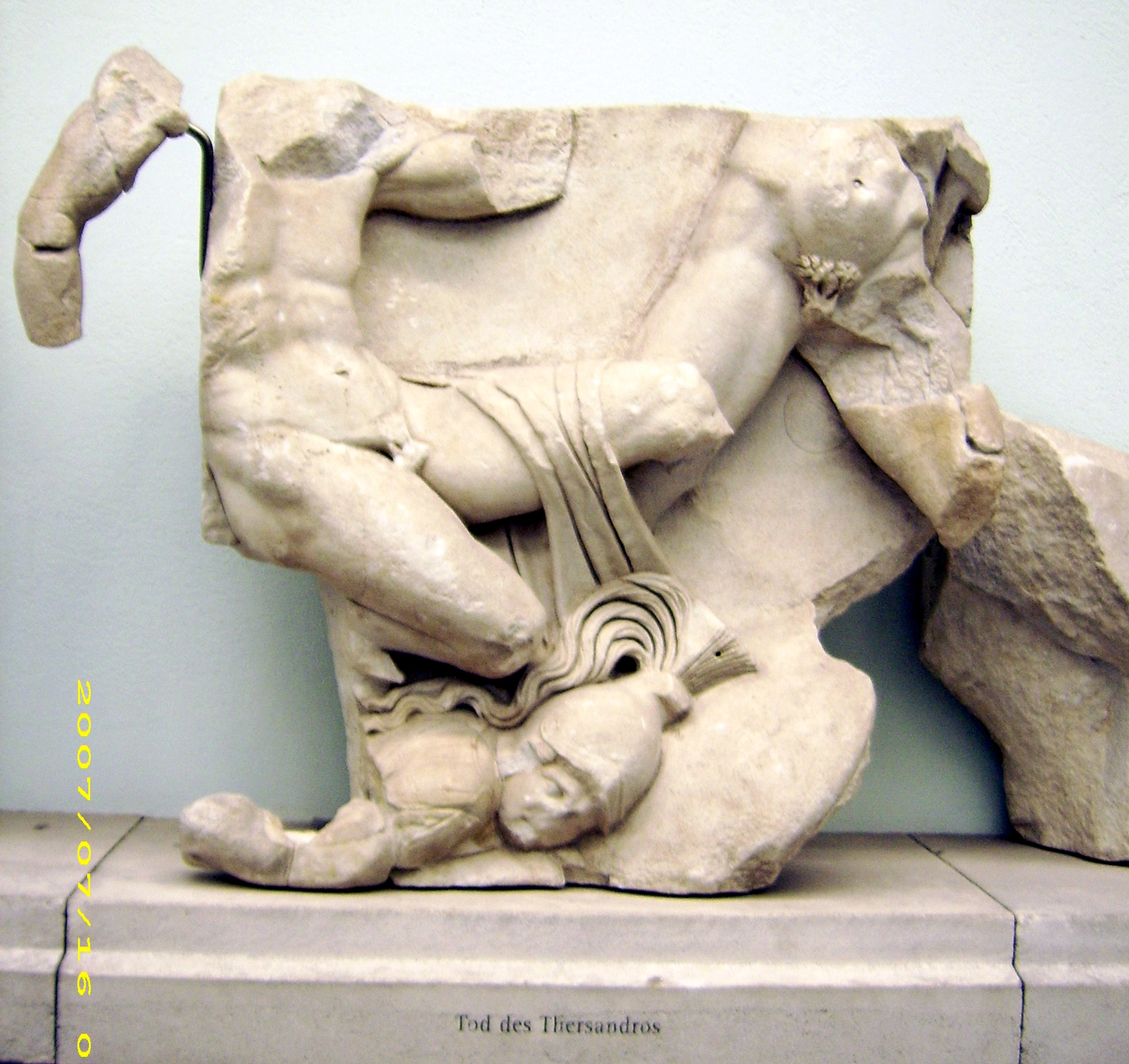
Platte 28: Schlacht am Kaïkos
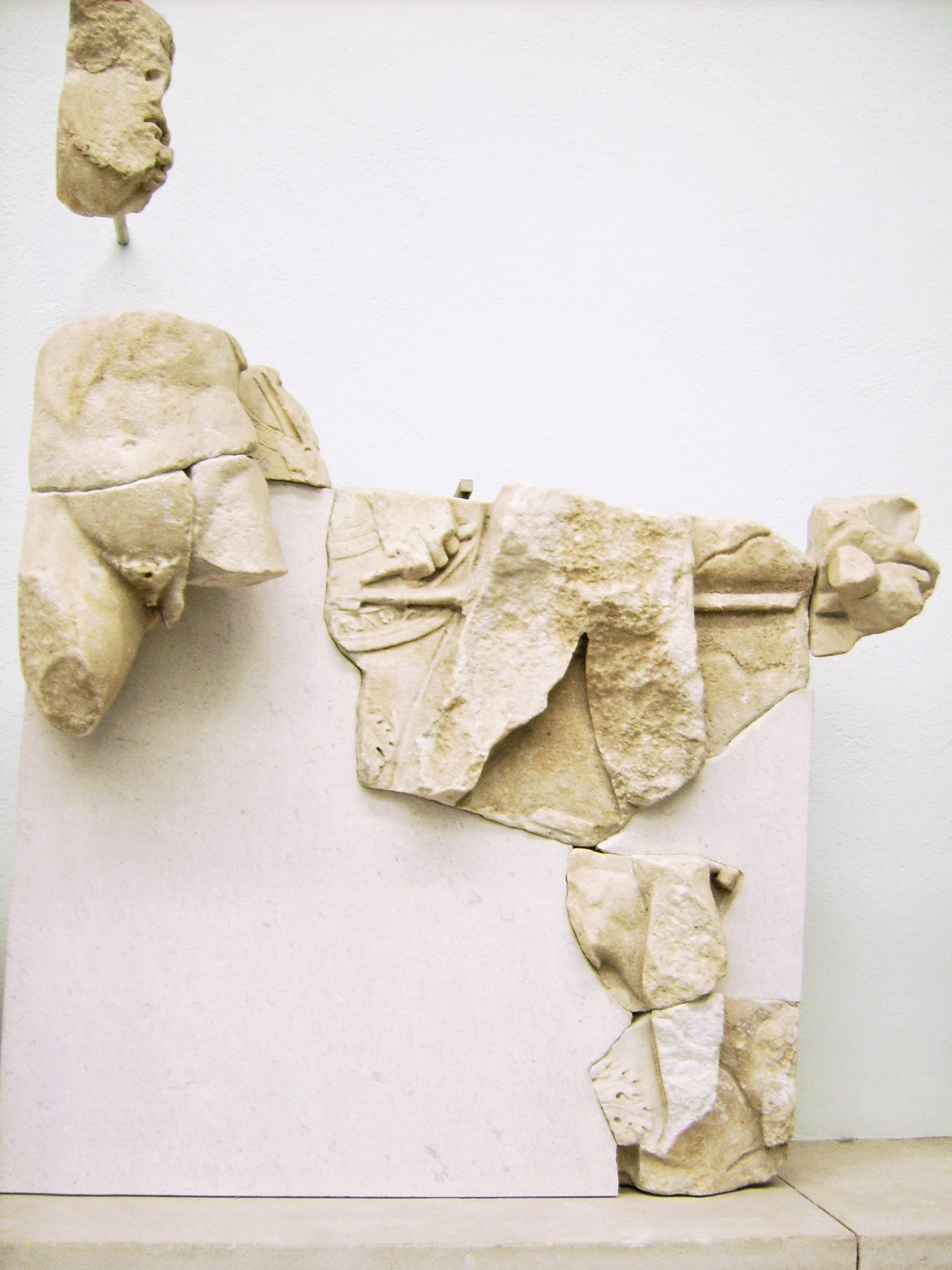
Platte 30 (und 31): Achilleus verletzt Telephos mit Hilfe des Dionysos
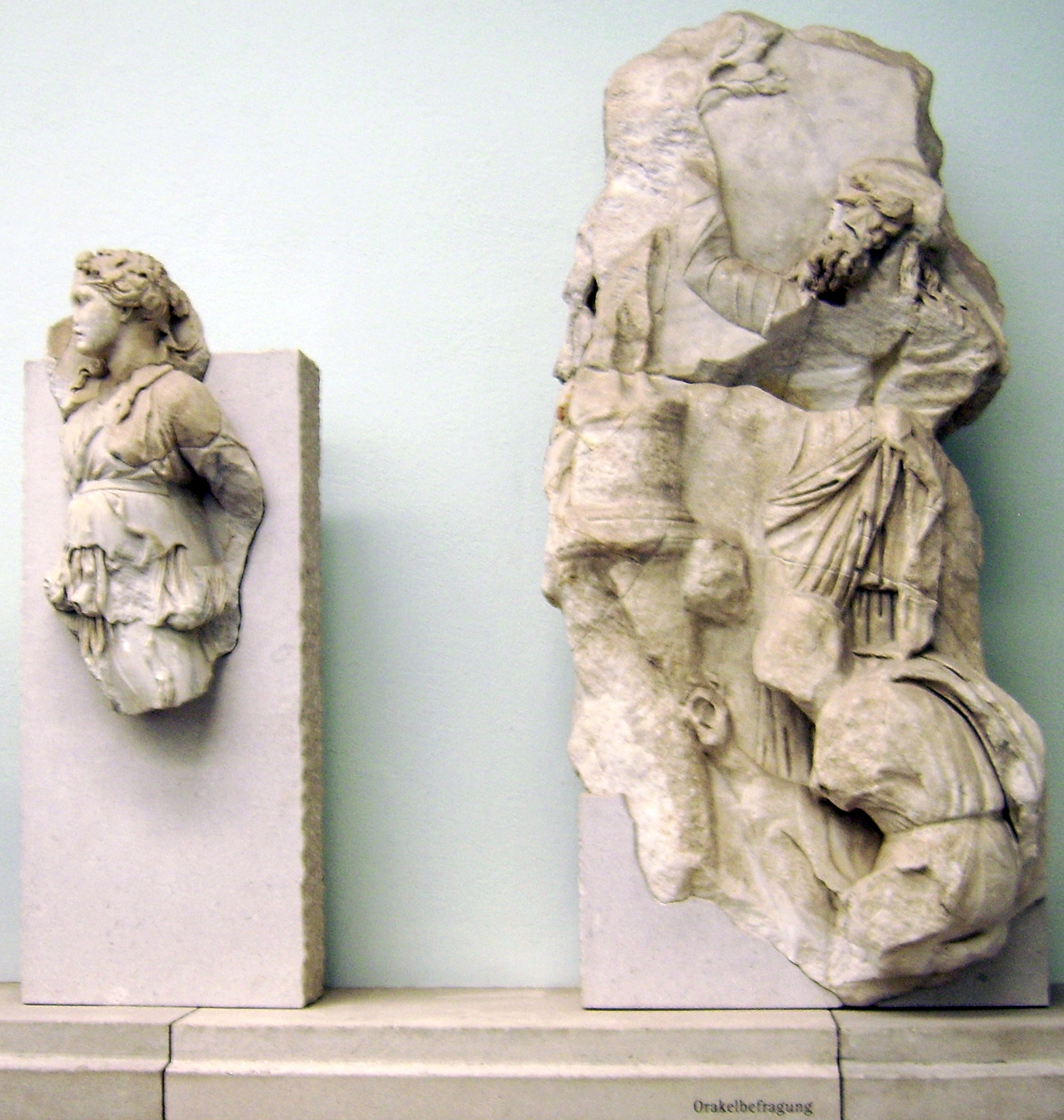
Platten 31 und 1 – 1: Telephos befragt das Orakel
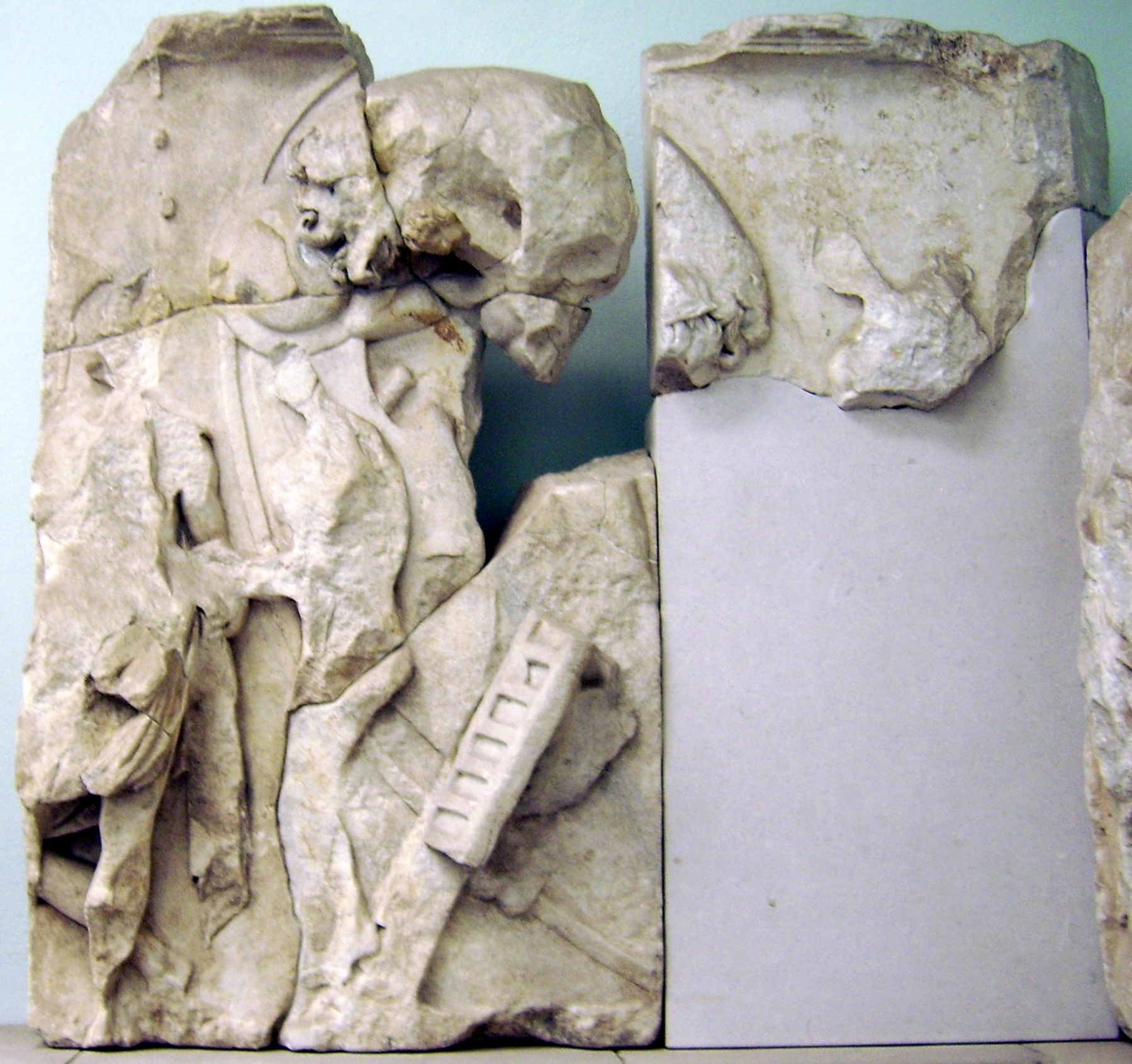
Platten 34 und 35: Telephos landet in Argos
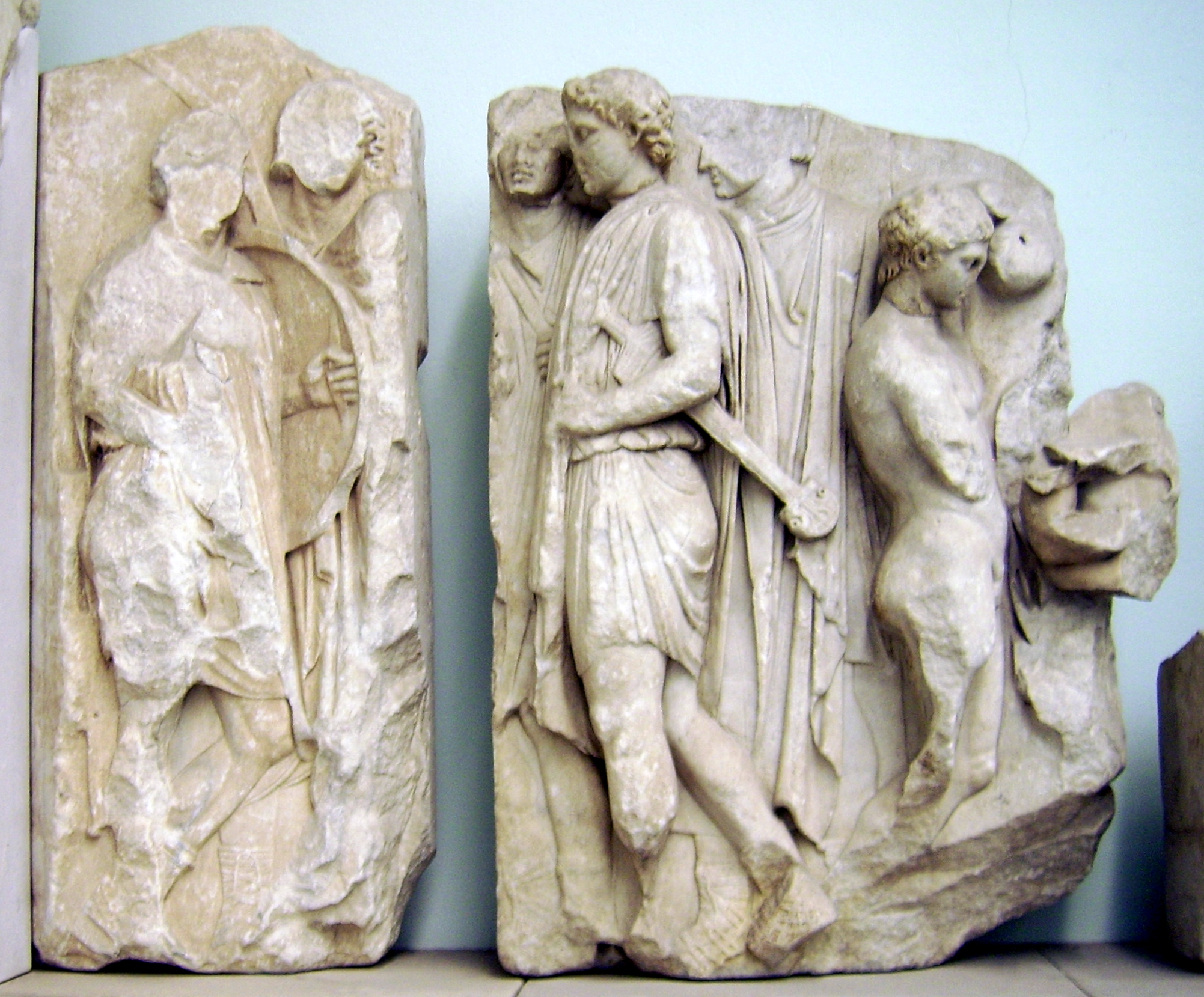
Platten 36 und 38: die Argiver begrüßen Telephos
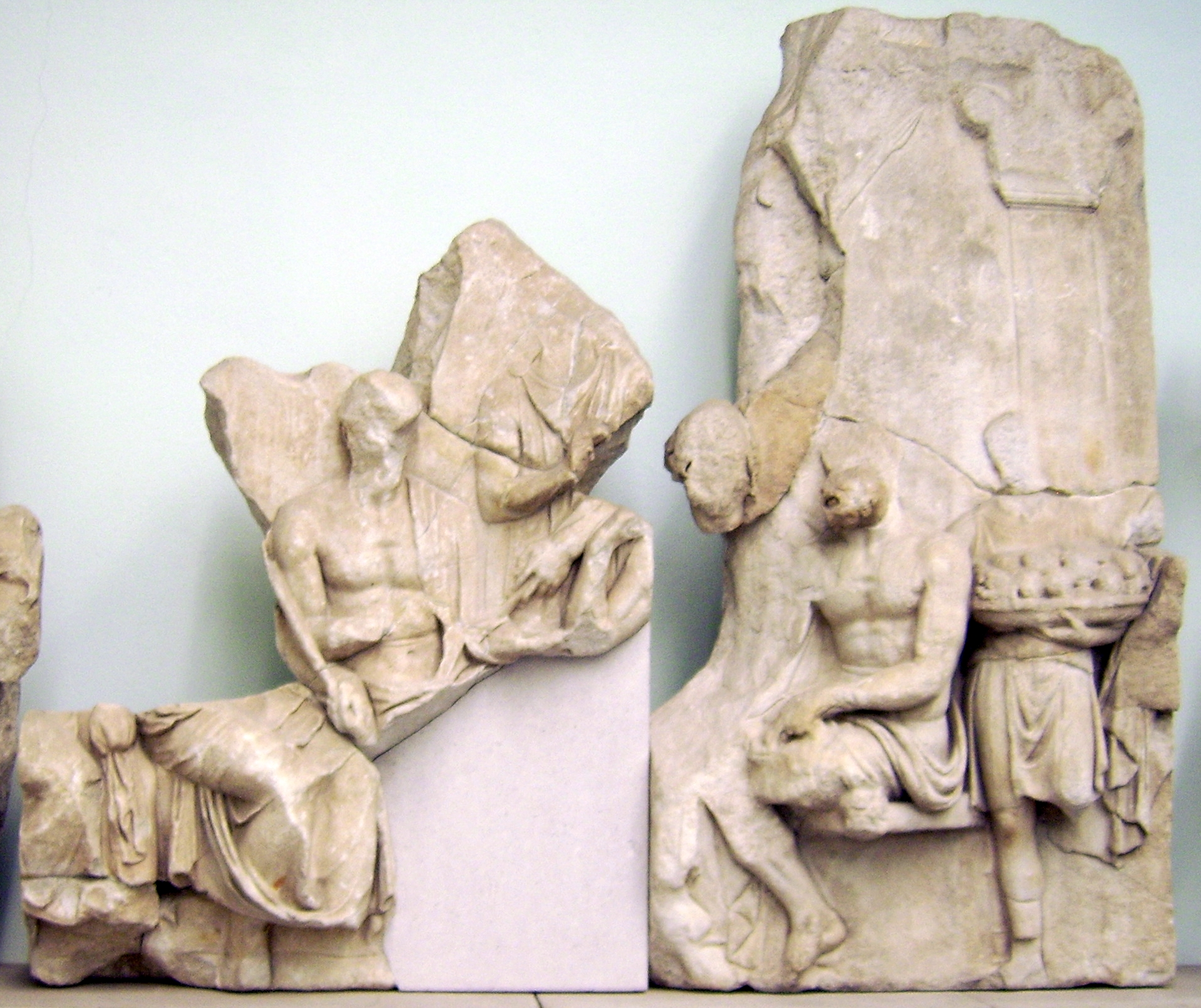
Platten 39 und 40: Telephos bittet Agamemnon um seine Heilung
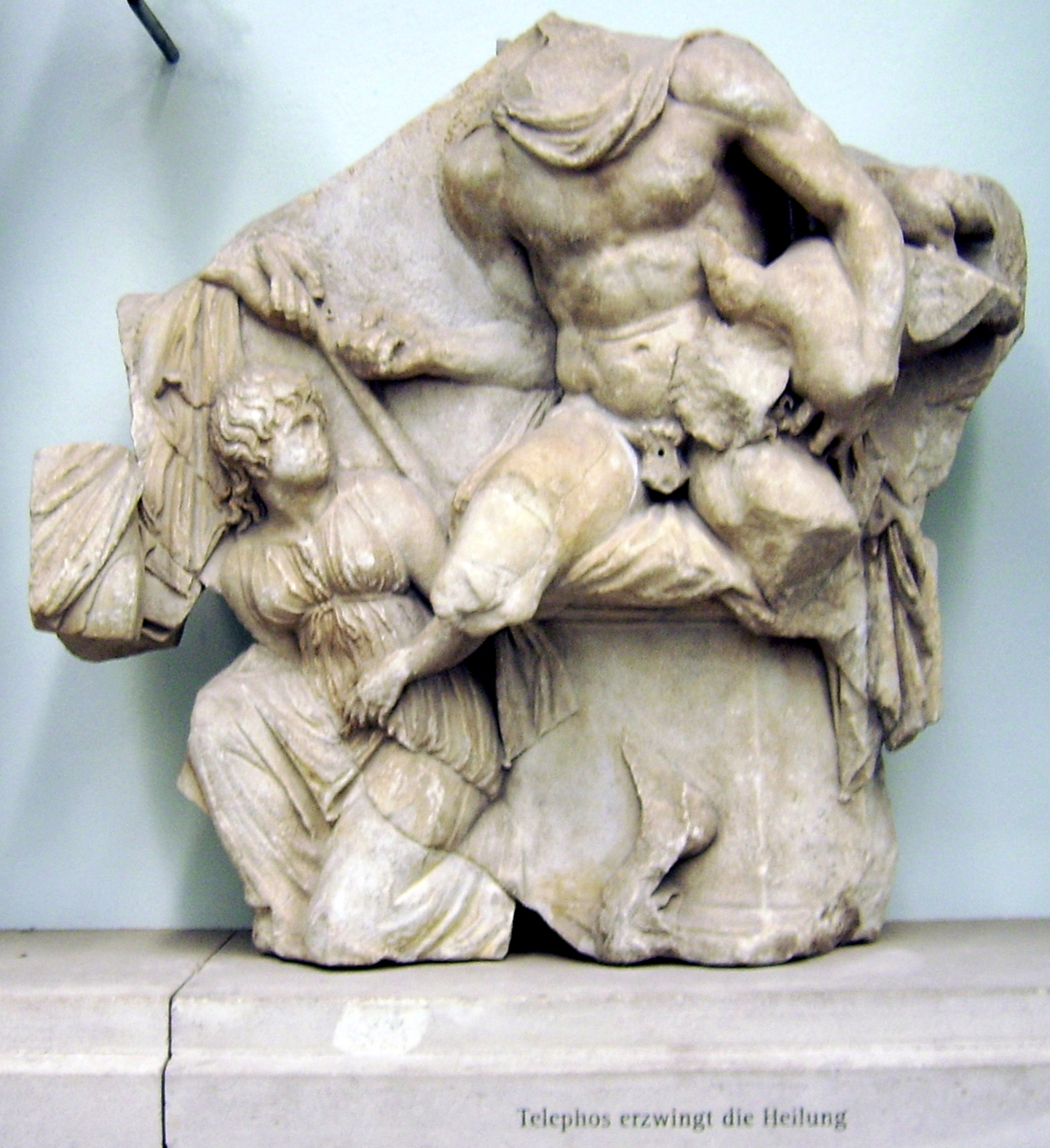
Platte 42: Telephos droht mit der Tötung des Orest
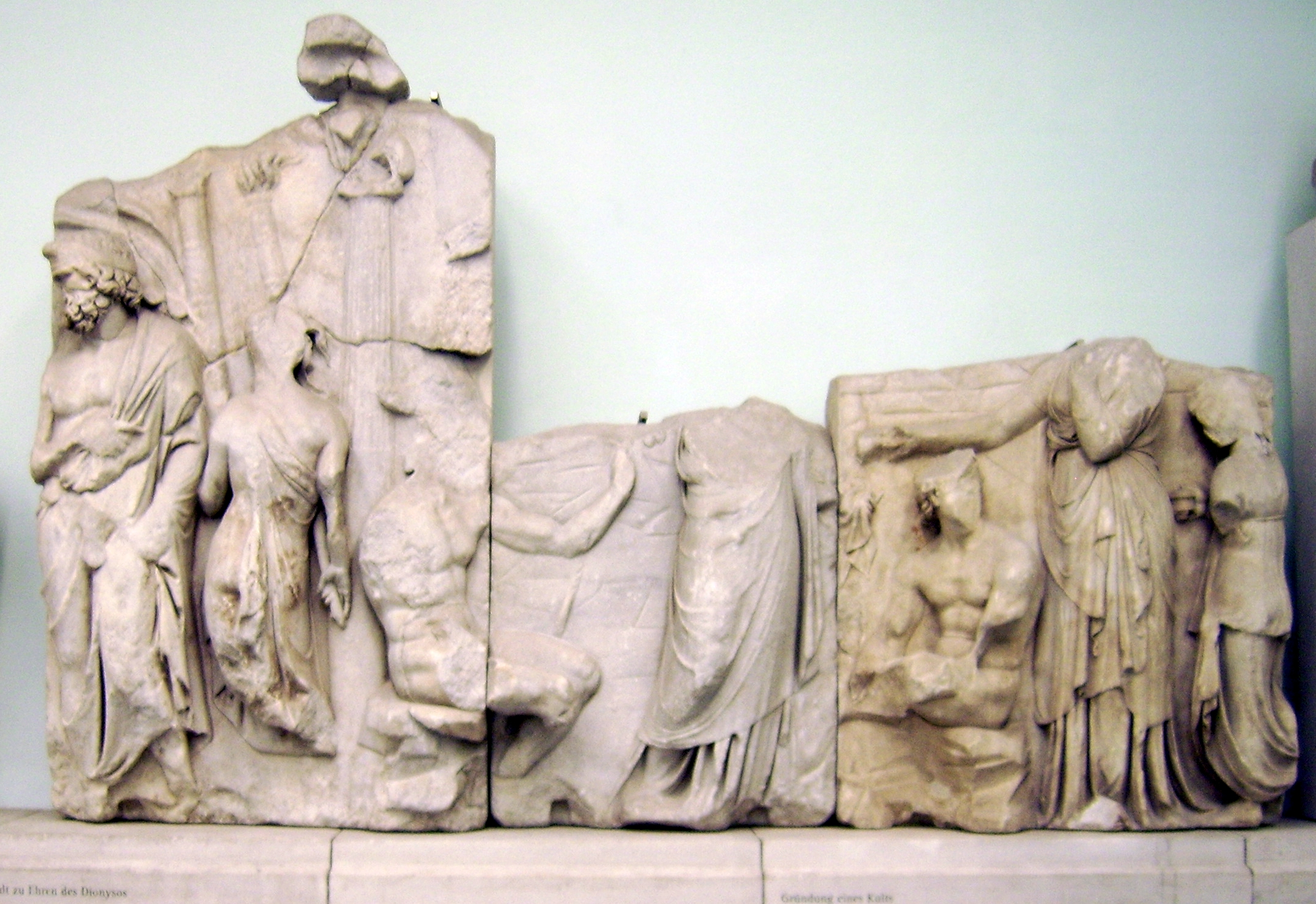
Platten 44–46: Kulthandlungen im Heiligtum des Dionysos
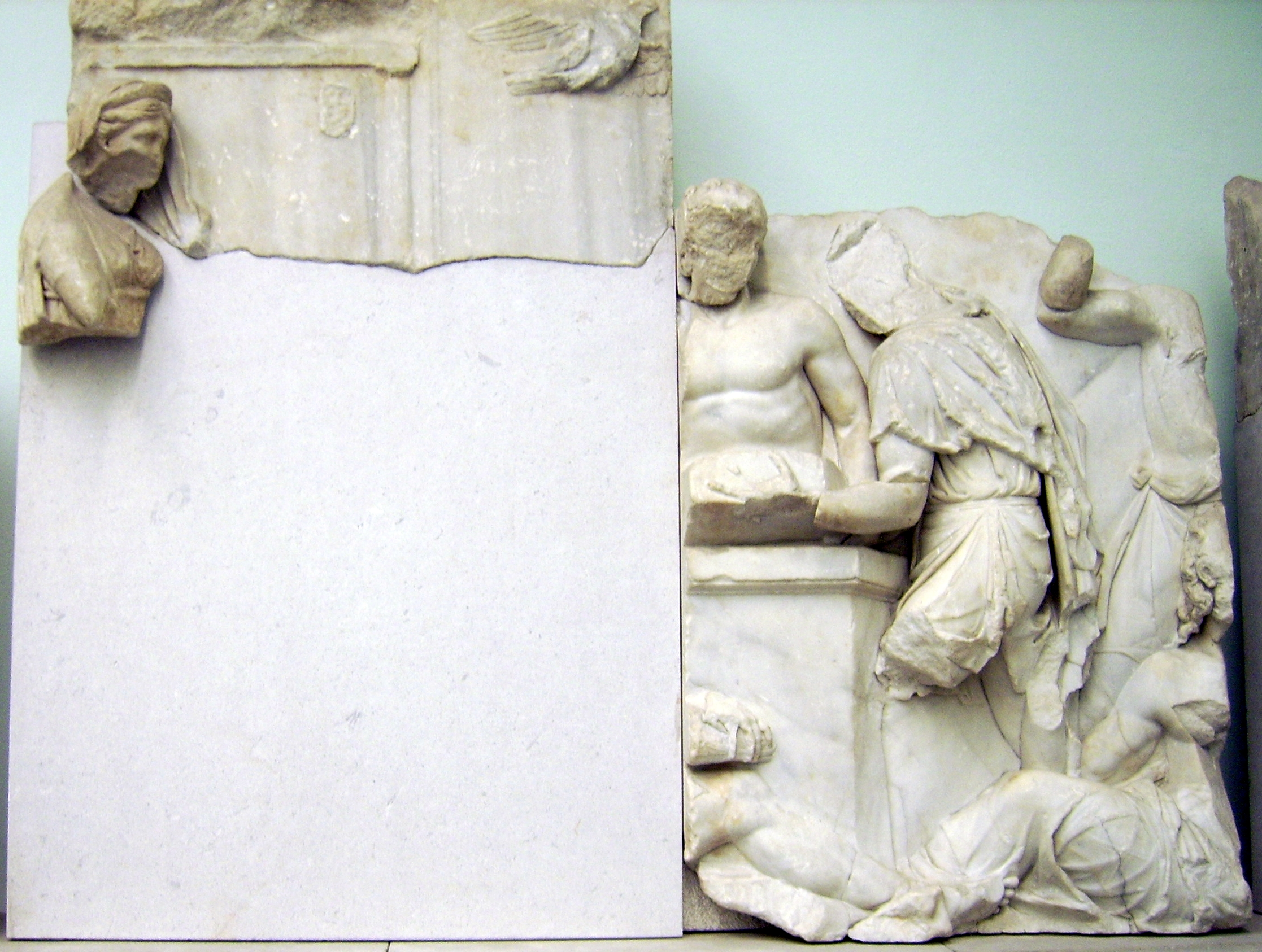
Platten 49 und 50: Gründung Pergamons
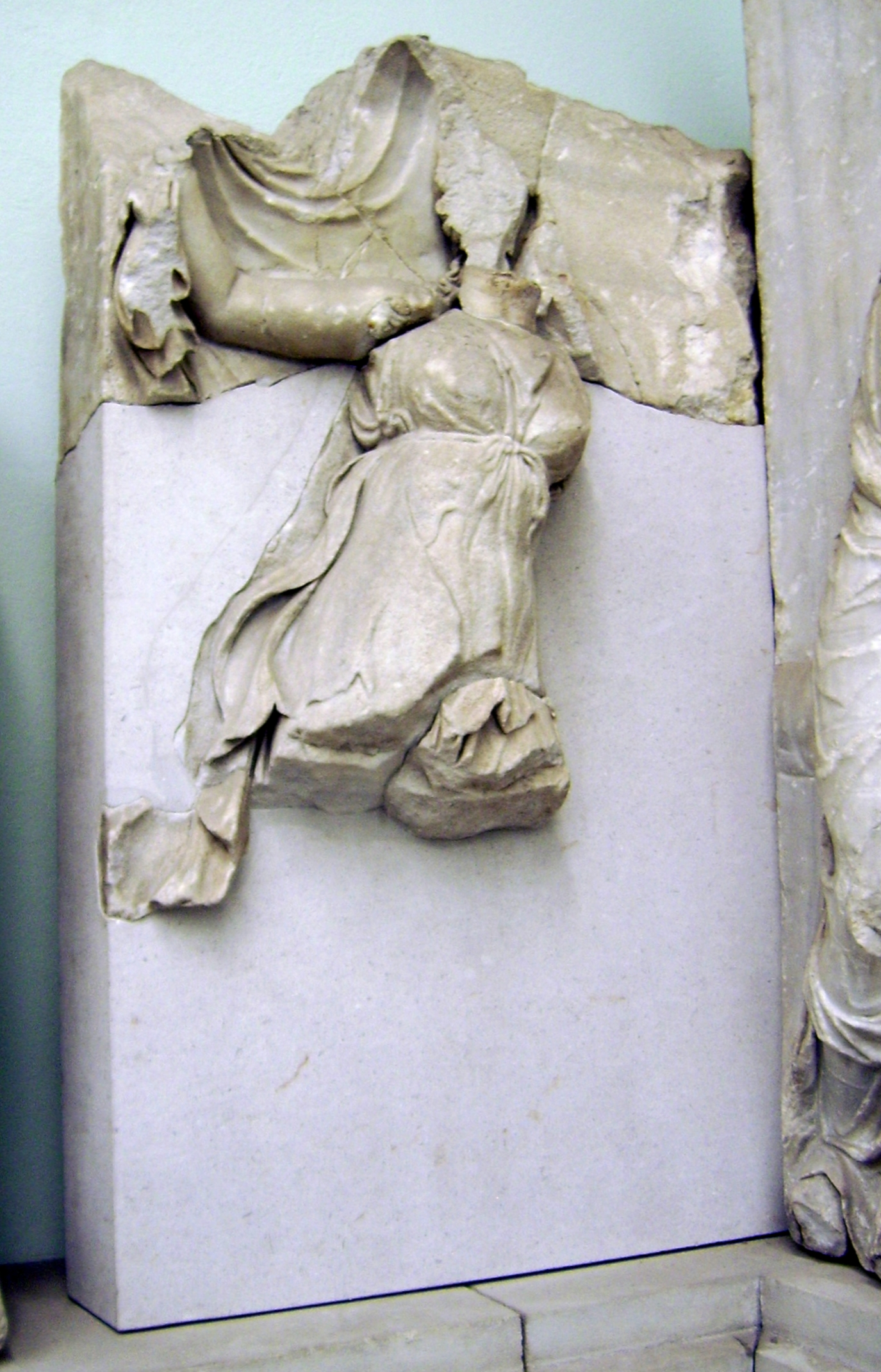
Platte 47 (und 48): Frauen eilen zum Heros Telephos
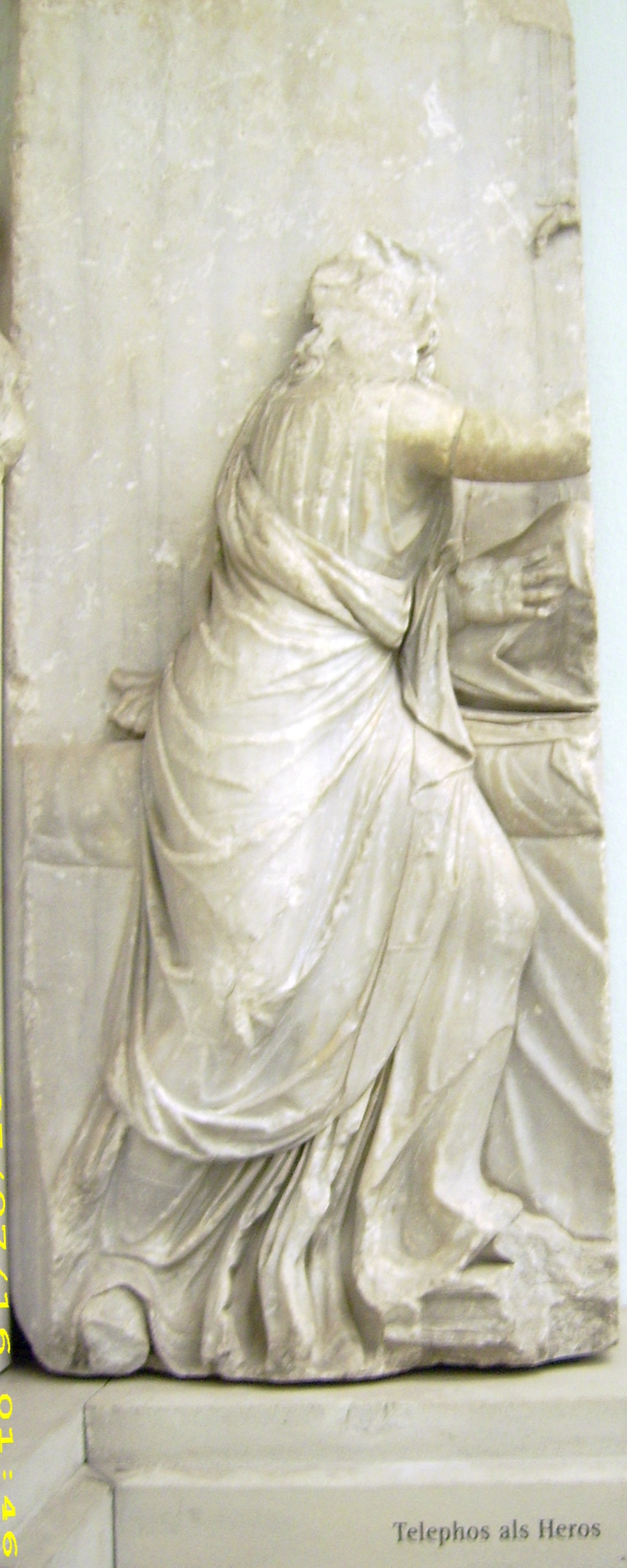
Platte 48

### Statuenbesatz

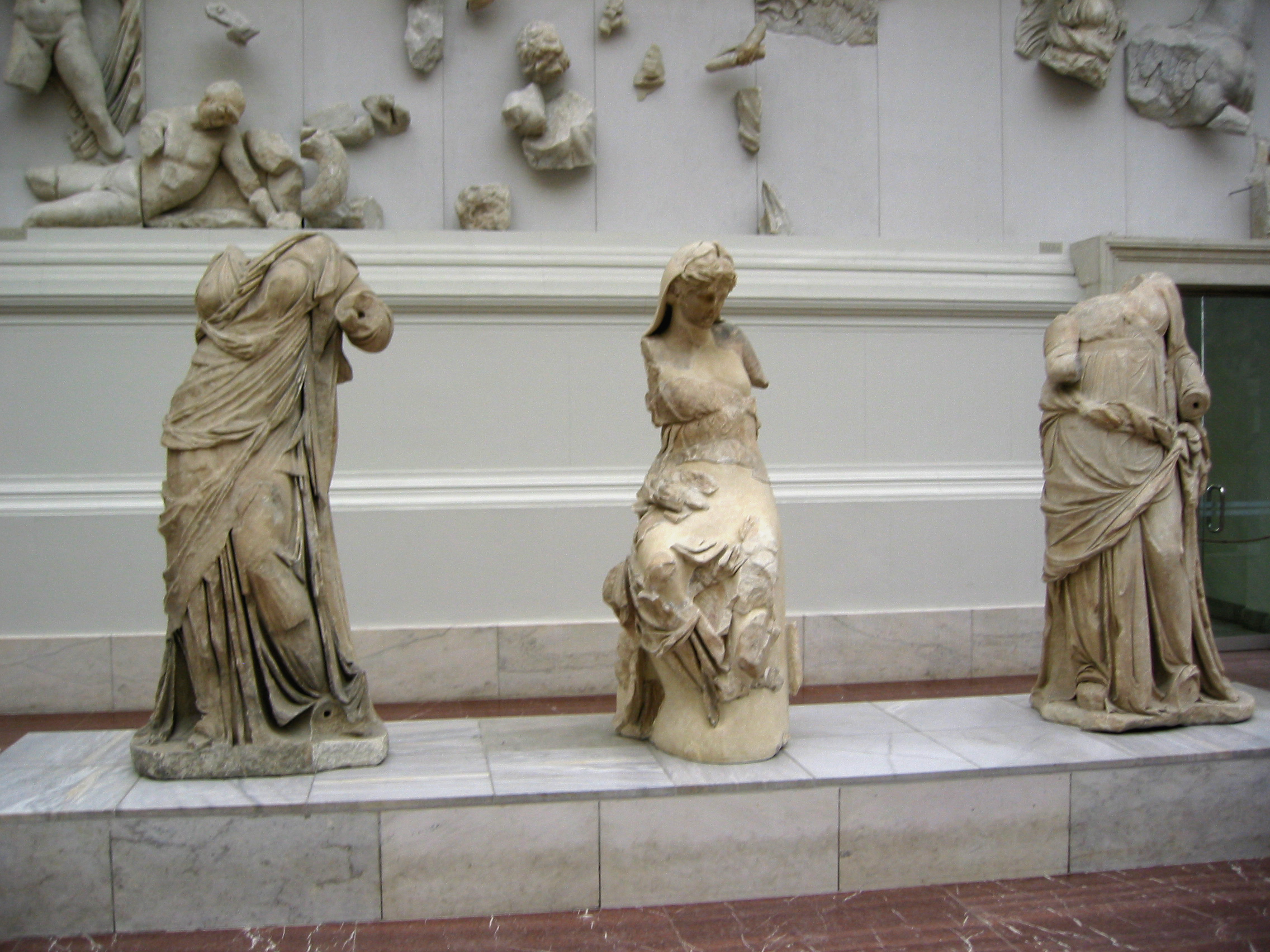
Drei nicht näher zuzuordnende Figuren aus dem Altarbereich, heute im Pergamonmuseum

Auf dem Dach des Altars stand eine unbekannte Anzahl kleinerer Götterstatuen, Pferdegespanne, Kentauren und Löwengreifen, deren Funktion und Anordnung von den Archäologen bis heute nicht eindeutig geklärt werden konnten. Auch fand sich an der Nordmauer des Altarbezirkes ein 64 Meter langes Postament, das reich mit Statuen geschmückt war. Es ist bis heute unklar, wie umfangreich die Ausstattung mit Bronze- und Marmorstatuen im Altarbereich war. Doch war sie außergewöhnlich reichhaltig und zeugte von dem großen, durch die Stifter betriebenen Aufwand. Über dem Gigantenfries befand sich in der zweiten Etage, die auch den Telephosfries beherbergte, eine umlaufende Säulenhalle. Zwischen den Säulen standen möglicherweise weitere Statuen, wofür der Fund von etwa 30 Frauenskulpturen sprechen könnte. Vielleicht personifizierten sie die Städte des pergamenischen Reiches. Auf dem eigentlichen Opferherd werden keine Statuen oder anderer Besatz vermutet, möglicherweise wurde jedoch in römischer Zeit ein Baldachin errichtet.

## Beziehungen zu anderen Kunstwerken
An vielen Stellen kann man am Altarfries Vorbilder anderer griechischer Kunstwerke erkennen. So erinnert Apollon in seiner idealisierten Haltung und Schönheit an eine schon in der Antike berühmte, etwa 150 Jahre vor dem Fries entstandene klassische Statue des Bildhauers Leochares, die möglicherweise in einer Kopie aus römischer Zeit, dem Apollo von Belvedere, überliefert ist. Die Hauptgruppe aus Zeus und Athene erinnert in ihrer Darstellung der auseinanderstrebenden Kämpfer an die Darstellung des Kampfes zwischen Athene und Poseidon am Westgiebel des Parthenon. Diese Rückgriffe sind nicht zufällig, da sich Pergamon als eine Art neues Athen sah.
Der Fries selbst hatte auch Einfluss auf die nachfolgende antike Kunst. Bekanntestes Beispiel ist die schon erwähnte Laokoon-Gruppe, die, wie Bernard Andreae glaubte nachweisen zu können, etwa zwanzig Jahre nach dem Relief in Pergamon geschaffen wurde. Die Künstler der Statuengruppe standen laut Andreae noch in direkter Tradition der Schöpfer des Reliefs oder waren möglicherweise gar an der Friesschöpfung beteiligt.

## Künstler
Es ist eine viel diskutierte, aber bislang ungeklärte Frage, wie viele Künstler an der Schaffung des Gigantenfrieses mitwirkten. Ebenso umstritten ist, inwieweit die Persönlichkeit einzelner Künstler im Kunstwerk wiederzufinden ist. Unbestritten ist, dass zumindest der Entwurf des Frieses von nur einem einzelnen Künstler stammt. Dieser Entwurf muss, bei Sicht auf die bis in Details stimmige Arbeit, akribisch ausgearbeitet gewesen sein; nichts ist dem Zufall überlassen. Schon in der Anlage der Kampfgruppen fällt auf, dass nicht zwei dieser Gruppen identisch sind und beispielsweise die Frisuren und das Schuhwerk der Göttinnen in allen Fällen variieren. Alle Kampfpaare sind individuell zusammengestellt. Somit erschließt sich ein selbständiger Charakter eher aus den geschaffenen Figuren selbst als aus den persönlichen Stilen der Künstler.
In der Forschung wurden bislang zwar durchaus Unterschiede festgestellt, die auf verschiedene Künstler zurückgehen, doch bei der Stimmigkeit des Gesamtwerkes ist es beachtlich, dass diese Unterschiede bei der Gesamtbetrachtung nahezu nicht ins Gewicht fallen. Künstler aus vielen Teilen Griechenlands haben sich demnach dem Entwurf eines einzelnen leitenden Künstlers unterworfen. Dies belegen beispielsweise Inschriften von Künstlern aus Athen und Rhodos. Die Bildhauer durften den von ihnen gestalteten Abschnitt des Frieses an der unteren Fußleiste signieren, doch sind nur wenige dieser Inschriften überliefert. Somit kann daraus kein Rückschluss auf die Anzahl der beteiligten Künstler gezogen werden. Nur eine Inschrift vom Südrisalit ist so überliefert, dass sie zugeordnet werden kann. Da es hier keine Fußleiste gab, wurde der Name, Theorretos (ΘΕΌΡΡΗΤΟΣ), nahe der dargestellten Gottheit eingemeißelt. Bei der Betrachtung der Inschriften wurde anhand des Schriftbildes festgestellt, dass es eine ältere und eine jüngere Bildhauergeneration gab, weshalb die Stimmigkeit des Gesamtwerks umso höher einzuschätzen ist.
Anhand des Abstandes von 2,7 Meter von der vorhandenen Signatur und der dazugehörenden [ἐπό]ησεν-Inschrift (ἐπόησεν – „hat es gemacht“) wird vermutet, dass hier möglicherweise noch eine weitere Bildhauer-Signatur vorhanden war. Wenn dem so wäre, kann man bei einer Hochrechnung mit mindestens 40 beteiligten Bildhauern rechnen. Die längere Stirnseite des Risalits wurde von zwei Bildhauern signiert, deren Namen jedoch nicht mehr erhalten sind.

## Rezeption

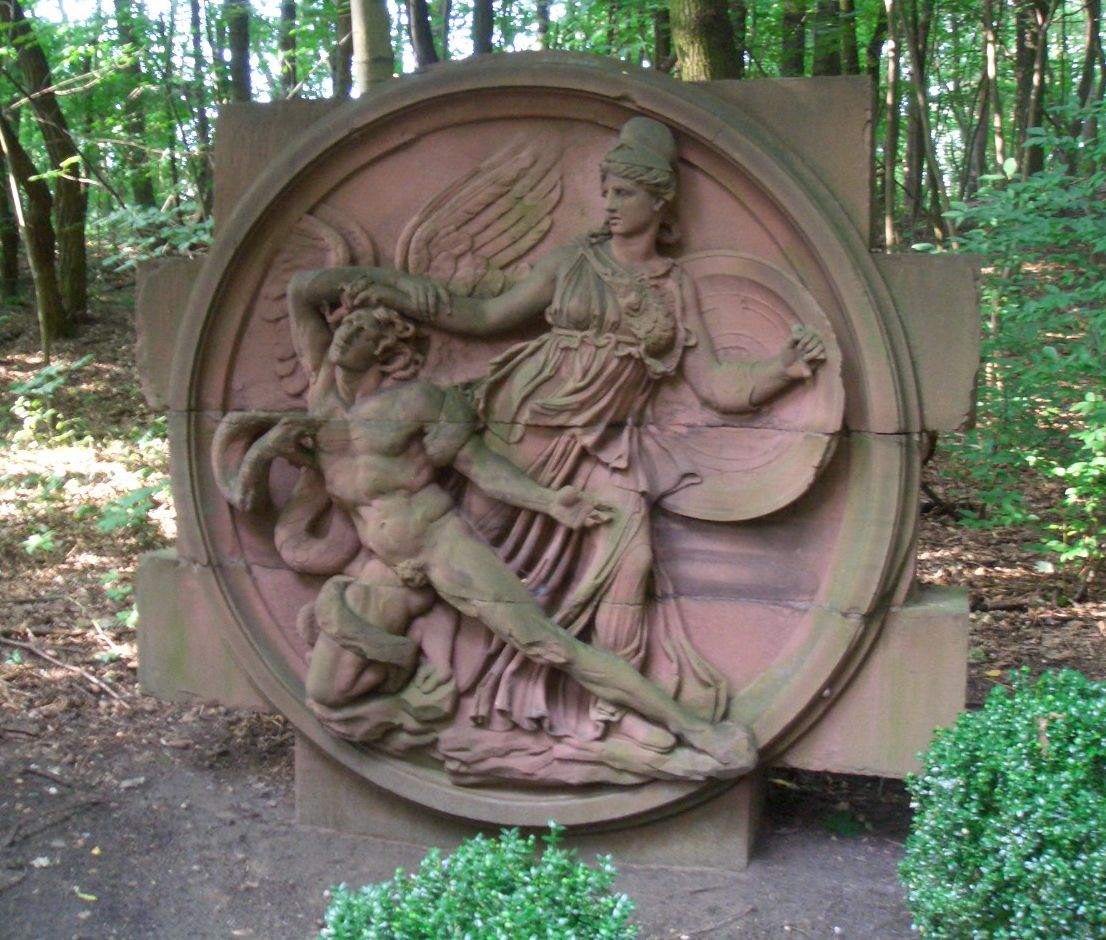
Athenerelief nach der bekannten Darstellung auf dem Pergamonaltar, ergänzte Kopie aus dem Jahr 1895 von Wilhelm Wandschneider, von der ehemaligen Wiener Brücke in Berlin, jetzt Friedhof Berlin-Heiligensee.

Das Deutsche Reich, das die Ausgrabungen nicht zuletzt aus Prestigegründen förderte, begann schnell, den Altar und andere archäologische Zeugnisse zu vereinnahmen. Die „Jubiläumsausstellung der Berliner Akademie der Künste“ im Mai und Juni 1886 widmete sich auf einem 13.000 Quadratmeter großen Gelände den archäologischen Errungenschaften der jüngsten Ausgrabungen in Olympia und Pergamon. Da der griechische Staat keine Genehmigung zur Ausfuhr der Kunstschätze gegeben hatte, konnte jedoch kein Fundmaterial aus Griechenland gezeigt werden. Dafür entstand der Nachbau eines „Tempel von Pergamon“. Auf einem maßgenauen Nachbau der Westfront des Altarsockels mit ausgewählten Kopien der Friese – darunter Zeus- und Athene-Gruppe – wurde ein dem Zeustempel von Olympia nachempfundener Eingangsbereich für ein Gebäude errichtet. Zur Ausstellung gehörte ein nach dem damaligen Wissensstand gefertigtes Modell der Stadt Pergamon im 2. nachchristlichen Jahrhundert.
Wohl das augenfälligste Beispiel für die Rezeption des Altars ist das Museum selbst, in dem sich der Altar heute befindet. Die Anlage des nach Plänen Alfred Messels von 1912 bis 1930 erbauten Pergamonmuseums beruht auf der ins Gigantische übersteigerten Form der Vorderfront des Altars.
Für die weitere Betrachtung, ja für die Beschäftigung mit dem Kunstwerk an sich, wurde die Rekonstruktion im Pergamonmuseum bedeutend. Hier wurde nicht die antike Hauptseite im Osten für die Teilrekonstruktion des Baus genutzt, sondern die gegenüber liegende Westseite mit der Treppe. Diese Rekonstruktion inklusive der Anbringung der restlichen Friese an den übrigen Wänden des zentralen Ausstellungsraumes wurde nicht unkritisch gesehen. Kritiker sprachen von einem „umgestülpten Ärmel“ und von „Theatralik“.
Im nationalsozialistischen Deutschland diente später diese Form der Architektur als Vorbild. Wilhelm Kreis wählte für seine Soldatenhalle beim Oberkommando des Heeres in Berlin (1937/38) und ein Kriegerehrenmal am Fuß des Olymp in Griechenland eine Bauform, die große Ähnlichkeit mit dem Pergamonaltar aufwies – beide wurden nie realisiert. Bei der Soldatenhalle sollte der Fries jedoch auf die Frontseite des Risalits beschränkt werden. Die Friese des Bildhauers Arno Breker kamen allerdings nie zur Ausführung. Der Rückgriff auf diese Architekturform hatte nicht zuletzt mit den ideologischen Vorstellung der Nationalsozialisten zu tun. Ein Altar erinnerte an Opferbereitschaft und Heldentod. Sowohl der Pergamonaltar als auch diese beiden über den Entwurf nicht hinausgekommenen Zeugnisse nationalsozialistischer Architektur waren „Kultbauten“. Auch die Botschaft des Altarfrieses vom Sieg des Guten über das Böse versuchten sich die Nationalsozialisten so zu eigen machen.
Der Pergamonaltar diente auch als Vorbild für die von 1935 bis 1937 nach einem Entwurf von Albert Speer in Nürnberg auf dem Reichsparteitagsgelände an der nordöstlichen Seite des Zeppelinfeldes errichtete Zeppelinhaupttribüne mit einer Länge von 360 Metern und einer Höhe von 20 Metern.
Peter Weiss beginnt seinen Roman Die Ästhetik des Widerstands mit einer eindrucksvollen Schilderung des Reliefs. Es ist der bedeutendste Niederschlag des Altars in der belletristischen Literatur.

„Rings um uns hoben sich die Leiber aus dem Stein, zusammengedrängt zu Gruppen, ineinander verschlungen oder zu Fragmenten zersprengt, mit einem Torso, einem aufgestützten Arm, einer geborstnen Hüfte, einem verschorften Brocken ihre Gestalt andeutend, immer in den Gebärden des Kampfs, ausweichend, zurückschnellend, angreifend, sich deckend, hochgestreckt oder gekrümmt, hier und da ausgelöscht, doch noch mit einem freistehenden vorgestemmten Fuß, einem gedrehten Rücken, der Kontur einer Wade eingespannt in eine einzige gemeinsame Bewegung. Ein riesiges Ringen, auftauchend aus der grauen Wand, sich erinnernd an seine Vollendung, zurücksinkend zur Formlosigkeit.“

Weiss versucht nicht nur, den Fries in seiner eigentlichen Bedeutung zu interpretieren, sondern lässt seine Protagonisten aus dem Widerstand gegen die Nationalsozialisten mit Hilfe von Kunstwerken ihre eigenen Standpunkte ergründen. Den an realen Personen orientierten Romanfiguren Heilmann und Coppi, beide junge Gegner des NS-Regimes, erscheint 1937 der Kampf der Götter gegen die Giganten als verborgene Darstellung der Kämpfe des Pergamon-Reiches. Sie fragen sich, mit welchen Gefühlen die Unterworfenen und Untertanen an dieser zum steinernen Mythos gewordenen Niederlage vorbeigeschritten sein mögen. „Aus der Unterwerfung der vom Norden eindringenden gallischen Völker war ein Triumph adliger Reinheit über wüste und niedrige Kräfte geworden, und die Meißel und Hämmer der Steinmetzen und ihrer Gesellen hatten das Bild einer unumstößlichen Ordnung den Untertanen zur Beugung in Ehrfurcht vorgeführt.“ Wo die Herrschenden und die Wissenden das Kunstwerk erblickten, hätten die Unterdrückten das Abbild ihrer eigenen Verletzungen und Niederlagen gesehen, „spürten den Schlag der Pranke ins eigene Fleisch“. Der zum Mythos stilisierte Krieg sei der Kampf der Könige um die Herrschaft gewesen. Die Widerstandskämpfer identifizieren sich mit den geschlagenen Söhnen der Erde, demaskieren die Göttlichkeit als Maske der Herrschenden.

„Auf dem Weg zum engen, niedrigen Ausgang des Saals leuchteten uns oft aus den kreiselnden Verschiebungen in der Menge der Besucher die roten Armbinden der schwarz und braun Uniformierten entgegen, und immer wenn ich im weißen runden Feld das Emblem auftauchen sah, rotierend und hackend, wurde es zur Giftspinne, schroff behaart …“

Im Rückgriff wird die Betrachtung auch auf die Entstehung, die Geschichte bis zur Wiederauffindung und die Rekonstruktion im Museum ausgedehnt.
Für einige Missstimmung in der Presse und Teilen der Bevölkerung sorgte die Nutzung des Pergamonaltars als Kulisse für die Bewerbung der Stadt Berlin um die Olympischen Sommerspiele 2000. Der Senat von Berlin hatte die Mitglieder des IOC-Exekutivkomitees zu einem Essen vor dem Altar eingeladen. Das weckte Erinnerungen an die Bewerbung Berlins um die Spiele 1936. Auch damals lud der nationalsozialistische Innenminister Wilhelm Frick die Mitglieder des IOC zu einem Essen vor dem Altar ein.
Im April 2013 wurde die 30 × 4 Meter große Fotoinstallation Pergamon 2nd Life („Das zweite Leben des Pergamonaltars“), eine fiktive, künstlerisch inspirierte Rekonstruktion der fehlenden Teile des Gigantenfrieses, im Puschkin-Museum in Moskau erstmals öffentlich ausgestellt.

## Dokumentation
- Der Pergamonaltar – Weltwunder im Museum. Regie: Grit Lederer, ZDF, Deutschland, 53 Minuten, 2023